# Pandemie covidu-19 v Chorvatsku
Pandemie covidu-19 se do Chorvatska rozšířila 25. února 2020, kdy byl potvrzen první případ ve městě Záhřeb. Ke 28. červnu 2021 bylo zaznamenáno 359 666 pozitivně testovaných případů nákazy koronavirem, z čehož bylo 425 pacientů nakažených, 351 039 vyléčených a 8 202 zemřelých. Z celkového počtu pozitivně testovaných lidí bylo tedy 97,6 % vyléčených, 2,28 % zemřelých a 0,12 % aktuálně nakažených.
Během pandemie bylo celkem provedeno 2 138 094 testů na koronavirus, z nichž 16,82 % bylo pozitivních. Celkem 195 pacientů je momentálně hospitalizováno, z nich je deset napojeno na plicní ventilátor. Celkem 4 138 lidí je v domácí izolaci. Na sto tisíc obyvatel připadá přibližně 8 394 pozitivně testovaných a 9,92 aktuálně nemocných. Celkem nemoc prodělalo již 8,39 % obyvatel Chorvatska. Od konce roku 2020 bylo použito celkem 2 529 612 dávek vakcíny proti koronaviru, přičemž 1 478 516 lidí bylo očkováno jednou dávkou vakcíny a 1 051 096 lidí dostalo i druhou dávku.

## Průběh

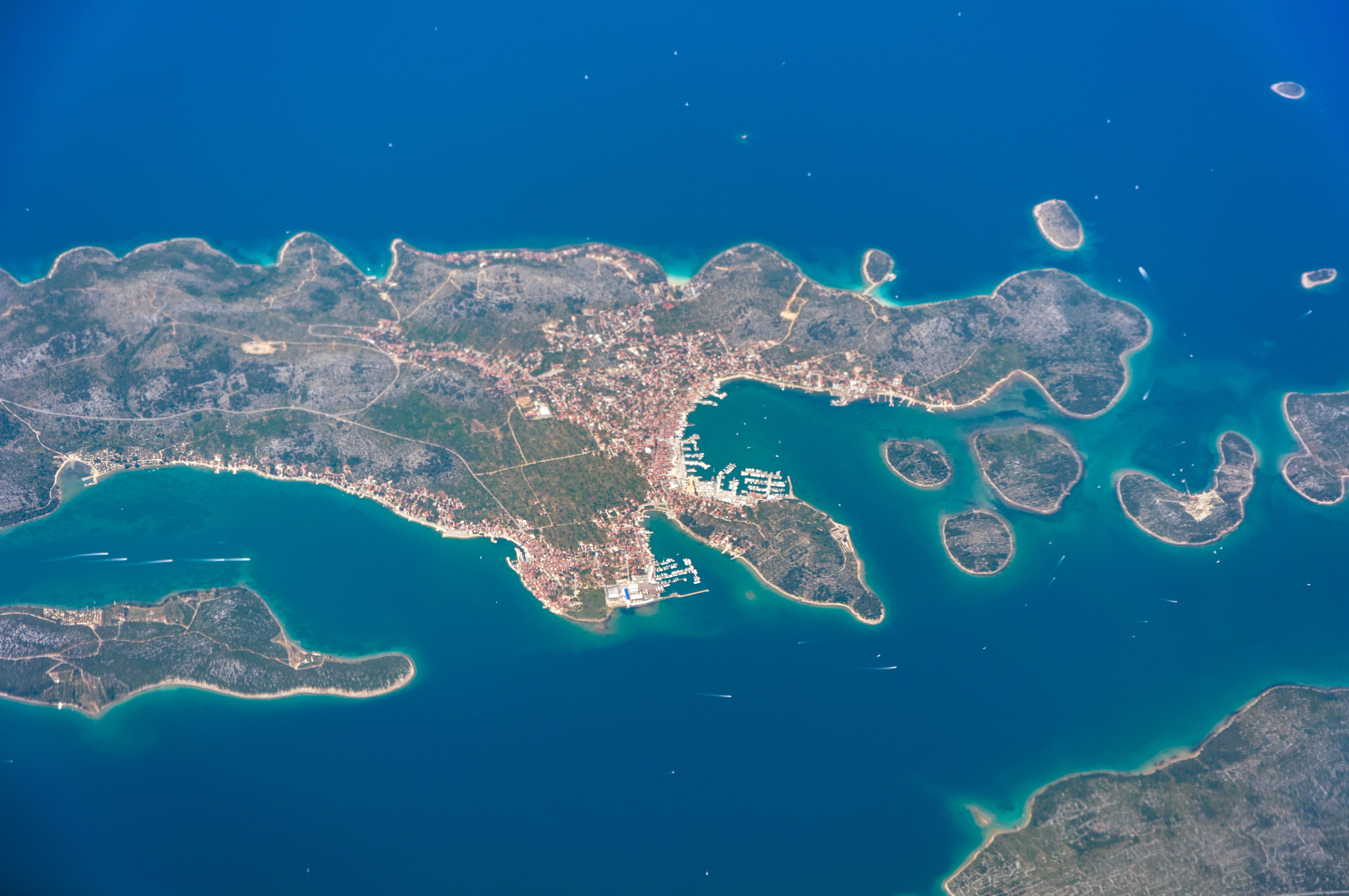
Ostrov Murter, který byl uzavřen do karantény

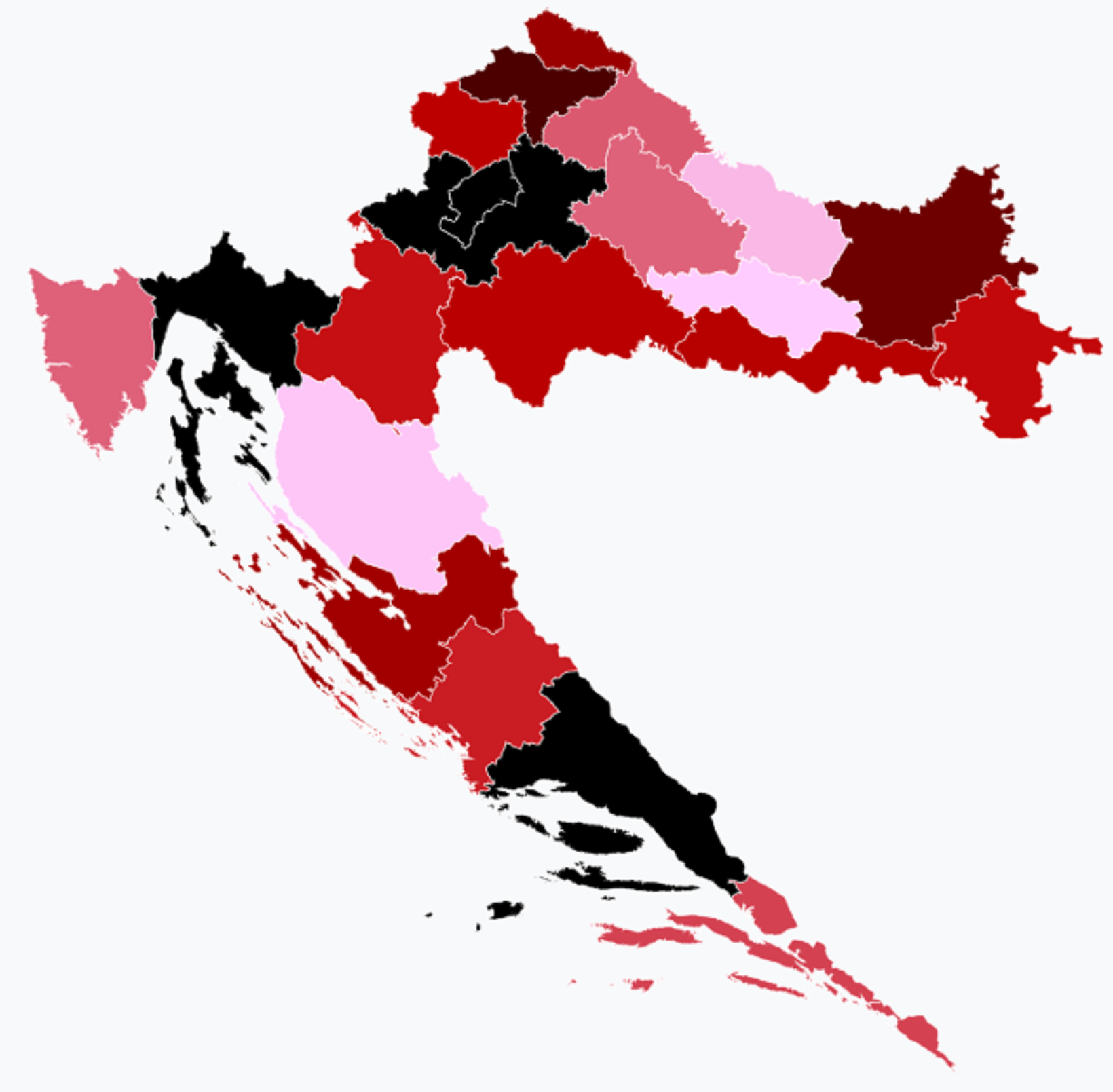
Mapa počtu zaznamenaných případů v jednotlivých župách;
20 000 a více případů
16 000–19 999 případů
10 000–15 999 případů
7 500–9 999 případů
5 000–7 499 případů
3 000–4 999 případů
2 500–2 999 případů

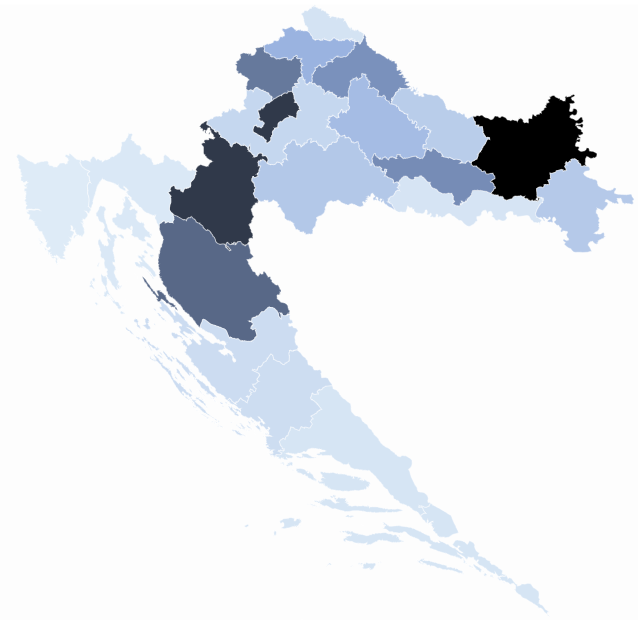
Mapa úmrtnosti osob nakažených covidem-19 v jednotlivých župách;
4 % a vyšší úmrtnost
3–4 % úmrtnost
2,5–3 % úmrtnost
2–2,5 % úmrtnost
1,5–2 % úmrtnost
1–1,5 % úmrtnost

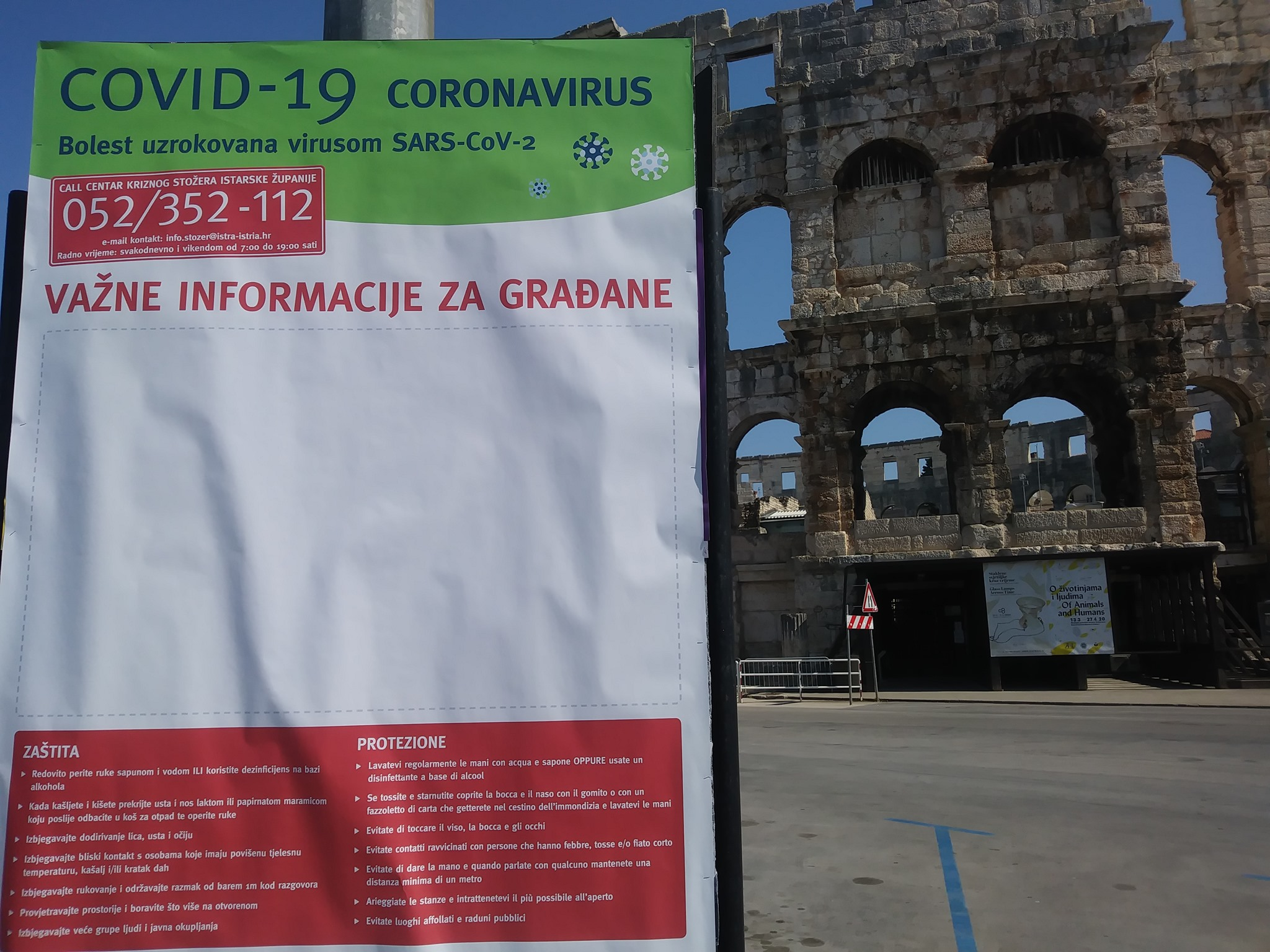
Oznámení o covidu-19 před amfiteátrem v Pule

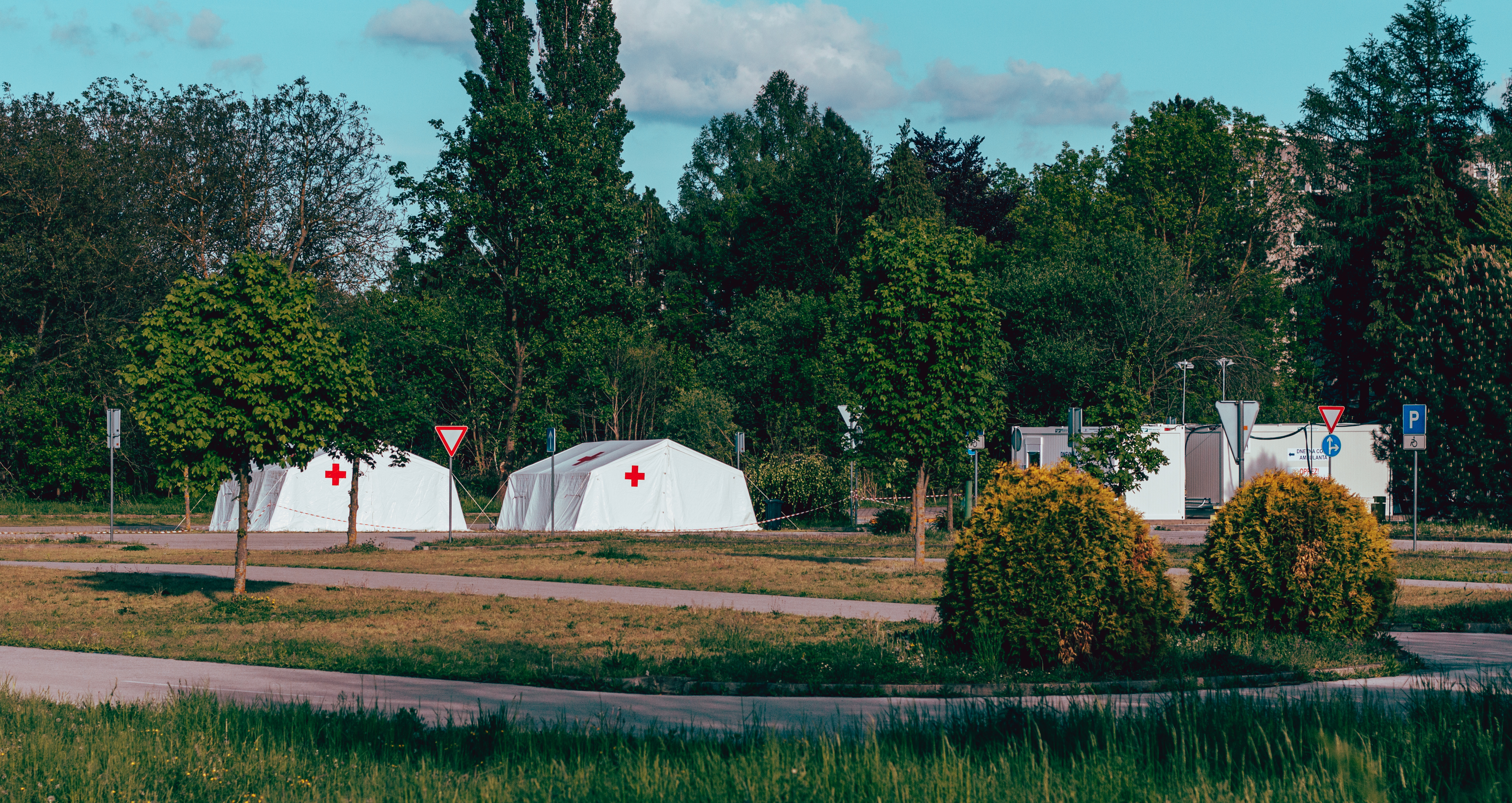
Testovací stany v Čakovci

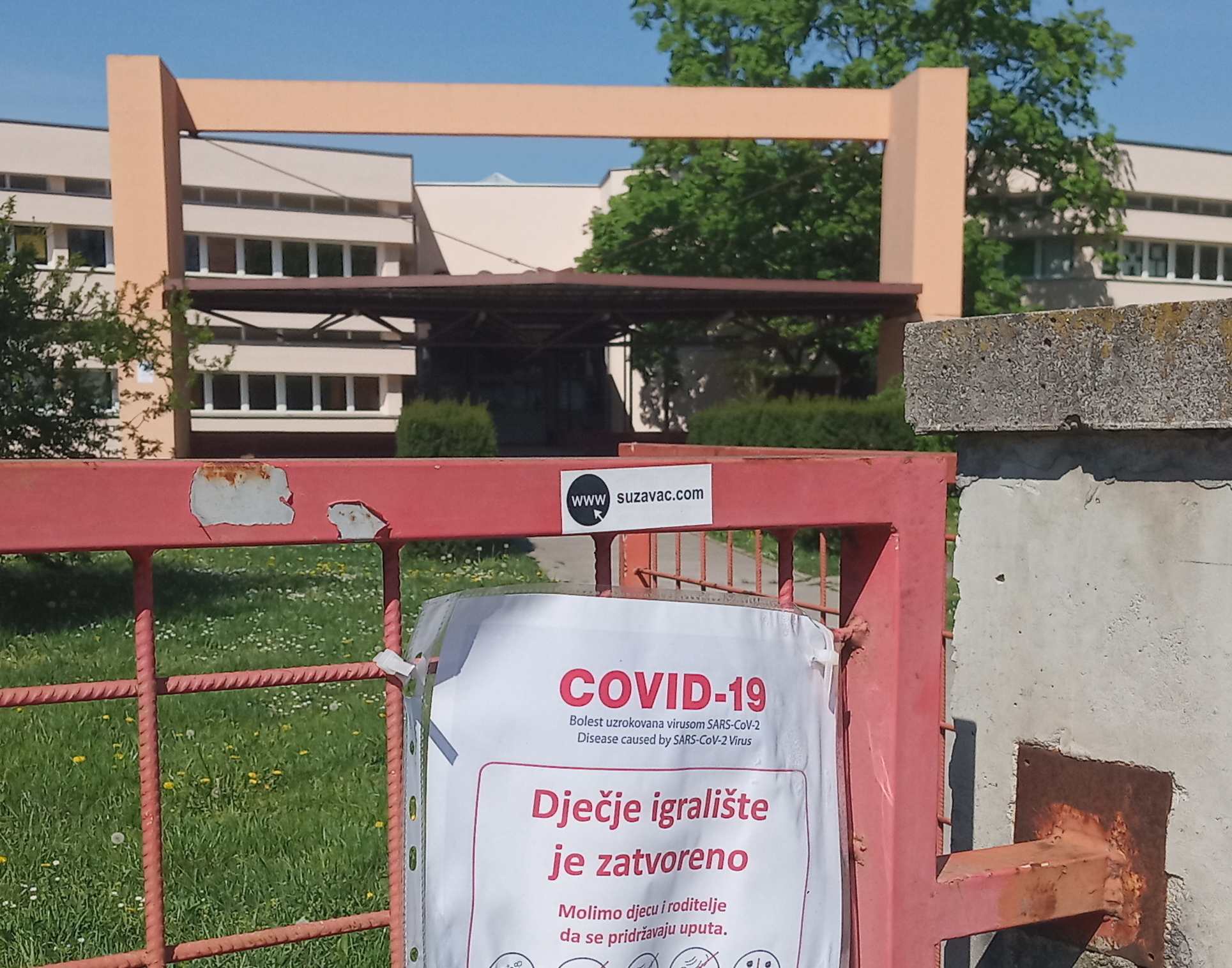
Oznámení o covidu-19 před uzavřenou školou v Zaprešići

Z hlediska průběhu se dělí pandemie koronaviru v Chorvatsku na čtyři vlny: První vlna trvala od 25. února do 23. května (respektive až do 12. června), druhá vlna od 13. června do 7. srpna, třetí vlna od 8. července do 29. září, čtvrtá vlna od 30. září 2020 do 22. února 2021 a v současnosti probíhá pátá vlna, která začala 23. února 2021.
- 19. března 2020 bylo zaznamenáno již více než 100 nakažených
- 27. března 2020 bylo zaznamenáno již více než 500 nakažených
- 2. dubna 2020 bylo zaznamenáno již více než 1 000 nakažených
- 24. dubna 2020 bylo zaznamenáno již více než 2 000 nakažených
- 25. května 2020 počet úmrtí dosáhl sta, dalšího dne tento počet překročil
- 3. července 2020 bylo zaznamenáno již více než 3 000 nakažených
- 16. července 2020 bylo zaznamenáno již více než 4 000 nakažených
- 30. července 2020 bylo zaznamenáno již více než 5 000 nakažených
- 13. srpna 2020 bylo zaznamenáno již více než 6 000 nakažených
- 19. srpna 2020 bylo zaznamenáno již více než 7 000 nakažených
- 23. srpna 2020 bylo zaznamenáno již více než 8 000 nakažených
- 27. srpna 2020 bylo zaznamenáno již více než 9 000 nakažených
- 30. srpna 2020 bylo zaznamenáno již více než 10 000 nakažených
- 7. září 2020 počet úmrtí překročil dvě stě
- 22. září 2020 bylo zaznamenáno již více než 15 000 nakažených
- 5. října 2020 počet úmrtí dosáhl tří set, dalšího dne tento počet překročil
- 11. října 2020 bylo zaznamenáno již více než 20 000 nakažených
- 18. října 2020 bylo zaznamenáno již více než 25 000 nakažených
- 22. října 2020 bylo zaznamenáno již více než 400 úmrtí
- 29. října 2020 bylo zaznamenáno již více než 500 úmrtí
- 1. listopadu 2020 bylo zaznamenáno již více než 50 000 nakažených
- 7. listopadu 2020 bylo zaznamenáno již více než 750 úmrtí
- 12. listopadu 2020 bylo zaznamenáno již více než 75 000 nakažených
- 14. listopadu 2020 bylo zaznamenáno již více než 1 000 úmrtí
- 21. listopadu 2020 bylo zaznamenáno již více než 100 000 nakažených
- 29. listopadu 2020 bylo zaznamenáno již více než 125 000 nakažených
- 6. prosince 2020 bylo zaznamenáno již více 150 000 nakažených
- 12. prosince 2020 bylo zaznamenáno již více než 2 500 úmrtí
- 13. prosince 2020 bylo zaznamenáno již více než 175 000 nakažených
- 23. prosince 2020 bylo zaznamenáno již více než 200 000 nakažených
- 18. ledna 2021 bylo zaznamenáno již více než 225 000 nakažených
- 31. ledna 2021 bylo zaznamenáno již více než 5 000 úmrtí
- 13. března 2021 bylo zaznamenáno již více než 250 000 nakažených
- 15. dubna 2021 bylo zaznamenáno již více než 300 000 nakažených
- 10. května 2021 bylo zaznamenáno již více než 7 500 úmrtí

Nejvyšší počet nových případů během jednoho dne (4 620) byl zaznamenán dne 10. prosince, nejvyšší počet uzdravení (4 352) dne 18. prosince a nejvyšší počet úmrtí (92) dne 16. prosince. Nejvyšší počet aktuálně nakažených (25 270) byl zaznamenán dne 12. prosince. Největší pokles počtu aktuálních případů byl zaznamenán dne 21. prosince, když klesl o 2 522, největší nárůst pak byl zaznamenán dne 9. prosince, když počet aktuálních případů stoupl o 2 065.

### První vlna
Dne 27. března překonal počet pozitivních testů na covid-19 pět set pacientů, dne 2. dubna bylo již překonáno tisíc pozitivních testů, dne 11. dubna bylo překonáno 1 500 pozitivních testů. Dne 24. dubna byl překonán počet 2 000 pozitivních testů celkem, avšak v ten samý den byl poprvé aktuální počet nakažených nižší než tisíc a poprvé zde bylo více uzdravených než nakažených. Dne 25. dubna bylo zaznamenáno již více než tisíc uzdravených pacientů. Dne 4. května klesl aktuální počet nakažených pod pět set případů a současně počet vyléčených převýšil 1 500 případů. Dne 22. května překonal počet vyléčených dva tisíce případů. Dne 23. května poprvé od 8. března počet pozitivních testů ani počet úmrtí nijak nestoupl, stoupl pouze počet uzdravených. Dne 25. května bylo již zaznamenáno sto úmrtí kvůli koronaviru. Dne 26. května klesl počet aktuálně nakažených pod sto pacientů, dne 3. června byl pak počet pacientů již nižší než padesát. Dne 12. června a posléze znovu 15. června klesl počet aktuálně nakažených pod deset pacientů.
Mezi 24. dubnem a 7. květnem se nárůst pozitivně testovaných výrazně zpomalil (nikdy nepřibylo více než 15 nových případů). K opětovnému nárůstu došlo 8. května, kdy bylo zaznamenáno 36 nových případů nákazy, z toho 22 ve vesnici Nerežišća na ostrově Brač. Tento nárůst byl však výjimečný a po něm již opět počty nových případů stoupaly pomalu. Od 23. května do 12. června se růst počtu nově nakažených téměř zastavil, naprostou většinu dní nebyly zaznamenány nové případy, během této doby vzrostl počet pacientů pouze o šest. Nejnižší počet aktuálně nakažených byl kromě začátku pandemie zaznamenán 15. června, kdy bylo pouze 7 aktivních případů.
Oproti situaci v jiných zemích, jako např. v Rakousku nebo Česku, nepostupovala nákaza v Chorvatsku tak rychle a až do 20. března 2020 byl růst počtu nakažených pomalý. Během první vlny nejvíce počet nakažených vzrostl 1. dubna, kdy zde přibylo 96 nových pacientů, tedy o 10 % více (ze 867 na 963). Rekordní počet zemřelých byl během 19. dubna (8 případů úmrtí), nejvyšší počet uzdravených byl zaznamenán 24. dubna (99 případů uzdravení).
Dne 22. dubna 2020 se však podařilo vyléčit všechny pacienty v Požežsko-slavonské župě. Dále dne 2. květen 2020 se podařilo vyléčit všechny pacienty z Istrijské župy, kde bylo původně 90 případů nákazy, z čehož dva lidé zemřeli. Dne 8. května se rovněž podařilo vyléčit všechny pacienty v Mezimuřské župě. Dne 13. května 2020 však byly opět zaznamenány nové případy v Istrijské a Požežsko-slavonské župě, kde byl předtím koronavirus vyléčen. Dne 14. května se podařilo vyléčit všechny pacienty ve Vukovarsko-sremské župě. Dne 15. května se podařilo dále vyléčit všechny pacienty v Bjelovarsko-bilogorské župě. Dne 20. května byl opětovně zaznamenán případ ve Vukovarsko-sremské župě, kde byli dříve všichni pacienti vyléčeni. 21. května po smrti poslední pacientky již nebyl zaznamenán jediný případ nákazy v Licko-senjské župě. Dne 25. května se podařilo vyléčit všechny pacienty v Karlovacké župě. Dne 27. května se podařilo vyléčit všechny pacienty v Krapinsko-zagorské župě, přestože předtím šlo o jednu z nejvíce zasažených žup a celkově zde bylo zaznamenáno 134 potvrzených případů. Dne 28. května se podařilo vyléčit všechny pacienty v Šibenicko-kninské župě a znovu v Istrijské župě. Dne 2. června se podařilo vyléčit všechny pacienty v Zadarské a ve Varaždinské župě. Dne 3. června se podařilo vyléčit všechny pacienty v Sisacko-moslavinské župě. Dne 4. června se vyléčil poslední pacient ve Viroviticko-podrávské župě. Dne 5. června se znovu podařilo vyléčit všechny pacienty v Požežsko-slavonské a Vukovarsko-sremské župě. Dne 10. června se podařilo vyléčit všechny pacienty v Osijecko-baranjské župě, která dříve byla jednou z nejvíce zasažených žup, dne 13. června se však v této župě znovu objevil nový případ nákazy. Dne 15. června se podařilo vyléčit všechny pacienty v Koprivnicko-križevecké župě. Dne 16. června se vyléčil poslední pacient ve Splitsko-dalmatské župě, která byla nejvíce zasaženou župou v celém Chorvatsku, celkem zde bylo zaznamenáno 549 pozitivně testovaných případů, v této župě však druhého dne byl opět zaznamenán nový případ. Dne 19. června se podařilo vyléčit posledního pacienta v Dubrovnicko-neretvanské župě.
Během první vlny pandemie bylo zaznamenáno celkem 2 249 případů nákazy, z čehož již všichni byli uzdraveni, nebo zemřeli. Z celkového počtu nakažených během první vlny zemřelo 107 pacientů a 2 142 pacientů se uzdravilo.

### Druhá vlna

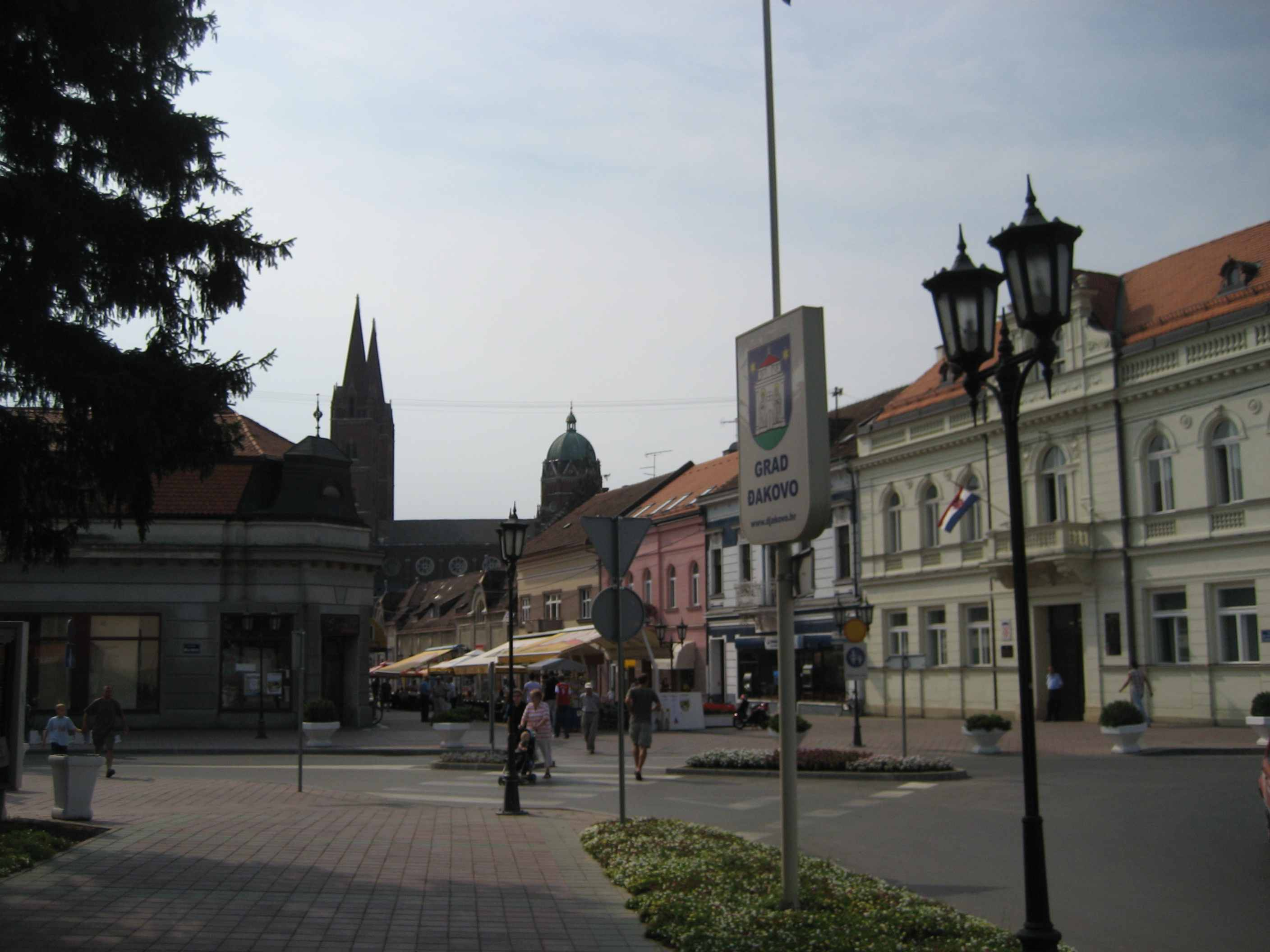
Město Đakovo, které se stalo jedním z epicenter druhé vlny

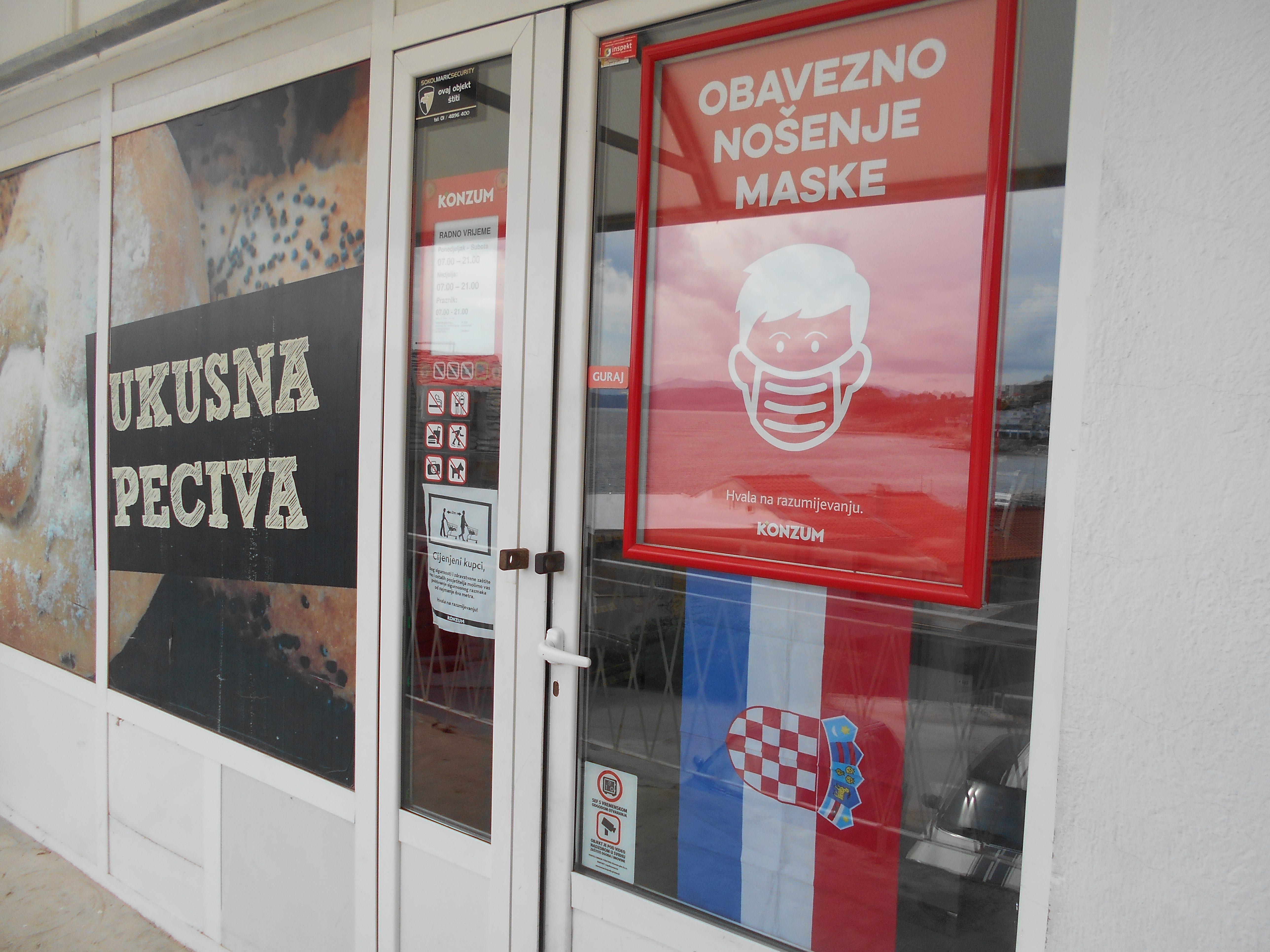
Během druhé vlny bylo zavedeno povinné nošení roušek v uzavřených prostorách

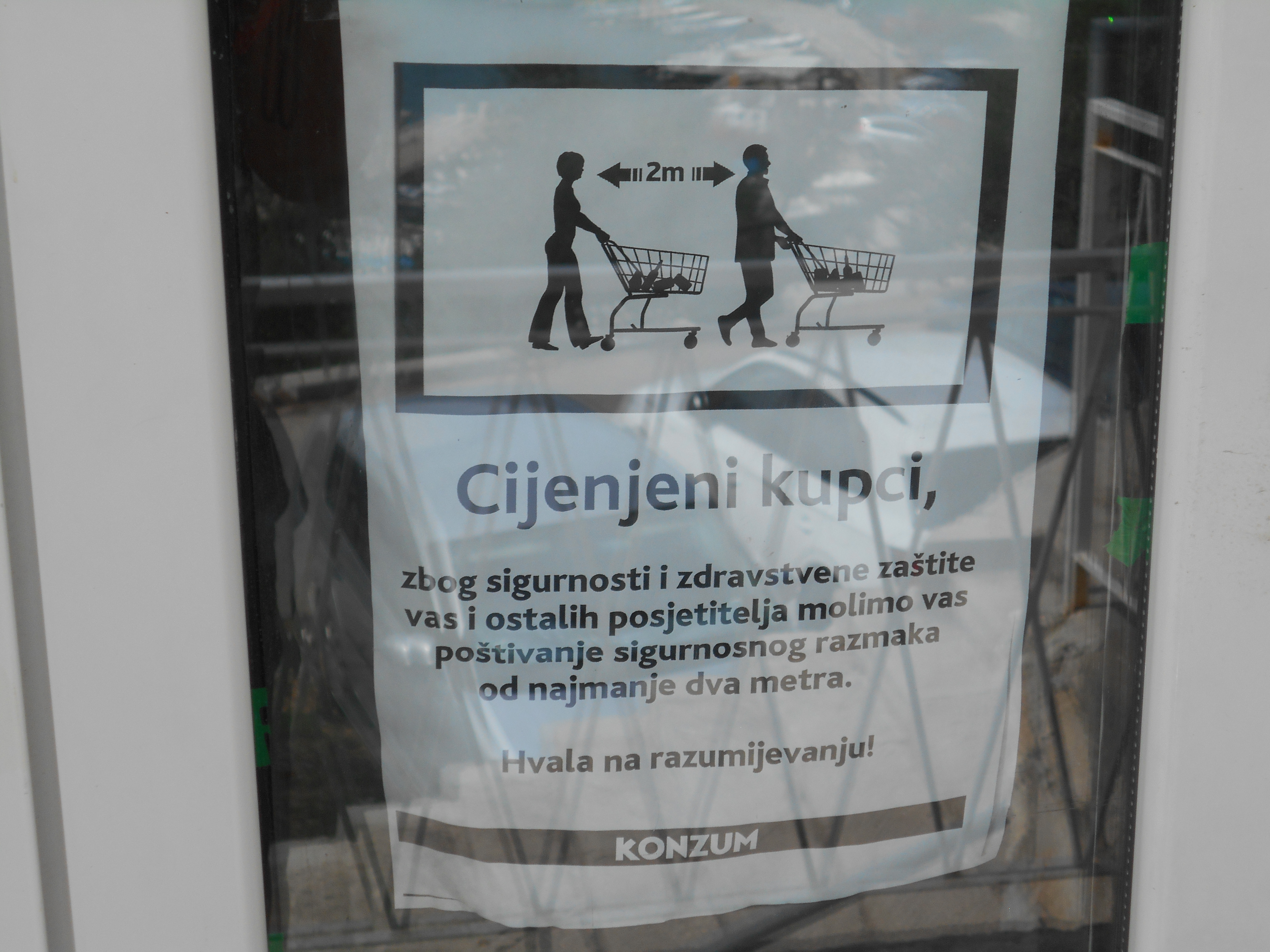
Upozornění o nutnosti dodržování minimálně dvoumetrových rozestupů v obchodě v Drašnici

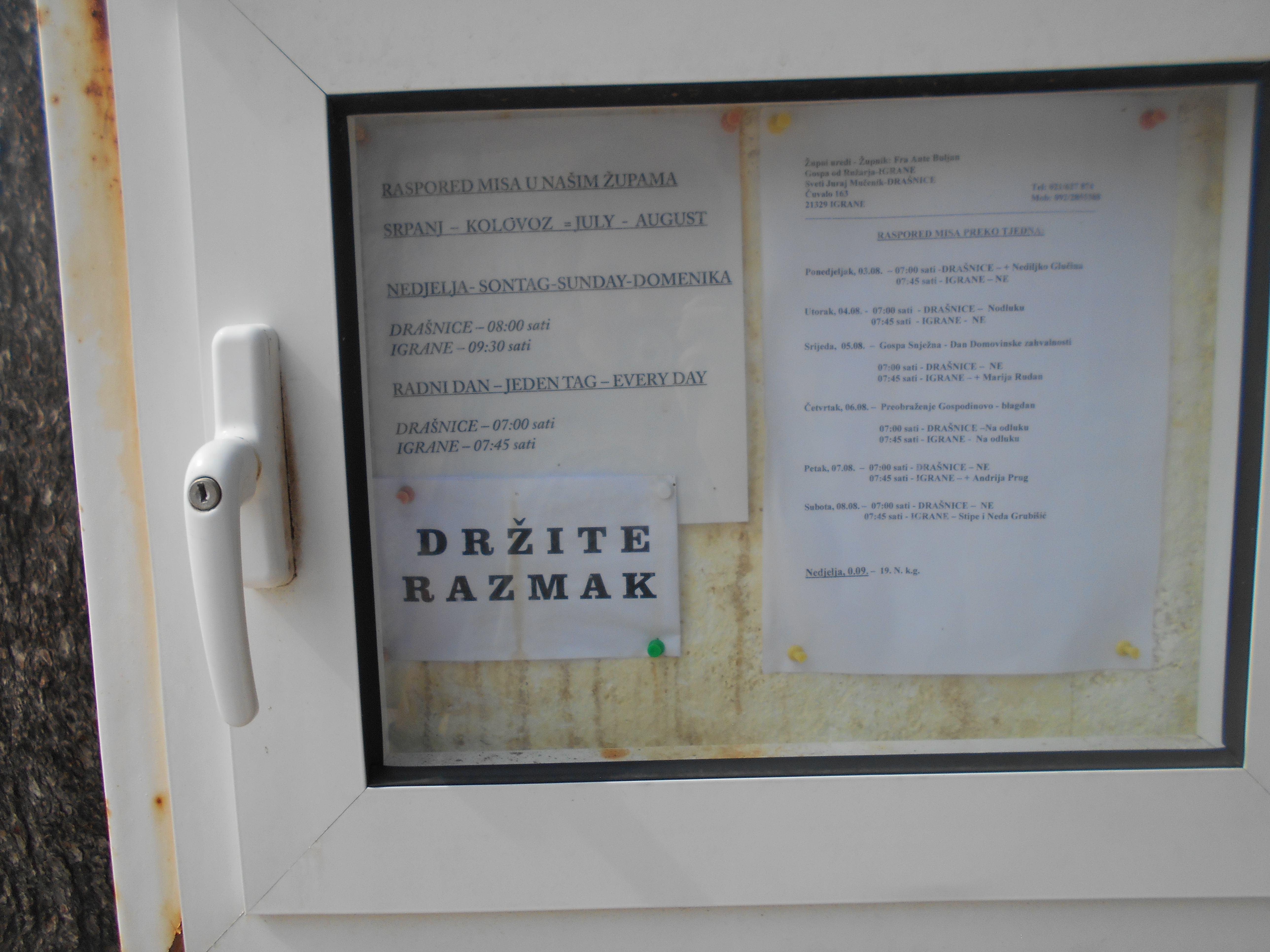
Nápis „držite razmak“ (držte rozestup) u kostela v Drašnici

Od 13. června začal počet nakažených v celém Chorvatsku opět stoupat. Až do 18. června nebyl nárůst příliš velký, většinou stoupal po jednom nebo dvou případech. 18. června a znovu 19. června však počet nakažených stoupl o 11 nových případů, přičemž nové případy byly opět zaznamenány i v Istrijské a Sisacko-moslavinské župě, kde koronavirus dříve vymizel. Od 18. června přestal stoupat počet uzdravených, kvůli čemuž rychle stoupal i počet aktivně nemocných. Od 16. července po většinu dní díky prudkému nárůstu počtu uzdravených začal počet aktuálně nakažených klesat, a to i přesto, že počet nově potvrzených případů byl i nadále vysoký. Od 8. srpna se však nárůst nově uzdravených zpomalil a počet aktuálně nakažených kvůli tomu začal opět stoupat.
Nejvyšší počet aktuálně nemocných (1 207) byl zaznamenán 19. července, ten byl ovšem nižší než počet nakažených dne 14. dubna během první vlny, kdy dosahoval 1 258. Nejvíce nových případů (140) bylo zaznamenáno 11. července, nejvíce uzdravení (223) dne 25. července, nejvíce úmrtí (5) rovněž dne 25. července.
Během druhé vlny bylo zaznamenáno celkem 3 217 případů nákazy, z nichž již 3 169 bylo vyléčeno a 48 pacientů zemřelo, z druhé vlny tedy již nejsou žádné případy aktivní. Epicentry druhé vlny jsou města Záhřeb, Đakovo, Požega, Kutina, Split, Ogulin, Umag, Vinkovci, Našice, Sinj, Imotski, Slavonski Brod, opčina Ivankovo ve Vukovarsko-sremské župě, opčiny Bilice a Kistanje v Šibenicko-kninské župě a opčina Hrvace ve Splitsko-dalmatské župě. Ačkoliv bylo během druhé vlny zaznamenáno více případů než během první a třetí, byla díky poměrně nízkému počtu úmrtí nejméně ničivá.

#### Průběh druhé vlny
Dne 20. června stoupl počet nově nakažených o 19 případů, přičemž nový případ byl zaznamenán i v Šibenicko-kninské župě, kde dříve koronavirus vymizel. Dne 21. června bylo zaznamenáno 18 nových případů, z toho jeden i v Dubrovnicko-neretvanské župě. Dne 22. června bylo opět zaznamenáno 19 nových případů, přičemž se znovu nové případy objevily ve čtyřech župách (konkrétně Mezimuřské, Koprivnicko-križevecké, Zadarské a Bjelovarsko-bilogorské), kde dříve vymizely. Dne 23. června bylo zaznamenáno 30 nových případů. Dne 24. června bylo zaznamenáno 22 nových případů, z toho i nové případy v Krapinsko-zagorské a Vukovarsko-sremské župě, kde dříve koronavirus vymizel, v tento den se však nově uzdravili tři pacienti. Dne 25. června bylo zaznamenáno 95 nových případů, což byl nejvyšší nárůst od 1. dubna, a nové případy byly zaznamenány i ve Viroviticko-podrávské a Varaždinské župě. Dne 26. června bylo zaznamenáno 56 nových případů, dne 27. června pak 85 případů. Dne 28. června bylo zaznamenáno 67 nových případů, z toho i jeden v Karlovacké župě. Dne 29. června bylo zaznamenáno již pouze 34 nových případů. Dne 30. června bylo zaznamenáno 52 nových případů, z toho dva i v Požežsko-slavonské župě.
Dne 1. července bylo zaznamenáno 54 nových případů a jedno úmrtí. Dne 2. července byla zaznamenána dvě úmrtí a 81 nových případů, a počet nově uzdravených opětovně přestal růst. Dne 3. července bylo zaznamenáno 96 nových případů, což je nejvyšší nárůst od začátku pandemie v Chorvatsku, zároveň se však třináct pacientů vyléčilo a dva zemřeli. V tento den byl nový případ zaznamenán i v Licko-senjské župě, která jako poslední zůstala bez nových případů koronaviru. Dne 4. července bylo zaznamenáno 86 nových případů, 15 uzdravení a jedno úmrtí. Dne 5. července bylo zaznamenáno 57 nových případů a 13 uzdravení, dne 6. července pak 69 nových případů a 14 uzdravení. Dne 7. července přibylo 52 nových případů a 19 uzdravení. Dne 8. července bylo zaznamenáno 53 nových případů, současně však i 48 uzdravení a jedno úmrtí. Dne 9. července přibylo 91 nových případů, 46 uzdravení a jedno úmrtí. Dne 10. července bylo zaznamenáno 116 nových případů, což je poprvé od začátku epidemie, kdy byl počet nově nakažených vyšší než sto, ale současně bylo 54 pacientů uzdraveno a dva pacienti zemřeli. Dne 11. července byl zaznamenán rekordní počet 140 nových případů, avšak zároveň přibylo 89 vyléčených a jedno úmrtí, a byl vyléčen poslední pacient v Koprivnicko-križevecké župě. Dne 12. července bylo zaznamenáno 50 nově nakažených, 20 vyléčených a jedno úmrtí, dne 13. července pak 53 nových případů a 28 vyléčených, dne 14. července 52 nově nakažených, 44 vyléčených a jedno úmrtí. Dne 15. července bylo zaznamenáno 126 nových případů a 71 vyléčených, přičemž nový případ byl zaznamenán i v Koprivnicko-križevecké župě. Dne 16. července bylo zaznamenáno 86 nových případů, ale zároveň sto nově uzdravených, díky čemuž počet aktuálně nakažených poprvé od počátku druhé vlny klesl, a to o čtrnáct. Dne 17. července bylo zaznamenáno 98 nových případů a 96 uzdravení, a zároveň byl uzdraven poslední pacient v Mezimuřské župě. Dne 18. července bylo zaznamenáno 116 nových případů a 104 uzdravení, dne 19. července pak 92 nových případů a 89 uzdravení. Dne 20. července bylo zaznamenáno pouze 25 nových případů, ale zároveň i 80 uzdravení a dvě úmrtí, takže aktuální počet nakažených klesl o 57. Dne 21. července bylo zaznamenáno 52 nových případů, 85 uzdravení a jedno úmrtí, aktuální počet nakažených tedy klesl o 34. Dne 22. července bylo zaznamenáno 108 nových případů, 95 vyléčení a dvě úmrtí, dne 23. července pak 104 nových případů, ale současně i 116 vyléčení a tři úmrtí, takže počet aktuálně nakažených klesl o patnáct. Dne 24. července bylo zaznamenáno 81 nových případů, ale zároveň 161 nových uzdravení, což je nejvyšší počet uzdravených za jeden den od počátku pandemie a počet aktuálních případů tedy klesl o osmdesát. Dne 25. července bylo zaznamenáno 77 nových případů, ale současně i 223 uzdravení a pět úmrtí, takže počet aktuálních případů klesl o 151, což je nejvyšší pokles aktuálních případů od počátku pandemie. Dne 26. července bylo zaznamenáno 65 nových případů, 88 uzdravení a 3 úmrtí, počet aktuálně nakažených tak klesl o 26. Dne 27. července bylo zaznamenáno 24 nových případů, 70 uzdravení a tři úmrtí, takže počet aktuálně nakažených klesl o 49, přičemž byli vyléčeni všichni pacienti v Licko-senjské župě. Dne 28. července bylo zaznamenáno 41 nových případů, 98 uzdravení a jedno úmrtí, počet aktuálně nakažených klesl o 58. Dne 29. července však bylo zaznamenáno 71 nových případů, ale pouze 65 uzdravení a jedno úmrtí, tudíž počet aktuálně nakažených stoupl o pět. Dne 30. července bylo zaznamenáno 78 nových případů, 79 uzdravení a tři úmrtí, počet aktuálně nakažených tedy klesl o čtyři. Dne 31. července bylo zaznamenáno 67 nových případů, 89 nových uzdravení a jedno úmrtí, počet aktuálně nakažených klesl o 23.
Dne 1. srpna bylo zaznamenáno 86 nových případů a 74 uzdravení, počet aktuálně nakažených tedy stoupl o dvanáct. Dne 2. srpna bylo zaznamenáno 36 nových případů, 32 uzdravení a čtyři úmrtí, počet aktuálně nakažených se nezměnil. Dne 3. srpna bylo zaznamenáno 34 nových případů, 65 uzdravení a čtyři úmrtí, počet aktuálně nakažených klesl o 35 a zároveň se opět podařilo uzdravit všechny pacienty v Koprivnicko-križevecké župě. Dne 4. srpna bylo zaznamenáno 24 nových případů, 79 uzdravení a jedno úmrtí, počet aktuálně nakažených klesl o 56. Dne 5. srpna bylo zaznamenáno 58 nových případů a 72 uzdravení, počet aktuálně nakažených klesl o 14, přičemž byl nový případ zaznamenán i v Licko-senjské župě, ale současně byl vyléčen poslední pacient v Mezimuřské župě. Dne 6. srpna bylo zaznamenáno 28 nových případů, 99 uzdravení a jedno úmrtí, počet aktuálně nakažených klesl o 72. Dne 7. srpna bylo zaznamenáno 62 nových případů a 70 uzdravení, počet aktuálně nakažených klesl o osm.

### Třetí vlna

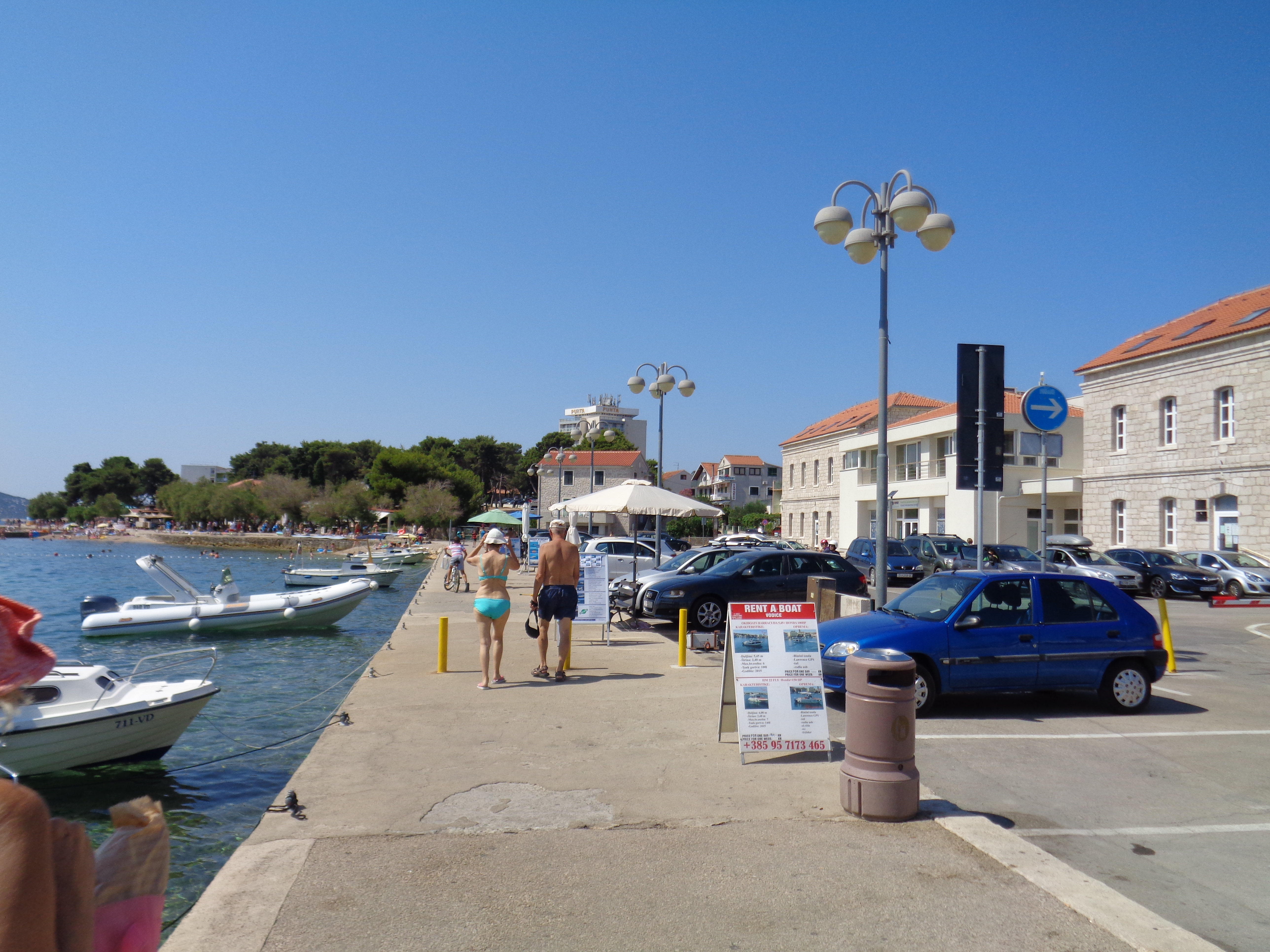
Město Vodice, jedno z hlavních ohnisek třetí vlny

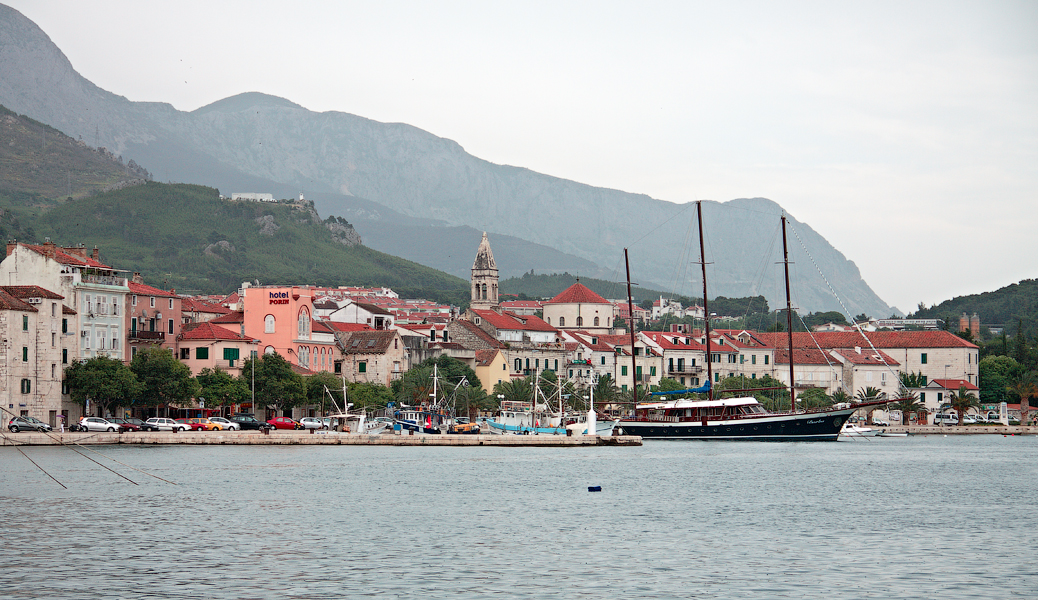
Město Makarska, jedno z hlavních ohnisek třetí vlny

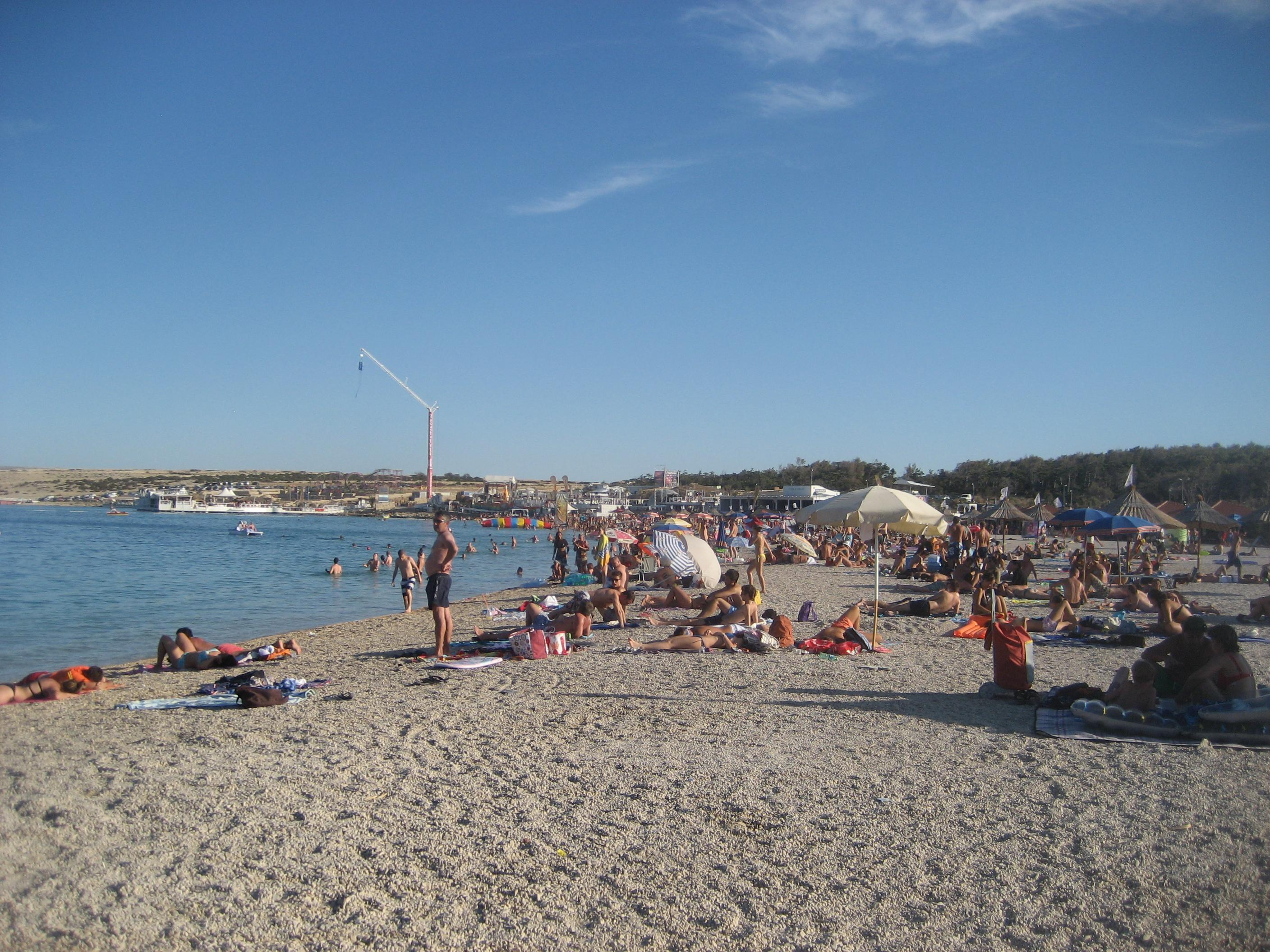
Pláž Zrće ve městě Novalja, které bylo jedním z ohnisek třetí vlny

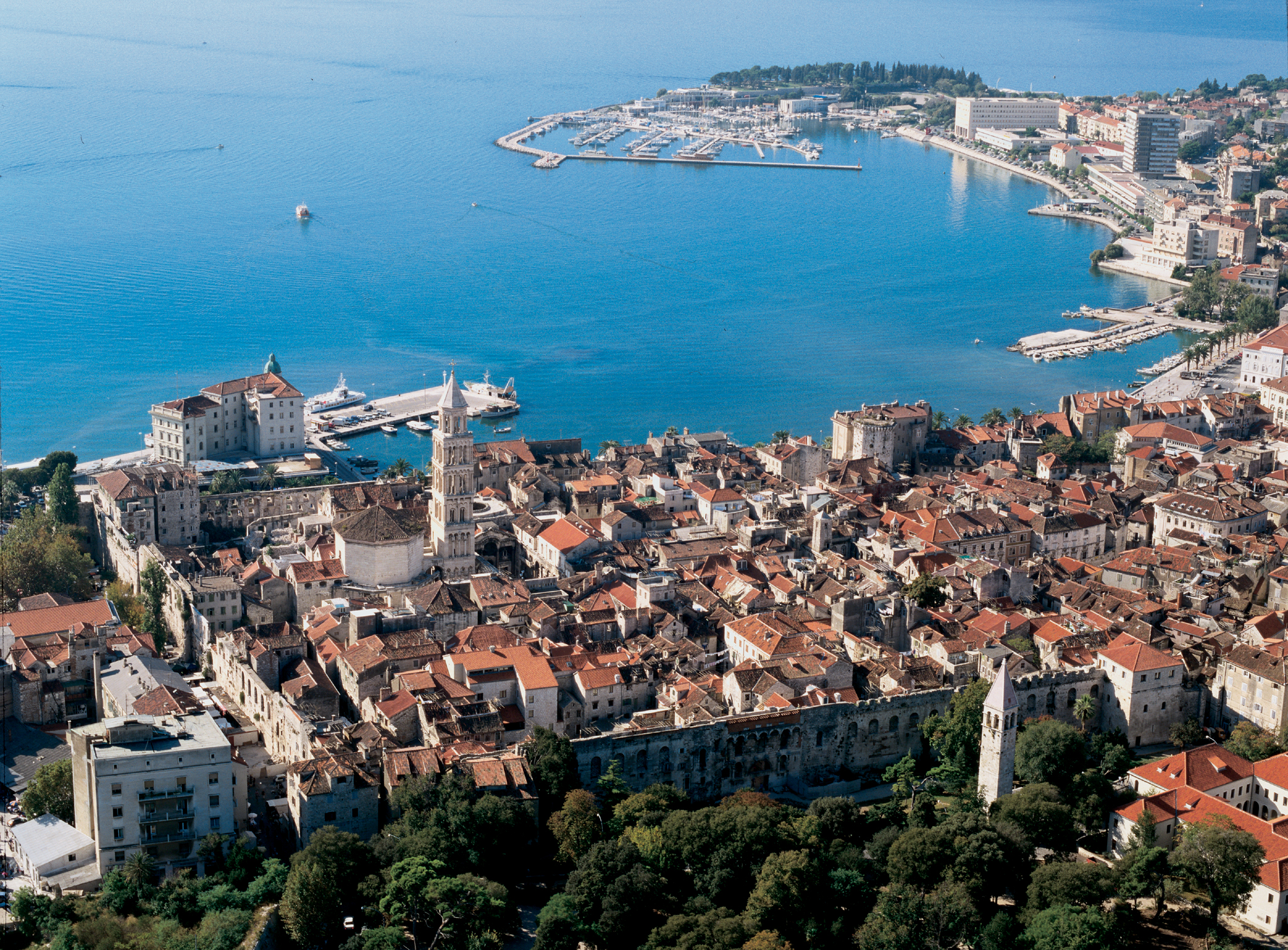
Město Split, jedno z hlavních ohnisek třetí vlny

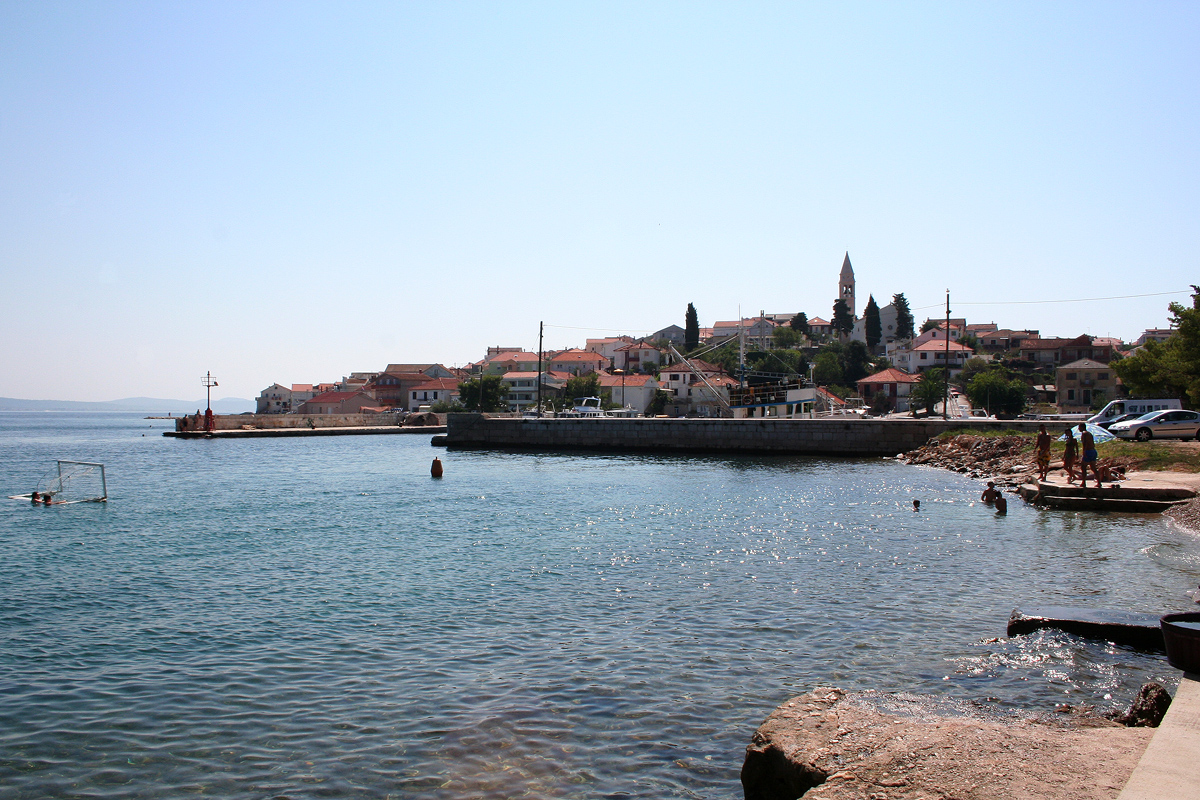
Opčina Kali na ostrově Ugljan

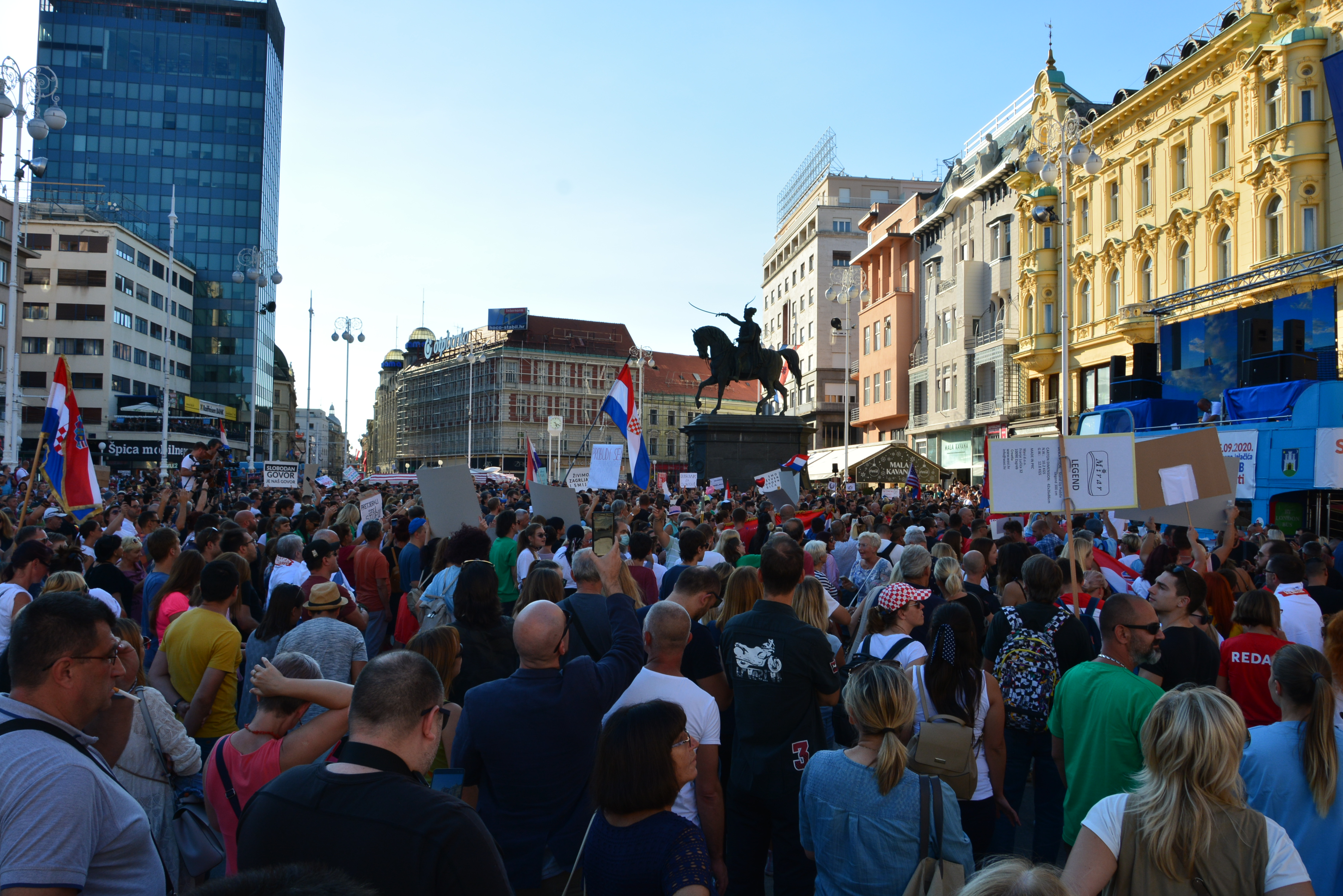
Masové protesty na náměstí bána Jelačiće v Záhřebu proti koronavirovým opatřením během třetí vlny

Třetí vlna pandemie začala ihned po druhé dne 8. srpna, kdy bylo zaznamenáno 77 nových případů a počet aktivních případů začal prudce narůstat. Během třetí vlny bylo zaznamenáno celkem 10 914 případů nákazy koronavirem, z nichž již bylo 10 794 uzdraveno a 120 pacientů zemřelo, z třetí vlny již tedy nejsou žádné případy aktivní. Dohromady 66,63 % všech zaznamenaných případů koronaviru během prvních třech vln pochází ze třetí vlny (během prvních dvou vln bylo celkem nakaženo 5 466 obyvatel Chorvatska). Během třetí vlny byla ze začátku nejvíce zasažena oblast Dalmácie, později se ohniska objevila ve všech částech Chorvatska, v druhé polovině září se však situace v pobřežních župách uklidnila a ohniska se objevila ve vnitrozemských župách, jako např. Karlovacká, Krapinsko-zagorská, Mezimuřská, Požežsko-slavonská nebo Záhřebská župa. Všechny župy kromě Osijecko-baranjské a Vukovarsko-sremské byly třetí vlnou zasaženy ze všech vln nejvíce. Třetí vlna se mezi 17. a 29. zářím uklidnila a denní nárůsty nepřesahovaly 250, dne 30. září však vznikla čtvrtá vlna.
Původně se epicentra nacházela především v nočních klubech v Záhřebu a pobřežních městech a opčinách, jako jsou Makarska, Bol, Vir, Novalja, Kaštela, Vodice, Pula, Solin, Dugi Rat, Podstrana, Zadar, Kali, Sveti Filip i Jakov a Dubrovník. Mezi další ohniska patří např. opčiny Cista Provo, Runovići, Proložac, Lovreć, Lokvičići, Podbablje, Zmijavci, Kravarsko, Rovišće, Đulovac, Đurmanec, Veliko Trgovišće a Topusko a města Imotski, Sinj, Ivanec, Slavonski Brod, Novska, Kutina, Virovitica, Čakovec, Metković, Požega, Velika Gorica, Zaprešić, Bjelovar, Otočac, Čakovec, Vinkovci a Delnice. Třetí vlna byla ze všech vln pandemie covidu-19 v Chorvatsku nejničivější, jelikož při ní bylo nakaženo mnohem více lidí než během předchozích dvou vln, ale většina nakažených patří mezi mladou populaci. Od 12. září však začal prudce růst počet zemřelých.
Během třetí vlny byl zaznamenán nejvyšší počet aktuálně nakažených od 14. dubna, tedy 2 771 aktuálně nakažených dne 5. září. Byl též překonán rekordní počet tři sta nových případů za den (předchozí rekordní počet nově nakažených byl 140 ve dne 11. července), přičemž nejvyšší nárůst nově nakažených (369 nových případů) byl zaznamenán dne 3. září.
Uzdravení během třetí vlny byla na jejím počátku vázána ke druhé vlně a jejich počet stoupal převážně v bývalých ohniskách, kde se již situace uklidnila, jako je např. Osijecko-baranjská nebo Vukovarsko-sremská župa. Od 18. srpna se začali zotavovat i nakažení během třetí vlny. Od 24. srpna začal intenzivně růst počet uzdravených a díky tomu se začal částečně zmírňovat i růst počtu aktuálně nakažených. Mezi 6. a 15. zářím (až na 9. září) počet aktuálně nakažených rychle klesal, mezi 16. a 20. zářím se prudký pokles zastavil, od 21. září prudký pokles znovu pokračuje a díky tomu dne 22. září klesl počet aktuálních případů pod dva tisíce a dne 23. září byl zaznamenán extrémní pokles o 626 aktuálních případů. Až na 25. a 26. září, kdy počet aktuálně nakažených kvůli nízkému počtu uzdravených opět prudce vzrostl, pokles i nadále pokračoval.
Dne 5. září v 17 hodin byly v Záhřebu na náměstí bána Jelačiće konány masové protesty proti koronavirovým opatřením během třetí vlny, nazývané Festival slobode ("Festival svobody"). Tyto protesty byly největší za celou dobu pandemie koronaviru v Chorvatsku. Mnoho účastníků nenosilo roušky a nedodržovalo dvoumetrové rozestupy. Někteří veřejně vyzývali chorvatské občany, aby veškerá vládní opatření ignorovali. I přesto nebylo kvůli těmto protestům vytvořeno nové ohnisko koronaviru.

#### Průběh třetí vlny

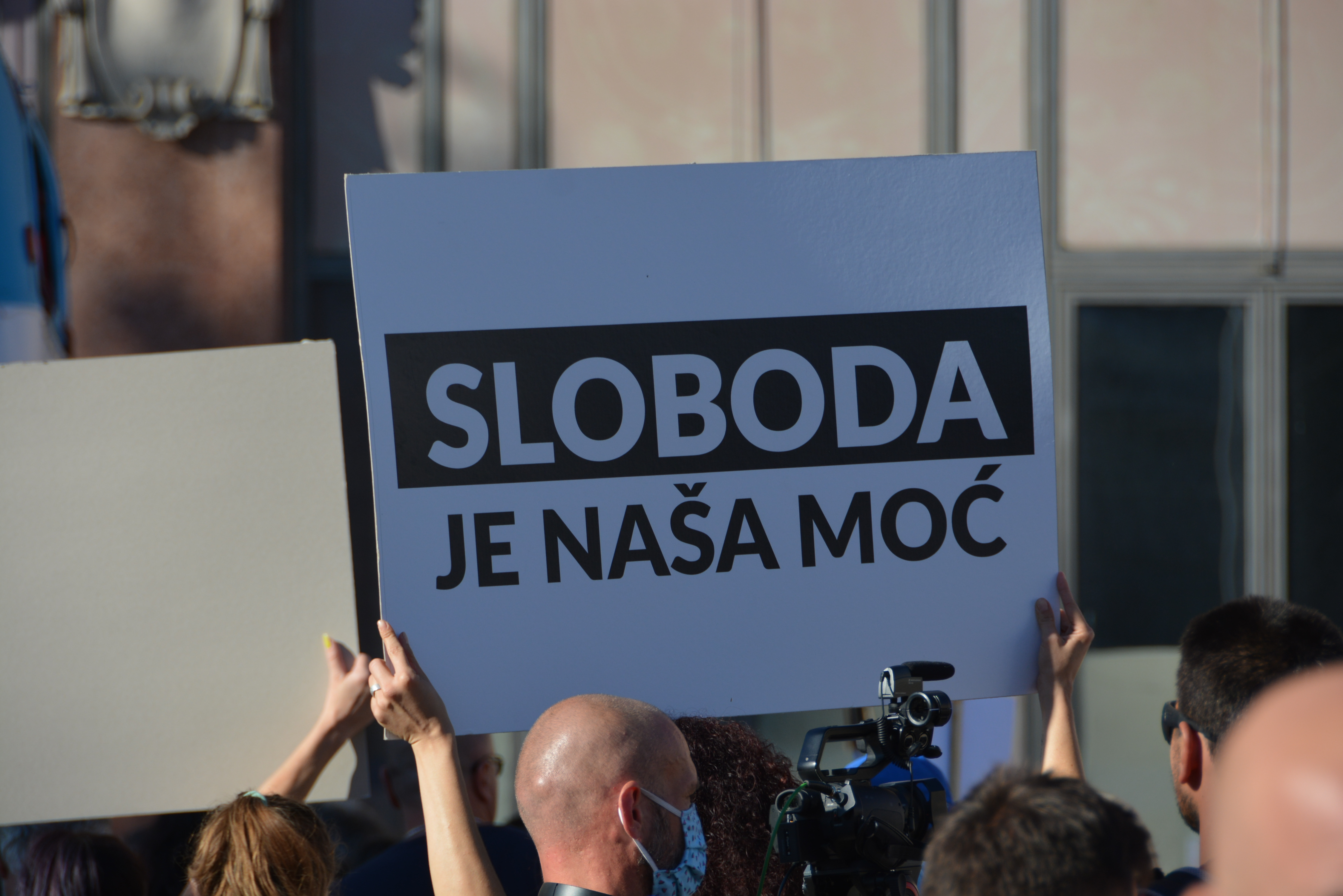
Nápis "Sloboda je naša moć" (svoboda je naše moc) na protestní akci Festival slobode

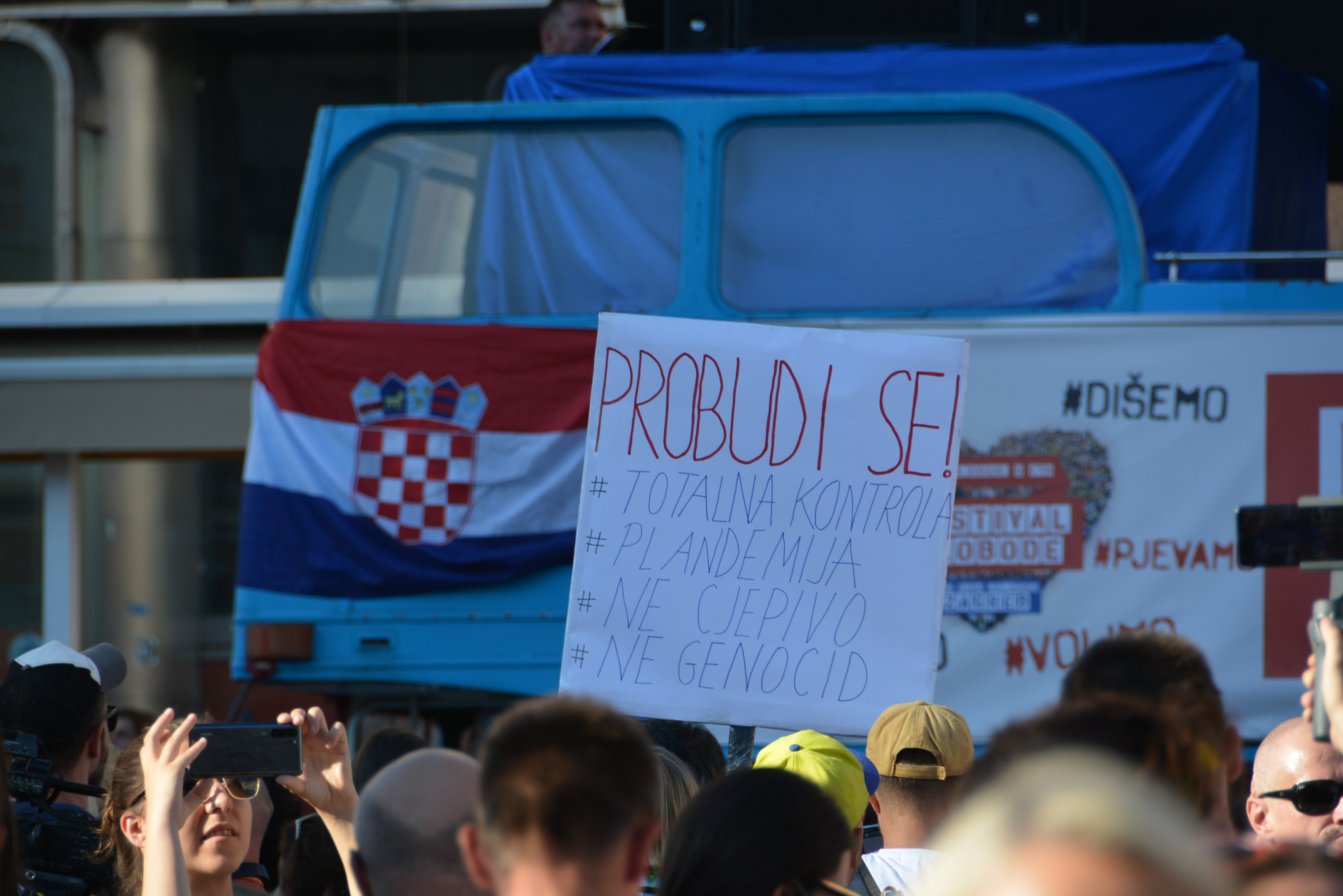
Nápisy s hashtagy a chorvatská vlajka na Festivalu slobode

Dne 8. srpna bylo zaznamenáno 77 nových případů, 59 uzdravení a dvě úmrtí, počet aktuálně nakažených stoupl o šestnáct. Dne 9. srpna bylo zaznamenáno 61 nových případů, ale pouze 44 uzdravení, počet aktuálně nakažených tedy stoupl o 17, přičemž byl nový případ zaznamenán i v Koprivnicko-križevecké župě. Dne 10. srpna bylo zaznamenáno 45 případů, stejný počet uzdravení a jedno úmrtí, počet aktuálně nakažených klesl o jednu. Dne 11. srpna bylo zaznamenáno 91 nových případů, ale pouze 56 uzdravení a dvě úmrtí, počet nakažených tedy stoupl o 33, což byl nejvyšší nárůst aktuálně nakažených od 15. července. Rovněž byl zaznamenán nový případ i v Mezimuřské župě a pouze ve čtyřech župách nové případy zaznamenány nebyly. Dne 12. srpna bylo zaznamenáno 130 nových případů a 62 uzdravení, počet nakažených stoupl o 68. Dne 13. srpna bylo zaznamenáno celkem 180 nových případů, což je nejvyšší počet nových případů od začátku pandemie v Chorvatsku, ale zároveň i 54 uzdravení a jedno úmrtí, počet aktuálních případů tedy stoupl o 125, což je rovněž nejvyšší nárůst od počátku pandemie. Dne 14. srpna bylo zaznamenáno druhý den po sobě rekordních 208 nových případů a počet nových případů byl tak poprvé vyšší než 200, dále pak 56 uzdravení a dvě úmrtí, počet aktuálně nakažených stoupl o 150. Dne 15. srpna bylo zaznamenáno 162 nových případů, 59 uzdravení a dvě úmrtí, počet aktuálně nakažených stoupl o 101. Dne 16. srpna bylo zaznamenáno 151 nových případů, 27 uzdravení a jedno úmrtí, počet aktuálně nakažených stoupl o 123. Dne 17. srpna bylo zaznamenáno 85 nových případů, takže poprvé od 11. srpna byl počet nově nakažených nižší než sto, a zároveň bylo zaznamenáno 34 nových případů, počet aktuálně nakažených stoupl o 51. Dne 18. srpna bylo zaznamenáno 199 nových případů a 64 uzdravení, počet aktuálně nakažených stoupl o 135. Dne 19. srpna bylo zaznamenáno 219 nových případů, což byl opět rekordní počet nově nakažených, ale zároveň i 68 uzdravení a dvě úmrtí, počet aktuálně nakažených tedy stoupl o 149. Dne 20. srpna byl opět zaznamenán rekordní počet 255 nových případů, ale zároveň i 86 uzdravení. Dne 21. srpna byl třetí den po sobě zaznamenán rekordní počet 265 nových případů, ale zároveň i jedno úmrtí a 112 uzdravení, což bylo poprvé, kdy počet uzdravených během třetí vlny byl vyšší než sto, ale zároveň počet nakažených vzrostl o 152. Dne 22. srpna byl čtvrtý den po sobě zaznamenán rekordní počet 306 nových případů a poprvé počet nových případů překonal tři sta, ale zároveň bylo zaznamenáno 94 uzdravení a jedno úmrtí, počet nakažených tedy stoupl o 211. Dne 23. srpna bylo zaznamenáno 275 nových případů, 123 uzdravení a jedno úmrtí, počet nakažených tedy stoupl o 151. Dne 24. srpna byl počet nově nakažených pouze 136, ale zároveň bylo zaznamenáno i 125 uzdravení a dvě úmrtí, počet aktuálně nakažených tedy stoupl pouze o devět, což byl nejnižší nárůst od 10. srpna. Dne 25. srpna bylo zaznamenáno 219 nových případů, ale zároveň i 198 uzdravení, což je rekordní počet uzdravených během třetí vlny, a dvě úmrtí, počet aktuálně nakažených tedy stoupl pouze o devatenáct. Dne 26. srpna bylo zaznamenáno 358 nových případů, čímž byl opět překonán rekord, ale zároveň bylo zaznamenáno i 238 uzdravení, což je rekordní počet uzdravení od začátku pandemie, počet aktuálně nakažených ale stoupl o 120. Dne 27. srpna bylo zaznamenáno 304 nových případů, 233 uzdravení a dvě úmrtí, počet aktuálně nakažených stoupl o 69. Dne 28. srpna bylo zaznamenáno 357 nových případů a 214 uzdravení, ale zároveň i tři úmrtí, což je nejvyšší počet úmrtí během třetí vlny, počet aktuálně nakažených stoupl o 140. Dne 29. srpna bylo zaznamenáno 312 nových případů, 215 uzdravení a opět tři úmrtí, počet aktuálně nemocných stoupl o 94. Dne 30. srpna bylo zaznamenáno 262 nových případů, 188 uzdravení a jedno úmrtí, počet aktuálně nakažených stoupl o 73. Dne 31. srpna bylo zaznamenáno 146 nových případů, ale současně i 222 uzdravení a dvě úmrtí, počet aktuálně nakažených tedy poprvé od 10. srpna klesl, a to o 78.
Dne 1. září bylo zaznamenáno 145 nových případů, ale zároveň i 301 uzdravení, čímž byl překonán rekordní počet uzdravení za jeden den, a jedno úmrtí, počet aktuálně nakažených tedy klesl o 157, což je rovněž rekordní pokles. Dne 2. září bylo zaznamenáno 311 nových případů a 233 uzdravení, ale zároveň i čtyři úmrtí, což je rekordní počet úmrtí během třetí vlny, počet aktuálně nakažených tedy stoupl o 74. Dne 3. září bylo zaznamenáno 369 nových případů, čímž byl opět překonán rekord, ale zároveň i 298 uzdravení a tři úmrtí, počet aktuálně nakažených tedy stoupl o 68. Dne 4. září bylo zaznamenáno 334 nových případů, 264 uzdravení a jedno úmrtí, počet aktuálně nakažených stoupl o 69. Dne 5. září bylo zaznamenáno 311 nových případů, 241 uzdravení a dvě úmrtí, počet aktuálně nakažených tedy opět stoupl o 68, přičemž nejextrémnější nárůst byl zaznamenán v Bjelovarsko-bilogorské župě, kde bylo zaznamenáno nové ohnisko a 35 nových případů, čímž tato župa překonala i Záhřeb, kde bylo 32 nových případů. Dne 6. září bylo zaznamenáno 225 nových případů, ale zároveň i 237 uzdravení a jedno úmrtí, počet aktuálně nakažených tedy klesl o třináct. Dne 7. září bylo zaznamenáno 117 nových případů, což je nejnižší počet nových případů od 17. srpna, ale zároveň i 258 uzdravení a tři úmrtí, počet aktuálně nakažených tedy klesl o 144. Dne 8. září bylo zaznamenáno 204 nových případů, 287 uzdravení a dvě úmrtí, počet aktuálně nakažených klesl o 85. Dne 9. září bylo zaznamenáno 341 nových případů, 280 uzdravení a tři úmrtí, počet aktuálně nakažených stoupl o 58. Dne 10. září bylo zaznamenáno 291 nových případů, ale současně i dvě úmrtí a 309 uzdravení, čímž byl opět překonán rekord v počtu uzdravení za den, tudíž počet aktuálně nakažených klesl o dvacet. Dne 11. září bylo zaznamenáno pouze 190 nových případů, ale zároveň i tři úmrtí a 324 uzdravení, čímž byl opět překonán rekord, takže počet aktuálně nakažených klesl o 137. Dne 12. září bylo zaznamenáno 261 nových případů a 255 uzdravení, ale zároveň i sedm úmrtí, což je největší počet úmrtí od 19. dubna, počet nakažených tedy klesl o jednu. Dne 13. září bylo zaznamenáno 165 nových případů, ale zároveň i 178 uzdravení a šest úmrtí, počet aktuálně nakažených klesl o devatenáct. Dne 14. září bylo zaznamenáno pouze 65 nových případů, což je nejnižší počet nakažených od 10. srpna a poprvé během září, kdy byl počet nakažených nižší než sto, ale zároveň bylo zaznamenáno i 252 uzdravení a tři úmrtí, počet aktuálně nakažených tedy klesl o 209, což je rekordní pokles. Dne 15. září bylo zaznamenáno 151 nových případů, ale zároveň i 261 uzdravení a tři úmrtí, počet aktuálně nakažených tedy klesl o 113. Dne 16. září bylo zaznamenáno 280 nových případů, ale zároveň i 278 uzdravení a šest úmrtí, počet aktuálně nakažených tedy klesl o čtyři. Dne 17. září bylo zaznamenáno 250 nových případů, 243 uzdravení a dvě úmrtí, počet aktuálně nakažených stoupl o pět. Dne 18. září bylo zaznamenáno 234 nových případů, 236 uzdravení a šest úmrtí, počet aktuálně nakažených klesl o osm. Dne 19. září bylo zaznamenáno 212 nových případů, ale pouze 184 uzdravení, počet aktuálně nakažených tedy stoupl o 28, což je nejvyšší nárůst aktuálních případů od 9. září. Dne 20. září bylo zaznamenáno 197 nových případů, ale pouze 183 uzdravení a čtyři úmrtí, počet aktuálně nakažených tedy stoupl o deset. Dne 21. září bylo zaznamenáno pouze 70 nových případů, ale zároveň i 201 uzdravení a pět úmrtí, počet aktuálně nakažených klesl o 136. Dne 22. září bylo zaznamenáno 144 nových případů, ale zároveň i 250 uzdravení a dvě úmrtí, počet aktuálně nakažených tedy klesl o 108 a poprvé od 21. srpna byl počet aktuálně nakažených menší než dva tisíce. Dne 23. září bylo zaznamenáno 204 nových případů, ale současně i extrémní rekordní počet 828 nově uzdravených, který pravděpodobně vznikl díky zkrácení karantény ze čtrnácti na deset dní, a dvě úmrtí, počet aktuálně nakažených tedy klesl o 626, což je největší pokles od začátku pandemie. Dne 24. září bylo zaznamenáno 232 nových případů, ale zároveň i 296 uzdravení a čtyři úmrtí, počet aktuálně nakažených klesl o 68. Dne 25. září bylo zaznamenáno 223 nových případů, ale pouze 192 uzdravení a pět úmrtí, počet aktuálně nakažených tedy stoupl o 26. Dne 26. září bylo zaznamenáno 212 nových případů, ale současně pouze 102 uzdravení a tři úmrtí, počet aktuálně nakažených prudce stoupl o 107. Dne 27. září bylo zaznamenáno 190 nových případů, ale zároveň i 204 uzdravení a tři úmrtí, počet aktuálně nakažených tedy klesl o sedmnáct. Dne 28. září bylo zaznamenáno pouze 48 nových případů, což je nejnižší počet nově nakažených od 10. srpna a druhý nejnižší počet nově nakažených během třetí vlny, ale zároveň bylo zaznamenáno i 184 uzdravení, počet aktuálně nakažených tedy klesl o 136. Dne 29. září bylo zaznamenáno 135 nových případů, ale zároveň i 154 uzdravení a tři úmrtí, počet aktuálně nakažených klesl o 22.

### Čtvrtá vlna

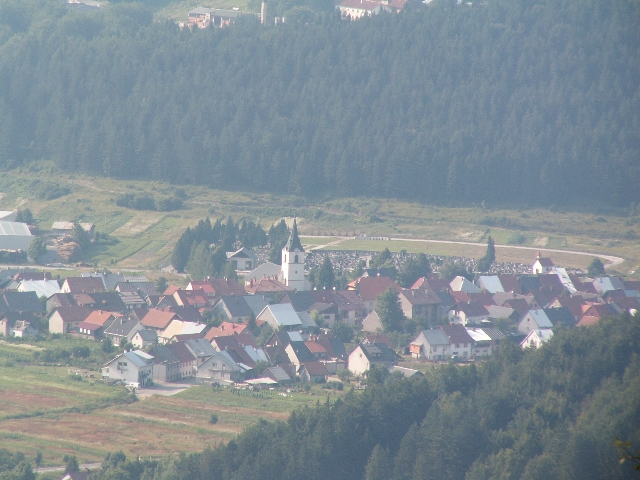
Město Delnice, jedno z hlavních ohnisek ze začátku čtvrté vlny

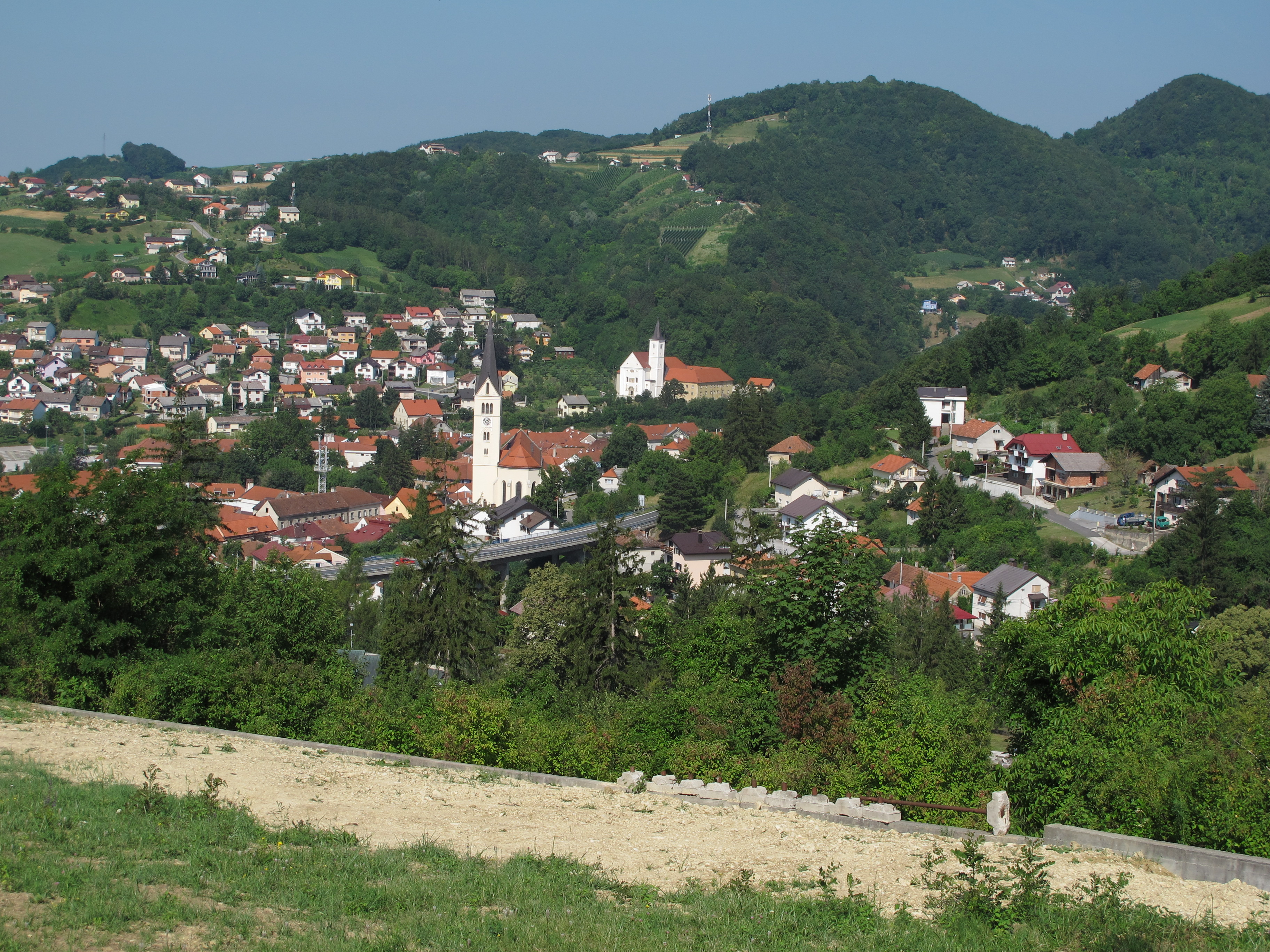
Město Krapina, jedno z hlavních ohnisek ze začátku čtvrté vlny

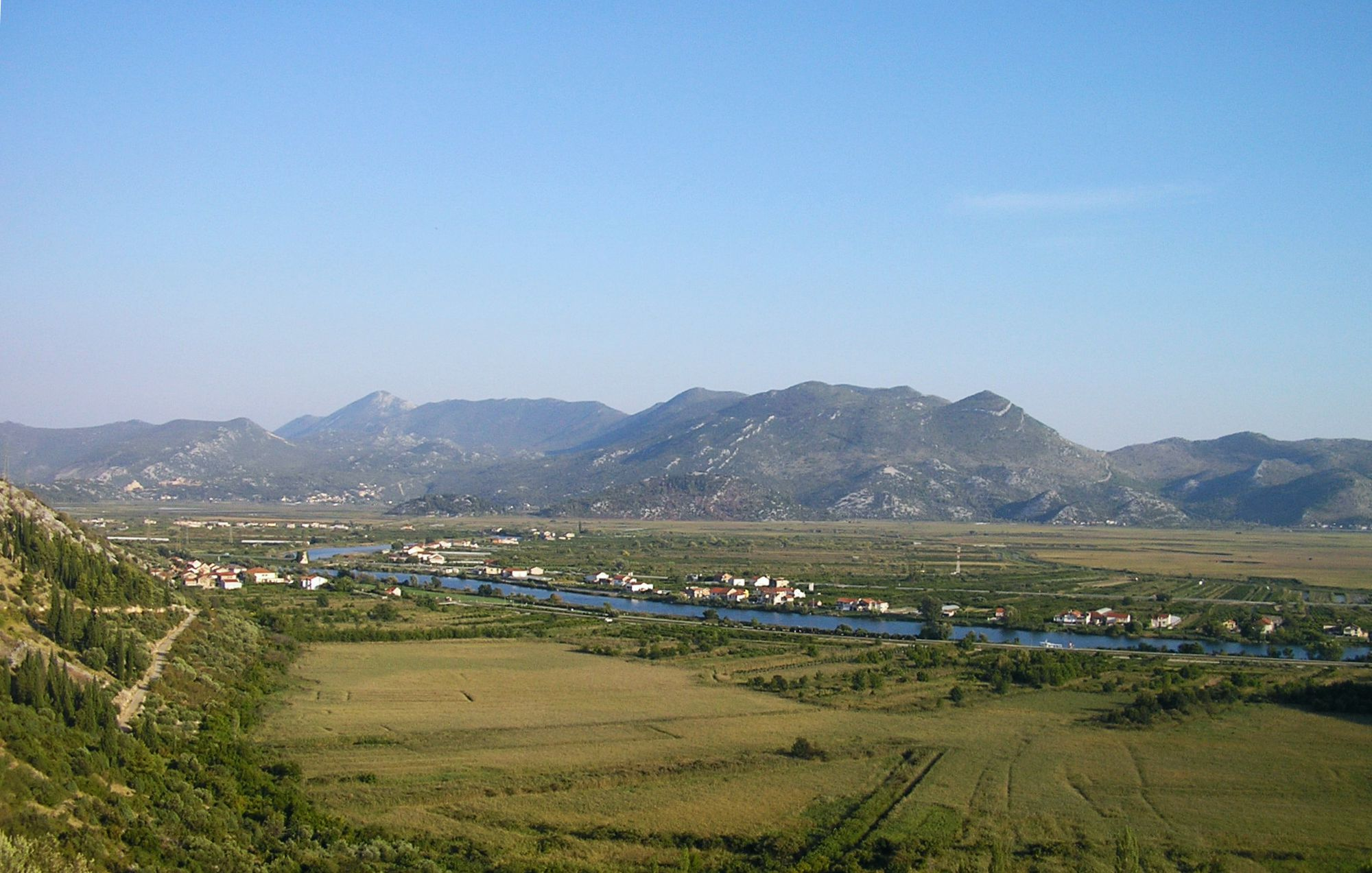
Opčina Kula Norinska v Dubrovnicko-neretvanské župě, která se stala jedním z ohnisek (celkem 92 nakažených)

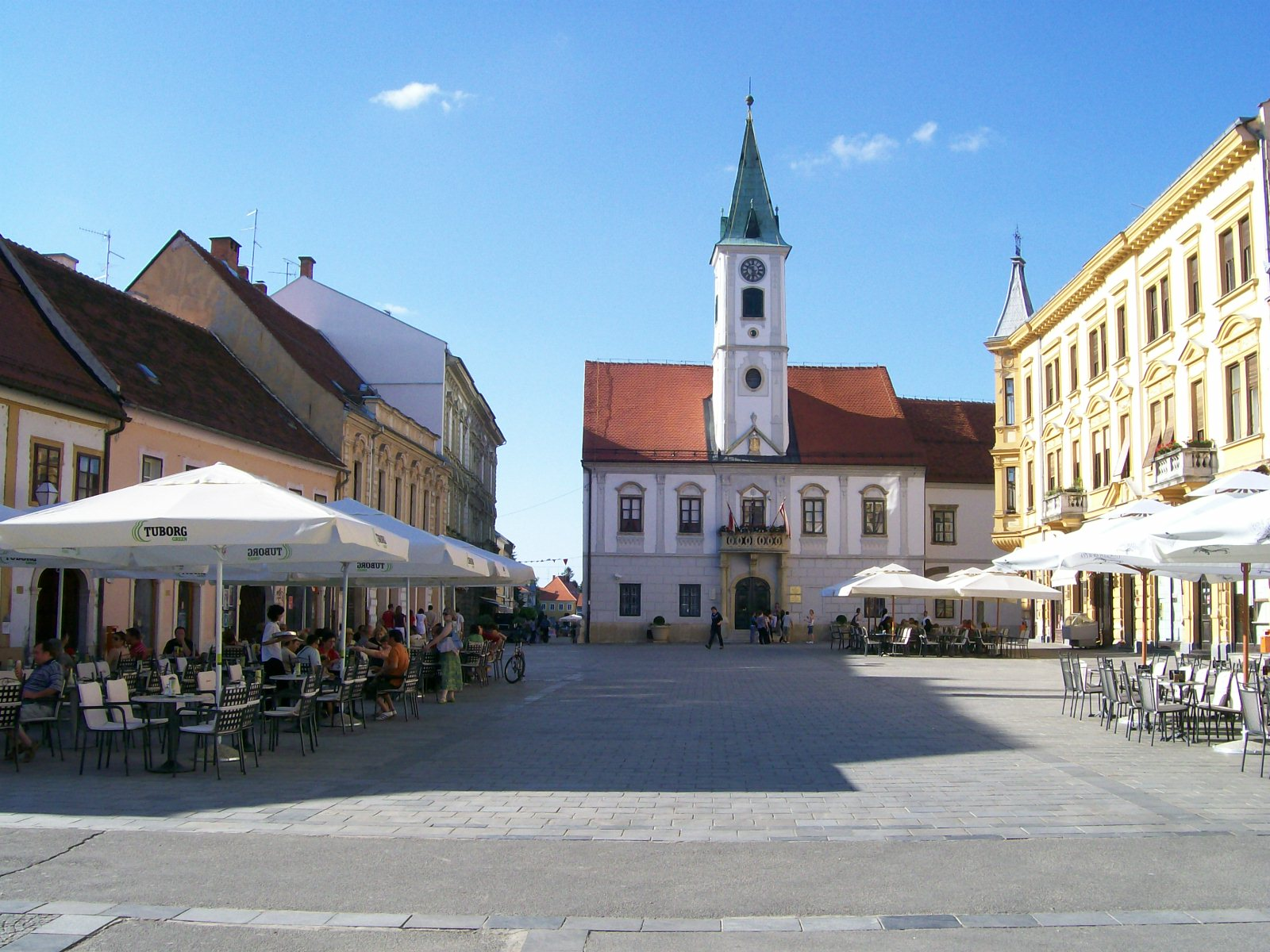
Město Varaždin ve Varaždinské župě, která se během čtvrté vlny v druhé polovině listopadu stala nejhůře zasaženou oblastí v Evropě

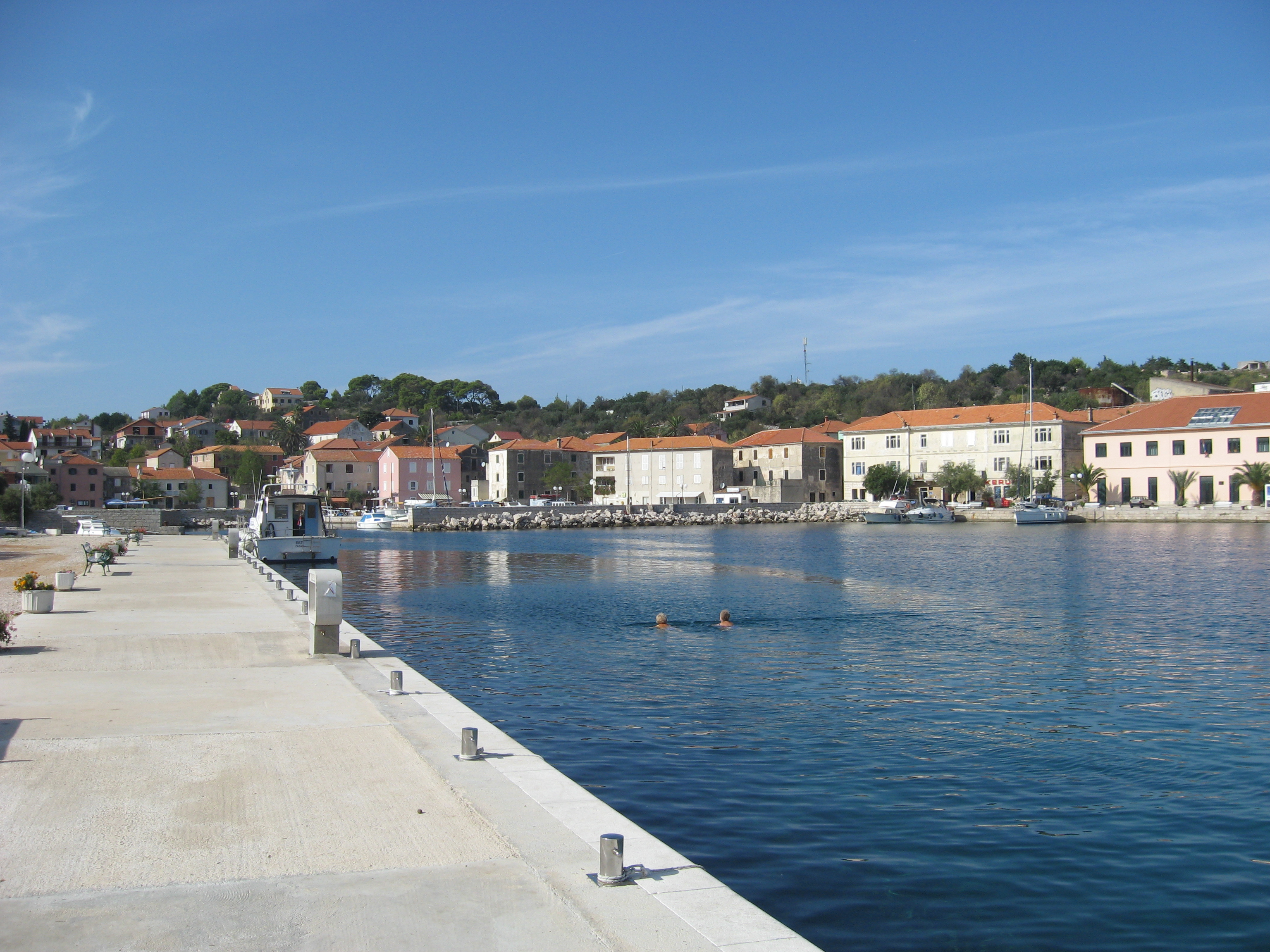
Opčina Sali na ostrově Dugi otok, která se stala jedním z mnoha ohnisek čtvrté vlny

Čtvrtá vlna v Chorvatsku propukla dne 30. září, kdy bylo zaznamenáno 213 nových případů, ale pouze 110 uzdravených, přičemž posléze začaly denní nárůsty prudce narůstat. Během čtvrté vlny bylo zaznamenáno 223 637 případů, z nichž již 218 409 bylo uzdraveno a 5 228 pacientů zemřelo, takže ze čtvrté vlny již nejsou žádné případy aktivní. Čtvrtá vlna byla tedy zatím nejničivější ze všech čtyř vln a mnohem více ničivá než předcházející třetí vlna. Ze čtvrté vlny pochází celkem 93,04 % případů koronaviru zaznamenaných v Chorvatsku za celou dobu pandemie. Během čtvrté vlny se oproti třetí vlně denní nárůsty několikanásobně zvýšily, nejvyšší denní nárůst (4 620 nových případů) byl zaznamenán 10. prosince, přičemž předchozí rekord byl 369 nových případů dne 3. září během třetí vlny, a zároveň bylo dosaženo i nového nejvyššího počtu aktuálně nakažených dne 12. prosince (25 270 aktuálně nakažených, předchozí rekord byl 2 771 dne 5. září). Dne 15. října byl překonán i dosavadní rekord osmi úmrtí z první vlny dne 19. dubna, jelikož tohoto dne zemřelo deset pacientů, celkový rekord v počtu úmrtí během jednoho dne byl zaznamenán 16. prosince, kdy bylo zaznamenáno 92 úmrtí. Uzdravení se v počátcích vztahovala převážně ke třetí vlně a bylo jich málo, od 9. října však znovu začal jejich počet stoupat a od 23. října začal překonávat rekordy, i tak byl však jejich počet oproti počtu nově nakažených až do začátku listopadu nedostatečný.
Ohniska čtvrté vlny se vyskytovala ve velkém počtu ve všech chorvatských župách, ale nejhorší stav byl ve všech župách severního Chorvatska kromě Koprivnicko-križevecké župy, která jako jediná nepřesáhla hranici tisíce aktuálních případů. Mezi nejvýraznější epicentra patřila ohniska v Sisacko-moslavinské (převážně ve vesnici Gornja Jelenska v opčině města Popovača, kde se nakazilo na propagaci knihy již celkem 149 lidí, poté vznikla nová ohniska i ve městech Sisak, Kutina a Petrinja), Krapinsko-zagorské (převážně opčiny Bedekovčina, Đurmanec, Jesenje, Gornja Stubica, Marija Bistrica, Mihovljan, Radoboj, Veliko Trgovišće a Zlatar Bistrica a města Krapina, Oroslavje a Pregrada), Vukovarsko-sremské (naprostá většina případů ve městě Vinkovci a později i ve městě Vukovar), Záhřebské župě (města Dugo Selo, Samobor, Velika Gorica, Vrbovec a mnoho jiných měst a opčin v župě), Koprivnicko-križevecké (opčina Legrad a města Koprivnica a Križevci, zasaženy domovy pro seniory), Karlovacké župě (došlo i k zásahu do domovů pro seniory v Karlovaci a Ogulinu, drasticky se zvýšil počet úmrtí), Osijecko-baranjské (města Donji Miholjac, Đakovo, Osijek a Valpovo, jinak roztroušeně v jednotlivých opčinách), Dubrovnicko-neretvanské (města Dubrovník a Metković a opčiny Blato, Konavle, Kula Norinska, Mljet a Župa Dubrovačka), Licko-senjské župě (zasažen domov pro seniory v Gospići), Varaždinské, Bjelovarsko-bilogorské (zasažen domov důchodců v Bjelovaru), Viroviticko-podrávské župě, Brodsko-posávské župě (především město Slavonski Brod a opčiny Podcrkavlje, Bukovlje, Donji Andrijevci, Sikirevci a Oriovac) a v Záhřebu, přičemž ohnisko, které vzniklo již během třetí vlny, se stále vyskytuje ve městě Delnice v Přímořsko-gorskokotarské župě. Situace v Istrijské, Šibenicko-kninské, Požežsko-slavonské a Brodsko-posávské župě se během počátku čtvrté vlny značně uklidnila, později se však i v těchto župách objevila nová ohniska. Z počátku byla klidná i situace ve Splitsko-dalmatské župě, která byla nejagresivnějším ohniskem třetí vlny, ale i v té se ale od 6. října objevovala nová ohniska ve Splitu, Sinji, Solinu, Trilji, Vrlice a opčinách Dicmo, Dugi Rat, Hrvace, Muć, Otok, Podbablje, Proložac a Runovići. Obzvláště silnými ohnisky byly v druhé polovině listopadu i opčiny Sali a Vrbnik, v nichž byla uplatněna speciální protiepidemická opatření.
Během čtvrté vlny došlo k extrémnímu nárůstu počtu úmrtí, hospitalizací, počtu lidí v domácí karanténě, pacientů s těžkým průběhem potřebujících plicní ventilaci a nakažených lidí ze seniorní populace, často žijících v domovech pro seniory.
Během čtvrté vlny byli nakaženi i chorvatský premiér Andrej Plenković a ministr zdravotnictví Vili Beroš. Chorvatsko bylo na začátku prosince 2020 druhou nejvíce zasaženou evropskou zemí v Evropské unii (po Lucembursku), a Mezimuřská a Varaždinská župa byly v druhé polovině listopadu nejvíce zasaženými regiony v celé Evropě.
Od 14. prosince došlo k výraznému zlepšení epidemické situace v Chorvatsku a zásadnímu snížení počtu nových případů. Dne 21. prosince bylo poprvé od 26. října zaznamenáno méně než tisíc nových případů. Počet úmrtí ale zůstal i nadále vysoký a dokonce překonal dne 16. prosince rekord. Počet aktivních případů prudce klesl a díky stále vysokému počtu uzdravených se oproti předchozímu týdnu snížil přibližně o deset tisíc. Všechny župy až na Bjelovarsko-bilogorskou, Sisacko-moslavinskou a Viroviticko-podrávskou, kde situace zůstala stejná, rovněž zaznamenaly výrazný pokles aktuálních případů, i v těchto župách se však situace později zlepšila. Od 26. prosince nepřesahovaly denní nárůsty hodnotu tisíci nových případů, a některé župy ani v některých dnech žádné nové případy nezaznamenaly. V těchto dnech však byl díky Vánocím a víkendu proveden velmi nízký počet testů na koronavirus. Během této doby překonala Přímořsko-gorskokotarská župa v počtu aktuálních případů Záhřeb a stala se tak nejvíce zasaženou chorvatskou župou. Dne 28. prosince byl poprvé od 24. října počet aktuálních případů nižší než deset tisíc. Dobrá situace pokračovala i v roce 2021 a v polovině ledna klesl pod pět tisíc. Situace v Chorvatsku tak byla na konci ledna a v únoru roku 2021 nejlepší v celé Evropské unii a po Islandu druhá nejlepší v Evropě. Dne 1. února 2021 bylo zaznamenáno pouze 94 nových případů, poprvé od 28. září 2020 byl tedy počet nových případů nižší než sto. Dobrá situace trvala až do druhé poloviny února 2021, než se objevilo nové ohnisko v opčině Konavle.

#### Průběh čtvrté vlny
Dne 30. září bylo zaznamenáno 213 nových případů, ale pouze 110 uzdravení a pět úmrtí, počet aktuálně nakažených stoupl o 98. Dne 1. října bylo zaznamenáno 234 nových případů, ale pouze 161 uzdravení a čtyři úmrtí, počet aktuálně nakažených stoupl o 69. Dne 2. října bylo zaznamenáno 333 nových případů, což je nejvyšší nárůst nakažených od 16. září a poprvé od tohoto dne, kdy stoupl o více než tři sta, ale zároveň i 205 vyléčených a sedm úmrtí, počet aktuálně nakažených stoupl o 121, což je nejvyšší nárůst aktuálně nakažených od 28. srpna. Dne 3. října bylo zaznamenáno 241 nových případů, ale zároveň i 238 uzdravení a dvě úmrtí, počet aktuálně nakažených tedy stoupl o jednu. Dne 4. října bylo zaznamenáno 258 nových případů, 188 uzdravení a pět úmrtí, počet aktuálně nakažených stoupl o 65. Dne 5. října bylo zaznamenáno 138 nových případů, 182 uzdravení a dvě úmrtí, počet aktuálně nakažených klesl o 46, díky čemuž byl zaznamenán první pokles počtu aktuálních případů během čtvrté vlny. Dne 6. října bylo zaznamenáno 287 nových případů, 161 uzdravení a čtyři úmrtí, počet aktuálně nakažených stoupl o 122. Dne 7. října bylo zaznamenáno 363 nových případů, což je druhý nejvyšší počet nových případů od počátku pandemie, ale zároveň pouze 116 uzdravení a pět úmrtí, počet aktuálně nakažených tedy stoupl o 242, což je nejvyšší nárůst od počátku pandemie. Dne 8. října bylo zaznamenáno 542 případů, což je nejvyšší počet případů během jednoho dne od začátku pandemie a poprvé, kdy byl počet nových případů vyšší než čtyři sta, ale zároveň pouze 165 nových případů a jedno úmrtí, počet aktuálně nakažených tedy stoupl o 376, což je nejvyšší nárůst během celé pandemie. Dne 9. října bylo zaznamenáno 457 nových případů, ale zároveň i 222 uzdravení a tři úmrtí, počet aktuálně nakažených stoupl o 232. Dne 10. října bylo zaznamenáno 486 nových případů, ale zároveň i 258 uzdravení a čtyři úmrtí, počet aktuálně nakažených stoupl o 224. Dne 11. října bylo zaznamenáno 508 nových případů, ale zároveň i sedm úmrtí a 345 uzdravení, což je nejvyšší počet uzdravení během čtvrté vlny a druhý nejvyšší počet během celé pandemie, počet aktuálně nakažených však ale stále stoupl o 156. Dne 12. října bylo zaznamenáno pouhých 181 případů, ale zároveň i 284 uzdravení a tři úmrtí, počet aktuálně nakažených tedy klesl o 106, což je největší pokles během čtvrté vlny. Dne 13. října bylo zaznamenáno 372 nových případů, ale současně i 307 uzdravení a tři úmrtí, počet aktuálně nakažených stoupl o 62. Dne 14. října bylo zaznamenáno rekordních 748 případů, ale zároveň i 308 uzdravení a tři úmrtí, počet aktuálně nakažených tedy stoupl o 436, což je nejvyšší nárůst od počátku pandemie. Dne 15. října bylo zaznamenáno 793 nových případů, čímž byl druhý den po sobě překonán rekord, ale současně i 431 uzdravení a deset úmrtí, což je nejvyšší počet úmrtí od počátku pandemie, počet aktuálně nakažených stoupl o 352. Dne 16. října bylo zaznamenáno 1 131 nových případů, čímž byl čtvrtým dnem po sobě překonán rekord a poprvé byl počet nakažených vyšší než tisíc, ale současně bylo zaznamenáno i 459 uzdravení a jedno úmrtí, počet aktuálně nakažených stoupl o 671, což je nejvyšší nárůst od počátku pandemie. Dne 17. října bylo zaznamenáno 1 096 nových případů, 475 uzdravení a deset úmrtí, počet aktuálně nakažených stoupl o 611. Dne 18. října bylo zaznamenáno 819 nových případů, 491 uzdravení a 8 úmrtí, počet aktuálně nakažených stoupl o 320. Dne 19. října bylo zaznamenáno pouze 393 nových případů, ale zároveň i 476 uzdravení, ale i 11 úmrtí, což je nejvyšší počet úmrtí od počátku pandemie, počet aktuálně nakažených klesl o 94. Dne 20. října bylo zaznamenáno 890 nových případů, 433 uzdravení a 8 úmrtí, počet aktuálně nakažených stoupl o 449. Dne 21. října bylo zaznamenáno 1 424 nových případů, čímž byl opět překonán rekord, 473 uzdravení a 11 úmrtí, počet aktuálně nakažených stoupl o rekordních 940 případů. Dne 22. října bylo zaznamenáno 1 563 nových případů, čímž byl druhý den po sobě překonán rekord, 629 uzdravení a rekordních 13 úmrtí, počet aktuálně nakažených stoupl o 921. Dne 23. října bylo zaznamenáno 1 867 nových případů, čímž byl třetí den po sobě zaznamenán rekord, ale zároveň rekordních 846 uzdravení a 7 úmrtí, počet aktuálně nakažených stoupl o rekordních 1 014 případů. Dne 24. října bylo zaznamenáno 2 242 nových případů, čímž byl třetí den po sobě zaznamenán rekord a poprvé počet nových případů za den překonal hranici dvou tisíc, ale zároveň bylo zaznamenáno 875 uzdravení, čímž byl druhým dnem po sobě překonán rekord, a rekordních 16 úmrtí, počet aktuálně nakažených stoupl o 1 351, čímž byl také překonán rekord druhým dnem po sobě. Dne 25. října bylo zaznamenáno 2 421 nových případů, čímž byl čtvrtým dnem po sobě překonán rekord, 1 014 uzdravení, čímž byl třetím dnem překonán rekord a poprvé počet uzdravení překonal tisíc a 8 úmrtí, počet aktuálně nakažených stoupl o 1 399, čímž byl také překonán rekord třetím dnem po sobě. Dne 26. říjen však bylo zaznamenáno pouhých 828 případů, ale zároveň i 1 038 uzdravení, čímž byl čtvrtým dnem po sobě překonán rekord, a 15 úmrtí, počet aktuálně nakažených tedy klesl o 225, což je největší pokles od začátku čtvrté vlny. Dne 27. října bylo zaznamenáno 1 413 nových případů, ale zároveň i 1 003 uzdravení a rekordních 18 úmrtí, počet aktuálně nakažených stoupl o 392. Dne 28. října bylo zaznamenáno 2 378 nových případů, ale pouze 930 uzdravení a 23 úmrtí, čímž byl druhým dnem po sobě překonán rekord, počet aktuálně nakažených stoupl o 1 425, což je nejvyšší nárůst od počátku pandemie. Dne 29. října bylo zaznamenáno rekordních 2 776 případů, ale zároveň i rekordních 1 463 uzdravení a 18 úmrtí, počet aktuálně nakažených stoupl o 1 295. Dne 30. října bylo zaznamenáno 2 772 případů, ale zároveň i rekordních 1 677 uzdravení a 20 úmrtí, počet aktuálně nakažených stoupl o 1 075. Dne 31. října bylo zaznamenáno 2 769 nových případů, ale zároveň i rekordních 1 908 uzdravení a 15 úmrtí, počet aktuálně nakažených stoupl o 846.
Dne 1. listopadu bylo zaznamenáno 2 179 nových případů, ale zároveň i rekordních 2 221 uzdravení a 16 úmrtí, počet aktuálně nakažených klesl o 58. Dne 2. listopadu bylo zaznamenáno pouhých 1 165 případů, ale zároveň i rekordních 2 293 uzdravení a rekordních 32 úmrtí, počet aktuálně nakažených klesl o 1 160, což je největší pokles počtu aktuálně nakažených od počátku pandemie. Dne 3. listopadu bylo zaznamenáno 1 427 nových případů, ale zároveň i 2 048 uzdravení a rekordních 34 úmrtí, počet aktuálně nakažených klesl o 655. Dne 4. listopadu bylo zaznamenáno 2 480 nových případů, ale pouze 1 690 uzdravení a 26 úmrtí, počet aktuálně nakažených stoupl o 764. Dne 5. listopadu bylo zaznamenáno rekordních 2 848 nových případů, ale zároveň i rekordních 2 306 uzdravení a 29 úmrtí, počet aktuálně nakažených stoupl o 513. Dne 6. listopadu bylo zaznamenáno rekordních 2 890 případů, ale zároveň i rekordních 2 645 uzdravení a 34 úmrtí, počet aktuálně nakažených stoupl o 211. Dne 7. listopadu bylo zaznamenáno 2 399 nových případů, ale zároveň i 2 389 uzdravení a rekordních 35 úmrtí, počet aktuálně nakažených klesl o 25. Dne 8. listopadu bylo zaznamenáno 2 543 nových případů, ale zároveň i 2 365 uzdravení a rekordních 42 úmrtí, počet aktuálně nakažených stoupl o 136. Dne 9. listopadu bylo zaznamenáno pouhých 1 529 nových případů, ale zároveň i 2 227 uzdravení a 38 úmrtí, počet aktuálně nakažených klesl o 736. Dne 10. listopadu bylo zaznamenáno pouhých 1 467 nových případů, ale zároveň i 1 852 uzdravení a 33 úmrtí, počet aktuálně nakažených klesl o 418. Dne 11. listopadu bylo zaznamenáno 2 597 nových případů, ale zároveň pouhých 1 580 uzdravení a 28 úmrtí, počet aktuálně nakažených stoupl o 989. Dne 12. listopadu bylo zaznamenáno rekordních 3 082 nových případů, ale zároveň 2 215 uzdravení a 32 úmrtí, počet aktuálně nakažených stoupl o 835. Dne 13. listopadu bylo zaznamenáno 3 056 nových případů, ale zároveň i 2 615 uzdravení a rekordních 43 úmrtí, počet aktuálně nakažených stoupl o 398. Dne 14. listopadu bylo zaznamenáno 2 866 nových případů, ale zároveň i 2 484 uzdravení a 38 úmrtí, počet aktuálně nakažených stoupl o 344. Dne 15. listopadu bylo zaznamenáno 2 362 nových případů, ale zároveň i 2 483 uzdravení a 43 úmrtí, počet aktuálně nakažených klesl o 164. Dne 16. listopadu bylo zaznamenáno pouhých 1 313 nových případů, ale zároveň i 2 507 uzdravení a 33 úmrtí, počet aktuálně nakažených klesl o rekordních 1 227. Dne 17. listopadu bylo zaznamenáno 1 945 nových případů, ale zároveň i 2 242 uzdravení a 31 úmrtí, počet aktuálně nakažených klesl o 328. Dne 18. listopadu bylo zaznamenáno 3 251 nových případů, ale zároveň pouhých 1 693 uzdravení a 38 úmrtí, počet aktuálně nakažených stoupl o rekordních 1 520. Dne 19. listopadu bylo zaznamenáno rekordních 3 164 nových případů, ale zároveň i 2 192 uzdravení a rekordních 49 úmrtí, počet aktuálně nakažených stoupl o 923. Dne 20. listopadu bylo zaznamenáno 2 958 nových případů, ale zároveň i 2 522 uzdravení a druhým dnem po sobě rekordních 57 úmrtí, počet aktuálně nakažených stoupl o 379. Dne 21. listopadu bylo zaznamenáno rekordních 3 573 nových případů, ale zároveň i 2 640 uzdravení a 47 úmrtí, počet aktuálně nakažených stoupl o 835. Dne 22. listopadu bylo zaznamenáno 3 308 nových případů, ale zároveň i 2 353 uzdravení a 49 úmrtí, počet aktuálně nakažených stoupl o 906. Dne 23. listopadu bylo zaznamenáno 1 973 nových případů, ale zároveň i 2 638 uzdravení a 45 úmrtí, počet aktuálně nakažených klesl o 710. Dne 24. listopadu bylo zaznamenáno 2 323 nových případů, ale zároveň i 2 390 uzdravení a 47 úmrtí, počet aktuálně nakažených klesl o 114. Dne 25. listopadu bylo zaznamenáno rekordních 3 603 nových případů, ale zároveň i 2 017 uzdravení a 56 úmrtí, počet aktuálně nakažených stoupl o rekordních 1 530. Dne 26. listopadu bylo zaznamenáno druhým dnem po sobě rekordních 4 009 nových případů, ale zároveň i rekordních 2 924 uzdravení a 51 úmrtí, počet aktuálně nakažených stoupl o 1 034. Dne 27. listopadu bylo zaznamenáno třetím dnem po sobě rekordních 4 080 nových případů, ale zároveň i druhým dnem po sobě rekordních 3 349 uzdravení a 48 úmrtí, počet aktuálně nakažených stoupl o 683. Dne 28. listopadu bylo zaznamenáno 3 987 nových případů, ale zároveň i 2 767 uzdravení a 55 úmrtí, počet aktuálně nakažených stoupl o 1 165. Dne 29. listopadu bylo zaznamenáno 2 919 nových případů, ale zároveň i rekordních 3 373 uzdravení a 57 úmrtí, počet aktuálně nakažených klesl o 511. Dne 30. listopadu bylo zaznamenáno 1 830 nových případů, ale zároveň i 3 361 uzdravení a rekordních 74 úmrtí, počet aktuálně nakažených klesl o rekordních 1 605.
Dne 1. prosince bylo zaznamenáno 2 900 nových případů, ale zároveň i 3 032 uzdravení a druhým dnem po sobě rekordních 75 úmrtí, počet aktuálně nakažených klesl o 207. Dne 2. prosince bylo zaznamenáno 3 539 nových případů, ale zároveň i 2 124 uzdravení a 55 úmrtí, počet aktuálně nakažených stoupl o 1 360. Dne 3. prosince bylo zaznamenáno opět rekordních 4 534 nových případů, ale zároveň i 3 154 uzdravení a 48 úmrtí, počet aktuálně nakažených stoupl o 1 332. Dne 4. prosince bylo zaznamenáno 3 955 nových případů, ale zároveň i rekordních 3 639 uzdravení a 68 úmrtí, počet aktuálně nakažených stoupl o 248. Dne 5. prosince bylo zaznamenáno 4 084 nových případů, ale zároveň i druhým dnem po sobě rekordních 3 709 uzdravení a 70 úmrtí, počet aktuálně nakažených stoupl o 305. Dne 6. prosince bylo zaznamenáno 2 899 nových případů, ale zároveň i 3 582 uzdravení a 72 úmrtí, počet aktuálně nakažených klesl o 755. Dne 7. prosince bylo zaznamenáno 1 886 nových případů, ale zároveň i 3 443 uzdravení a 59 úmrtí, počet aktuálně nakažených klesl o 1 616, což je nejvyšší pokles od začátku pandemie. Dne 8. prosince bylo zaznamenáno 2 613 nových případů, ale zároveň i 2 987 uzdravení a 65 úmrtí, počet aktuálně nakažených klesl o 439. Dne 9. prosince bylo zaznamenáno 4 520 nových případů, ale zároveň i 2 386 uzdravení a 69 úmrtí, počet aktuálně nakažených stoupl o 2 065, což je nejvyšší nárůst od začátku pandemie. Dne 10. prosince bylo zaznamenáno rekordních 4 620 nových případů, ale zároveň i 3 466 uzdravení a 53 úmrtí, počet aktuálně nakažených stoupl o 1 101. Dne 11. prosince bylo zaznamenáno 4 396 nových případů, ale zároveň i rekordních 4 177 uzdravení a 64 úmrtí, počet aktuálně nakažených stoupl o 155. Dne 12. prosince bylo zaznamenáno 4 135 nových případů, ale zároveň i 3 793 uzdravení a rekordních 78 úmrtí, počet aktuálně nakažených stoupl o 264. Dne 13. prosince bylo zaznamenáno 3 363 nových případů, ale zároveň i 3 520 uzdravení a 78 úmrtí, počet aktuálně nakažených klesl o 235. Dne 14. prosince bylo zaznamenáno pouhých 1 472 nových případů, ale zároveň i 3 673 uzdravení a 65 úmrtí, počet aktuálně nakažených klesl o 2 266, což je nejvyšší pokles od začátku pandemie. Dne 15. prosince bylo zaznamenáno 2 360 nových případů, ale zároveň i 3 195 uzdravení a 73 úmrtí, počet aktuálně nakažených klesl o 908. Dne 16. prosince bylo zaznamenáno 3 327 nových případů, ale zároveň i 2 694 uzdravení a rekordních 92 úmrtí, počet aktuálně nakažených stoupl o 541. Dne 17. prosince bylo zaznamenáno 3 918 nových případů, ale zároveň i 3 790 uzdravení a 85 úmrtí, počet aktuálně nakažených stoupl o 43. Dne 18. prosince bylo zaznamenáno 3 272 nových případů, ale zároveň i rekordních 4 352 uzdravení a 68 úmrtí, počet aktuálně nakažených klesl o 1 148. Dne 19. prosince bylo zaznamenáno 2 752 nových případů, ale zároveň i 3 853 uzdravení a 78 úmrtí, počet aktuálně nakažených klesl o 1 179. Dne 20. prosince bylo zaznamenáno 1 975 nových případů, ale zároveň i 3 390 uzdravení a 76 úmrtí, počet aktuálně nakažených klesl o 1 491. Dne 21. prosince bylo zaznamenáno pouhých 766 nových případů, což je nejnižší počet nových případů od 19. října, ale zároveň i 3 208 uzdravení a 80 úmrtí, počet aktuálně nakažených klesl o 2 522, což je největší pokles od počátku pandemie a poprvé za celou čtvrtou vlnu klesl počet aktuálně nakažených ve všech chorvatských župách. Dne 22. prosince bylo zaznamenáno 1 595 nových případů, ale zároveň i 2 514 uzdravení a 71 úmrtí, počet aktuálně nakažených klesl o 990. Dne 23. prosince bylo zaznamenáno 2 763 nových případů, ale zároveň i 1 855 uzdravení a 66 úmrtí, počet aktuálně nakažených stoupl o 841. Dne 24. prosince bylo zaznamenáno 2 233 nových případů, ale zároveň i 2 797 uzdravení a 70 úmrtí, počet aktuálně nakažených klesl o 634. Dne 25. prosince bylo zaznamenáno 1 643 nových případů, ale zároveň i 3 001 uzdravení a 84 úmrtí, počet aktuálně nakažených klesl o 1 442. Dne 26. prosince bylo zaznamenáno pouhých 350 nových případů, což je nejnižší počet nových případů od 12. října, ale zároveň i 2 522 uzdravení a 65 úmrtí, počet aktuálně nakažených klesl o 2 237. Dne 27. prosince bylo zaznamenáno 618 nových případů, ale zároveň i 2 171 uzdravení a 58 úmrtí, počet aktuálně nakažených klesl o 1 611. Dne 28. prosince bylo zaznamenáno pouze 316 nových případů, což je nejnižší počet nových případů od 12. října, ale zároveň i 2 245 uzdravení a 68 úmrtí, počet aktuálně nakažených klesl o 1 997.

### Pátá vlna

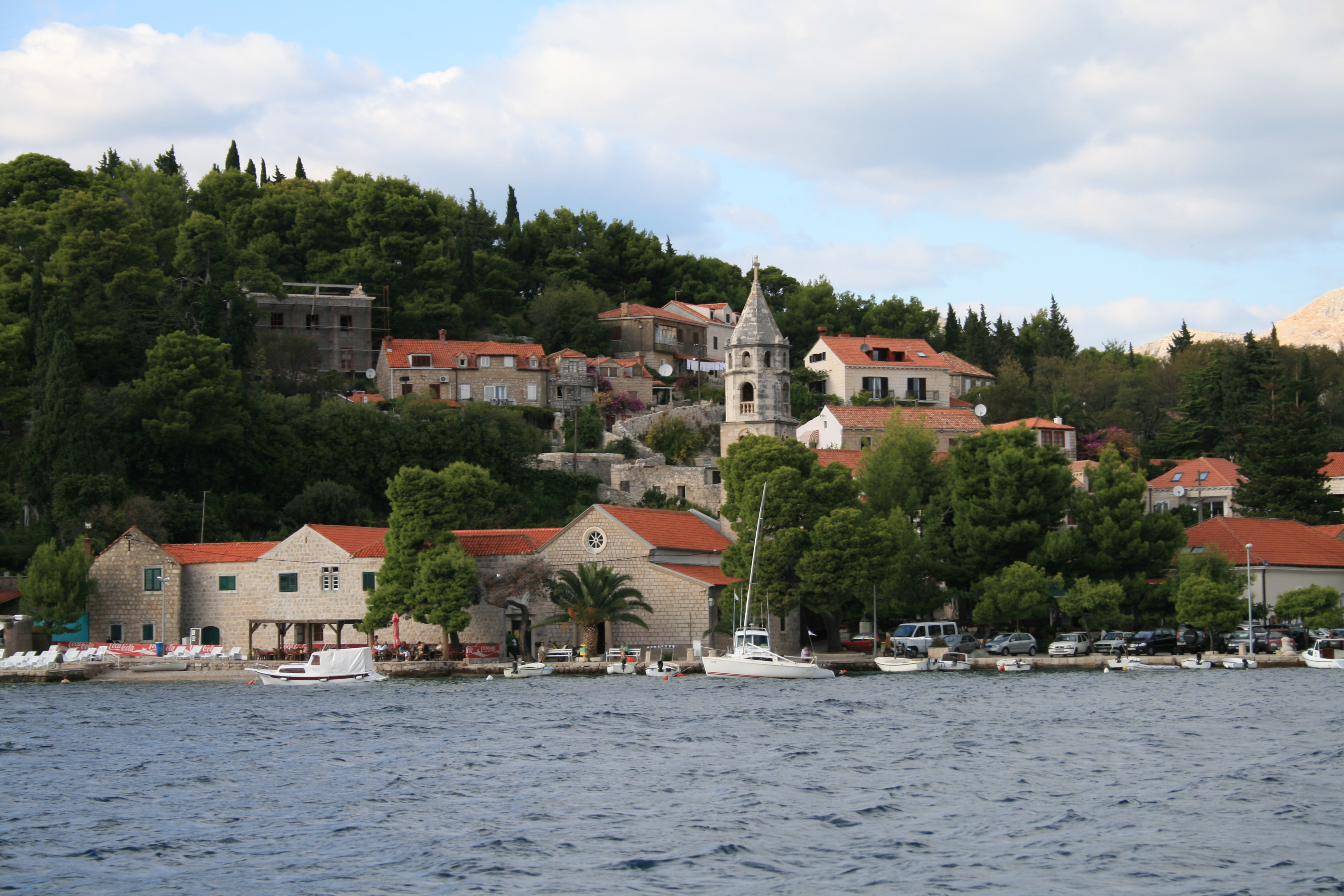
Cavtat, správní středisko opčiny Konavle, která se stala hlavním ohniskem páté vlny

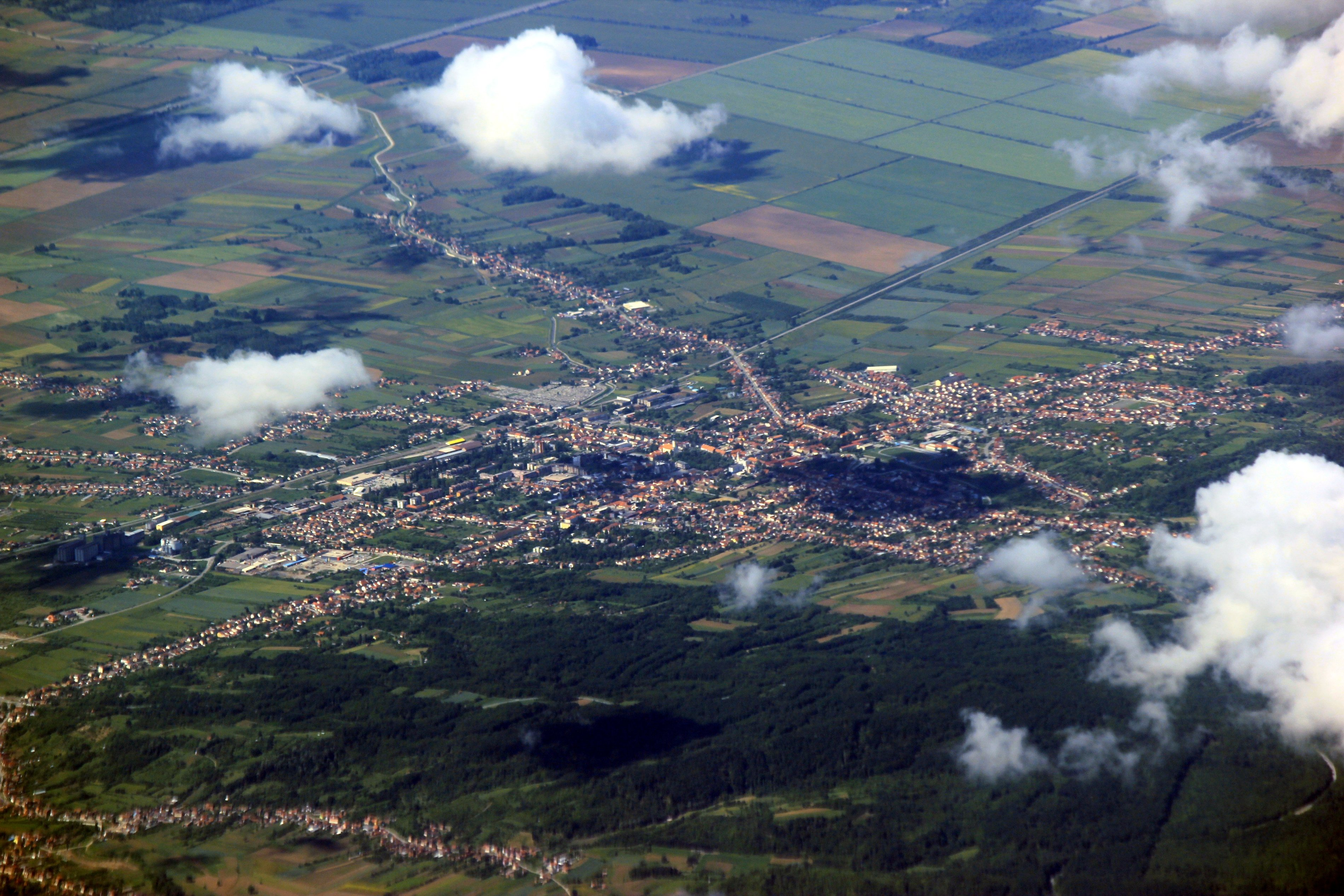
Město Nova Gradiška v Brodsko-posávské župě, které se stalo jedním z hlavních ohnisek páté vlny

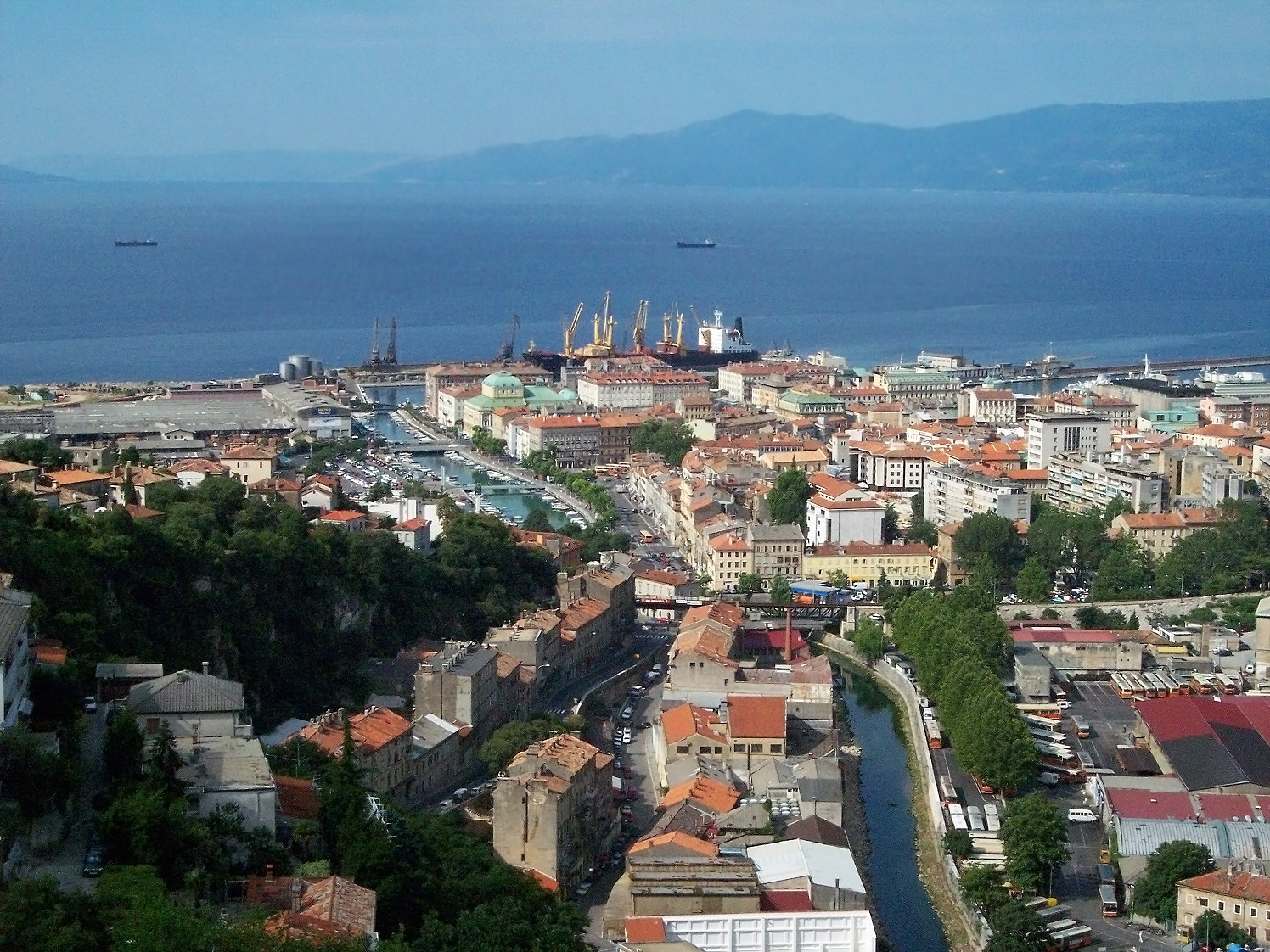
Město Rijeka, které se stalo největším ohniskem páté vlny

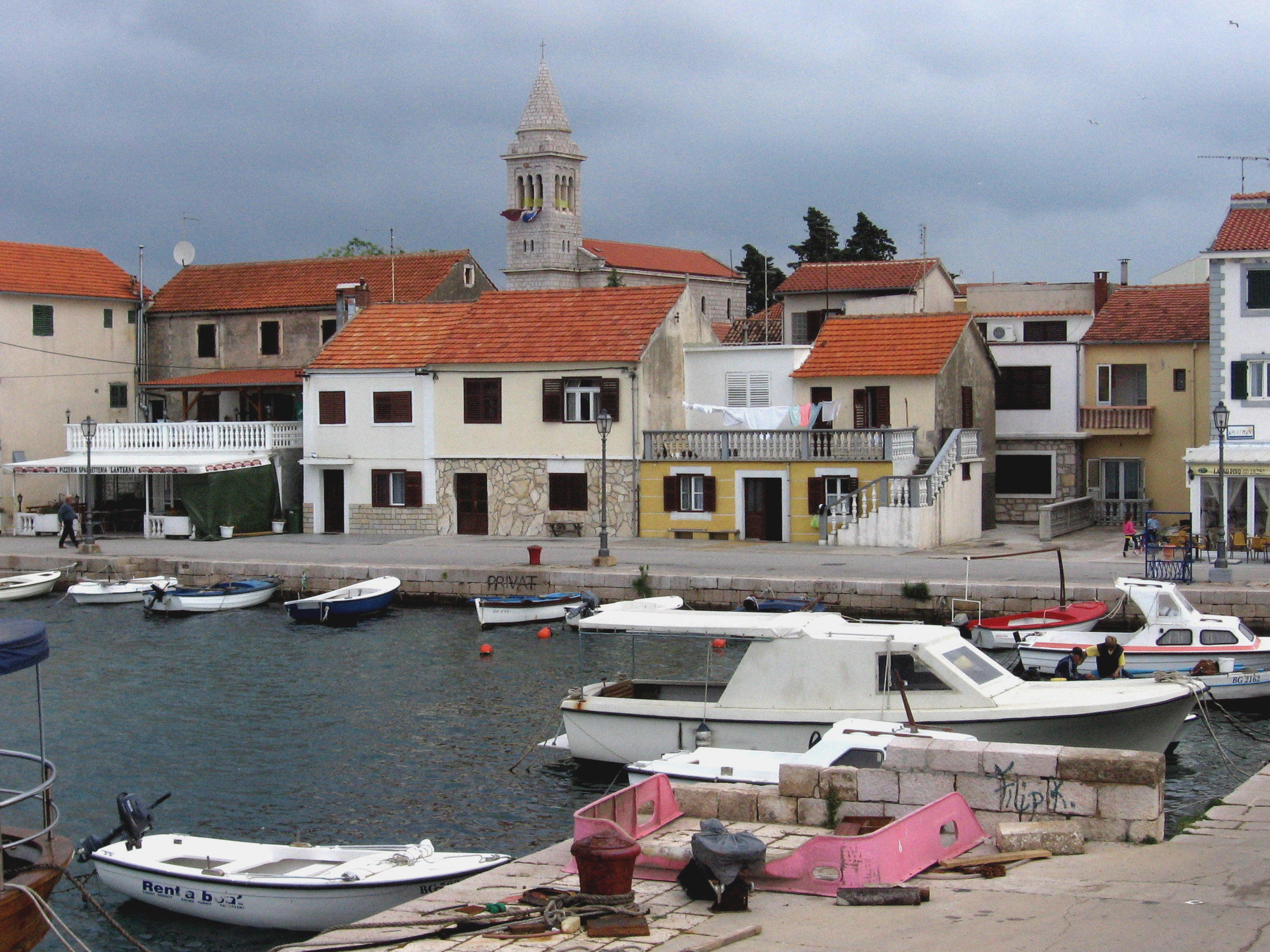
Vesnice Pakoštane, která se na konci páté vlny stala hlavním ohniskem nákazy

Pátá vlna v Chorvatsku začala 23. února, kdy bylo zaznamenáno 688 nových případů, tedy nejvíce od 3. února, kdy bylo zaznamenáno 730 nových případů. Celkem bylo během páté vlny zaznamenáno 119 649 případů nemoci covid-19, z nichž 116 525 bylo uzdraveno a 2 699 lidí zemřelo. První ohniska, která zapříčinila vznik páté vlny, vznikla v Dubrovnicko-neretvanské (opčina Konavle) a Brodsko-posávské župě (město Nova Gradiška), později se však objevila ohniska ve všech župách kromě Istrijské a Viroviticko-podrávské, v nichž situace zůstala po celou dobu trvání páté vlny klidná, a dlouhou dobu situace zůstala klidná i v Sisacko-moslavinské župě. Největší ohnisko vzniklo v Přímořsko-gorskokotarské župě a stejně jako během čtvrté vlny patří mezi největší ohniska župy v severním Chorvatsku, tedy Mezimuřská a Varaždinská župa. Během páté vlny se značně zvýšil podíl nakažených dětí a naopak díky vakcinaci nebylo nakaženo takové množství seniorů jako při čtvrté vlně, a oproti čtvrté vlně byl jak nižší počet zemřelých (nejvíce 52 za den, během čtvrté vlny byl rekord 92 úmrtí), tak i nižší, ale stále vysoké počty nakažených za den (nejvíce 3 209 nakažených za den, během čtvrté vlny dosahovaly počty nakažených až 4 620). Nejvíce aktuálně nakažených bylo zaznamenáno 24. dubna (16 347). Situace se začala zlepšovat od 27. dubna 2021, od tohoto dne začaly denní přírůstky nakažených klesat a 9. května 2021 klesl počet aktuálně nakažených pod 10 tisíc. Dne 31. května bylo zaznamenáno pouze 40 nových případů, což je nejméně od 6. srpna 2020.
Poté, co se situace značně zmírnila a počty nakažených byly nejnižší od léta roku 2020, se objevila výrazná ohniska v Zadarské a Dubrovnicko-neretvanské župě; opčina Pakoštane, město Zadar a město Metković. V Pakoštane způsobila vznik ohniska tradiční oslava Nanebevstoupení Páně; velký podíl nakažených tvořily děti a mladiství, proto byly zavřeny školy a školky. Později se z Pakoštane ohnisko přesunulo do Zadaru a počty nově nakažených tak Zadarská župa překonala i Záhřeb. Ohnisko ve městě Metković bylo zapříčiněno svatbou, ale na rozdíl od ohniska v Pakoštane nebylo tak rozsáhlé a v Dubrovnicko-neretvanské župě nebylo více než čtyřicet aktuálně nakažených. I přes vznik těchto ohnisek zůstala situace ve zbytku Chorvatska klidná.

## Opatření
Dne 12. března byly v Chorvatsku zrušeny všechny sportovní akce. Dne 14. března Chorvatsko uzavřelo hranice s Bosnou a Hercegovinou. Dne 16. března byly v Chorvatsku uzavřeny všechny školy včetně mateřských. Dne 18. března byly uzavřeny všechny hraniční přechody se Slovinskem. Dne 19. března byly zrušeny veškeré církevní obřady, v tento den též zemřel první pacient pocházející z vesnice Brtonigla. Dne 25. března 2020 byl uzavřen do karantény ostrov Murter kvůli osmi potvrzeným případům nákazy ve vesnicích Murter a Betina. Dne 26. března byla navržena karanténa města Biograd na Moru, ve kterém bylo asi osmdesát lidí nakažených nebo podezřelých z nákazy koronavirem, tato karanténa však nebyla uskutečněna. Dne 11. dubna byla do karantény uzavřena opčina Udbina. Dne 9. května došlo ke karanténě ostrova Brač, kde došlo k opětovnému nárůstu počtu nakažených v době, kdy byly již denní nárůsty velmi nízké.
Dne 8. července bylo vzhledem k druhé vlně pandemie nařízeno nošení roušek v autobusech a vnitřních prostorách budov. Dne 24. srpna byla ve městě Imotski a tzv. Imotské krajině (opčiny Cista Provo, Lokvičići, Lovreć, Podbablje, Proložac, Runovići, Zagvozd a Zmijavci) přijata vzhledem k vysokému počtu nakažených koronavirem přijata opatření, jako např. uzavření vnitřních prostorů kaváren a restaurací, omezení počtu osob na svatbách, pohřbech a rodinných shromážděních na dvacet a zákaz podávání rukou na pohřbech k vyjádření soustrasti. Vzhledem k vysokému šíření koronaviru byla tato opatření dne 27. srpna rozšířena na celou Splitsko-dalmatskou župu, včetně uzavření posiloven a sportovních center, zákazu návštěv domovů pro seniory a jejich opouštění a zákazu účasti diváků na sportovních událostech, které se bez nich konat stále mohou. Dne 29. srpna byla přijata opatření, která v Mezimuřské župě nařídila během všech festivalů a veřejných akcí dodržovat hygienická opatření a pokyny Institutu veřejného zdraví Mezimuřské župy a v Zadarské župě omezila počet účastníků svateb na padesát, zakázala hromadné akce na lodích a návštěvy v domovech pro seniory. Současně bylo oznámeno, že nová opatření budou přijata i ve Viroviticko-podrávské a Šibenicko-kninské župě. Dne 31. srpna byla v Dubrovnicko-neretvanské, Brodsko-posávské, a Šibenicko-kninské župě přijata stejná opatření jako ve Splitsko-dalmatské župě, a ve Varaždinské a Viroviticko-podrávské župě došlo k omezení počtu osob na svatbách na sto a padesát. Dne 7. září byla přijata nová opatření též v Koprivnicko-križevecké, Krapinsko-zagorské, Požežsko-slavonské a Sisacko-moslavinské župě. Dne 9. září byla nová opatření přijata ve městě Otočac a zároveň byla prodloužena opatření v Brodsko-posávské župě do 30. září a v Zadarské župě do 1. listopadu. Dne 14. září byla zavedena nová opatření v Záhřebské župě a ke zpřísnění opatření ve Viroviticko-podrávské župě. Dne 22. září byla zavedena nová opatření v Licko-senjské župě a zároveň došlo k plošnému omezení pracovní doby nočních barů, které musejí svoji práci ukončit nejpozději do půlnoci. Dne 23. září došlo ke zpřísnění opatření v Sisacko-moslavinské župě. Dne 25. září byla zpřísněna opatření v Krapinsko-zagorské župě a přijata speciální opatření pro opčinu Đulovac v Bjelovarsko-bilogorské župě. Dne 29. září byla opět zavedena opatření ve Vukovarsko-sremské župě.
Dne 30. září byla prodloužena doba účinnosti opatření v Šibenicko-kninské župě. Dne 3. října byla kvůli čtvrté vlně přijata nová opatření v Přímořsko-gorskokotarské župě a ve městě Popovača. Dne 5. října byla přijata nová opatření v celé Licko-senjské župě kromě území města Novalja, které bylo během čtvrté vlny zatím bezproblémové. Dne 8. října bylo zakázáno navštěvování domovů pro seniory v Karlovacké župě, dne 9. října pak i v Osijecko-baranjské župě. Dne 12. října byl omezen počet účastníků na veškerých shromážděních konaných ve vnitřních i vnějších prostorách v celém Chorvatsku na padesát. Dne 14. října byly znovu otevřeny hranice Chorvatska s Bosna a Hercegovina, protože v obou zemích je již situace podobná. Dne 23. října byly zakázány návštěvy vězňů ve věznicích. Dne 26. října byla přijata nová speciální opatření ve městech Sinj, Trilj a Vrlika a v opčinách Dicmo, Otok a Hrvace, zároveň došlo k zákazu pořádání akcí s více než 50 účastníky, omezení počtu účastníků na pohřbech a svatbách na třicet, omezení účastníků na ostatních soukromých obřadech na patnáct, zakázání trvání shromáždění do delší doby než 22 hodin, povinnosti vést záznamy na akcích s více než patnácti účastníky, zákazu prodeje alkoholu mezi půlnocí a šestou hodinou ranní a povinnost nošení roušky na hřbitovech a otevřených prostranstvích, kde není možné dodržet rozestup 1,5 metru. Ve dnech 5. a 7. listopadu byla přijata přísná opatření v Mezimuřské a Varaždinské župě, jelikož jsou tyto župy nejagresivnějšími ohnisky čtvrté vlny. Dne 23. listopadu bylo zakázáno konání bohoslužeb v opčině Sali. Od tohoto dne rovněž začalo hromadné testování rychlými antigenními testy na koronavirus v Záhřebu. Dne 26. listopadu byla přijata nová opatření v opčině Vrbnik. Od 21. prosinec bylo zakázáno lidem s trvalým či přechodným pobytem v Chorvatsku opustit župu, v níž žijí, bez získání elektronického průkazu (tzv. e-propusnica). Toto omezení bylo později vzhledem k výraznému zlepšení epidemiologické situace zrušeno. Dne 4. února byla po dlouhé době bez nově přijatých opatření prodloužena platnost opatření v Sisacko-moslavinské župě.
29. května byly otevřeny hranice Chorvatska pro občany Slovinska, Rakouska, Česka, Slovenska, Maďarska, Polska, Německa, Litvy, Lotyšska a Estonska. Vzhledem ke třetí vlně nákazy, která propukla 8. srpna, bylo Chorvatsko některými zeměmi, jako je např. Rakousko, Slovinsko, Itálie, Velká Británie a částečně Německo, označeno za rizikovou zemi. Turisté z některých zemí se proto museli v tuto dobu z Chorvatska rychle vrátit, což způsobilo masivní dopravní zácpy na slovinsko-chorvatských a rakousko-slovinských hraničních přechodech, na nichž cestující museli čekat až dvanáct hodin. Dne 27. srpna bylo Chorvatsko označeno za nebezpečné Slovenskem. Dne 9. listopadu bylo Chorvatsko na novém českém semaforu označující bezpečnost evropských zemí označeno červeně, což znamená vysoké riziko a povinnou karanténu při návratu zpět do Česka. Vzhledem k zabránění šíření nové mutace koronaviru se Chorvatsko jako jedna z prvních evropských zemí rozhodlo zcela zastavit veškerá letecká spojení s Velkou Británií.

## Očkování

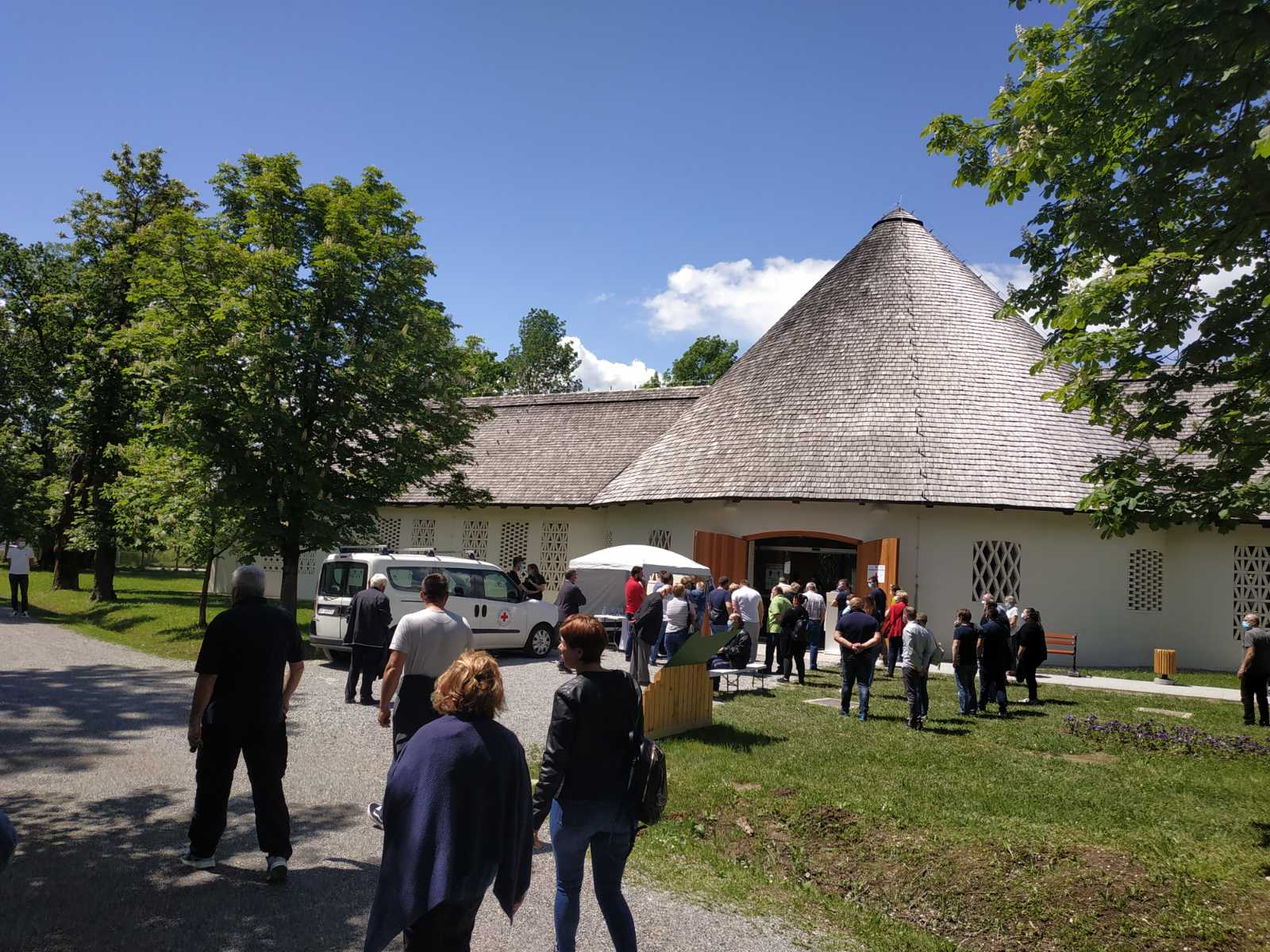
Očkovací místo v Zaprešići

Prvních 9 750 dávek vakcíny Pfizer-BioNTech do Chorvatska dorazilo 26. prosince 2020. Od 19. ledna 2021 začalo očkování druhou dávkou vakcíny. Podle údajů z 28. června 2021 bylo celkově použito 2 529 612 dávek vakcíny a očkováno bylo 1 478 516 osob, z nichž 1 051 096 osob dostalo i druhou dávku vakcíny. Celkem bylo tedy proočkováno 36,43 % chorvatské populace. Očkovací místa byla zřízena ve většině měst a v některých větších opčinách.

## Statistiky

### Nakažení podle žup
Nejvíce zasaženými župami jsou v současnosti Zadarská župa (418 nakažených), Přímořsko-gorskokotarská župa (58 nakažených) a město Záhřeb (35 nakažených). Nákaza byla zaznamenána již ve všech chorvatských župách. V současnosti jsou aktivní případy ve všech župách, nejméně aktivních případů je v Istrijské župě, v níž je aktuálně pouze jeden nakažený. Z hlediska počtu aktivních případů na sto tisíc obyvatel je nejlepší situace v Istrijské, Sisacko-moslavinské a Bjelovarsko-bilogorské župě; naopak nejhorší situace je v Zadarské, Mezimuřské a Dubrovnicko-neretvanské župě.
| Župa                     | Počet potvrzených případů | Z toho během | Z toho během | Z toho během | Z toho během | Z toho během | Počet úmrtí | Počet uzdravených | Aktuální počet nakažených |
| Župa                     | Počet potvrzených případů | 1. vlny      | 2. vlny      | 3. vlny      | 4. vlny      | 5. vlny      | Počet úmrtí | Počet uzdravených | Aktuální počet nakažených |
| ------------------------ | ------------------------- | ------------ | ------------ | ------------ | ------------ | ------------ | ----------- | ----------------- | ------------------------- |
| Zadarská                 | 13 808                    | 87           | 103          | 552          | 7 215        | 5 851        | 237         | 13 444            | 127                       |
| Přímořsko-gorskokotarská | 33 107                    | 84           | 77           | 495          | 16 979       | 15 472       | 496         | 32 553            | 58                        |
| Město Záhřeb             | 70 624                    | 479          | 775          | 2 194        | 42 073       | 25 103       | 2 527       | 68 061            | 35                        |
| Varaždinská              | 21 890                    | 51           | 26           | 141          | 14 657       | 7 015        | 554         | 21 307            | 29                        |
| Dubrovnicko-neretvanská  | 8 397                     | 114          | 76           | 466          | 4 295        | 3 446        | 140         | 8 232             | 25                        |
| Mezimuřská               | 14 694                    | 8            | 5            | 141          | 10 372       | 4 168        | 196         | 14 474            | 24                        |
| Splitsko-dalmatská       | 45 367                    | 549          | 407          | 2 988        | 26 215       | 15 208       | 627         | 44 717            | 23                        |
| Šibenicko-kninská        | 9 988                     | 89           | 66           | 400          | 5 063        | 4 370        | 165         | 9 806             | 17                        |
| Osijecko-baranjská       | 21 138                    | 134          | 477          | 407          | 14 780       | 5 340        | 959         | 20 163            | 16                        |
| Vukovarsko-sremská       | 10 931                    | 41           | 461          | 323          | 6 725        | 3 381        | 214         | 10 702            | 15                        |
| Brodsko-posávská         | 11 995                    | 44           | 131          | 456          | 7 627        | 3 737        | 206         | 11 777            | 10                        |
| Záhřebská                | 29 752                    | 131          | 126          | 531          | 18 324       | 10 640       | 471         | 29 272            | 9                         |
| Koprivnicko-križevecká   | 8 014                     | 94           | 10           | 117          | 5 864        | 1 929        | 231         | 7 774             | 9                         |
| Krapinsko-zagorská       | 10 990                    | 134          | 20           | 212          | 8 698        | 1 926        | 350         | 10 635            | 5                         |
| Karlovacká               | 10 314                    | 31           | 73           | 245          | 6 266        | 3 699        | 454         | 9 855             | 5                         |
| Sisacko-moslavinská      | 11 564                    | 36           | 66           | 176          | 8 775        | 2 511        | 235         | 11 325            | 4                         |
| Viroviticko-podrávská    | 4 458                     | 11           | 24           | 189          | 3 513        | 721          | 107         | 4 347             | 4                         |
| Licko-senjská            | 3 936                     | 20           | 8            | 148          | 2 511        | 1 249        | 148         | 3 784             | 4                         |
| Bjelovarsko-bilogorská   | 7 584                     | 12           | 27           | 200          | 5 390        | 1 955        | 186         | 7 395             | 3                         |
| Požežsko-slavonská       | 3 885                     | 8            | 89           | 320          | 2 371        | 1 097        | 118         | 3 761             | 2                         |
| Istrijská                | 7 230                     | 92           | 175          | 207          | 5 896        | 860          | 164         | 7 065             | 1                         |

### Nakažení podle věku a pohlaví
Celkem 187 817 (52,59 %) nakažených tvoří ženy a 169 292 (47,41 %) muži. 81 351 (22,77 %) nakažených je starších 60 let a 41 904 (11,73 %) nakažených jsou děti a mladiství mladší než 20 let. Nejvíce zasaženou skupinou jsou ženy ve věku 41–50 let. Průměrný věk nakažených byl k 30. květnu 2021 42,1 let, průměrný věk zemřelých byl ke stejnému datu 75,6 let.
Následující údaje jsou aktuální ke 3. červnu 2021 a pocházejí ze sekce Podaci (údaje) na oficiální stránce chorvatské vlády (koronavirus.hr).
| Případy koronaviru SARS-CoV-2 v Chorvatsku () Úmrtí Zotavení Aktivní případy 20202021únobředubkvěčerčecsrpzářříjlisproledúnobředubkvěčerčecsrpzářříjlisPosledních 15 dnůPosledních 15 dnů | Případy koronaviru SARS-CoV-2 v Chorvatsku () Úmrtí Zotavení Aktivní případy 20202021únobředubkvěčerčecsrpzářříjlisproledúnobředubkvěčerčecsrpzářříjlisPosledních 15 dnůPosledních 15 dnů | Případy koronaviru SARS-CoV-2 v Chorvatsku () Úmrtí Zotavení Aktivní případy 20202021únobředubkvěčerčecsrpzářříjlisproledúnobředubkvěčerčecsrpzářříjlisPosledních 15 dnůPosledních 15 dnů | Případy koronaviru SARS-CoV-2 v Chorvatsku () Úmrtí Zotavení Aktivní případy 20202021únobředubkvěčerčecsrpzářříjlisproledúnobředubkvěčerčecsrpzářříjlisPosledních 15 dnůPosledních 15 dnů | Případy koronaviru SARS-CoV-2 v Chorvatsku () Úmrtí Zotavení Aktivní případy 20202021únobředubkvěčerčecsrpzářříjlisproledúnobředubkvěčerčecsrpzářříjlisPosledních 15 dnůPosledních 15 dnů |
| --- | --- | --- | --- | --- |
| Datum | Datum | | Počet případů | Počet úmrtí |
| 2020-02-25 | 2020-02-25 | | 1(n.a.) | |
| 2020-02-26 | 2020-02-26 | | 3(+200 %) | |
| 2020-02-27 | 2020-02-27 | | 3(=) | |
| 2020-02-28 | 2020-02-28 | | 5(+67 %) | |
| 2020-02-29 | 2020-02-29 | | 7(+40 %) | |
| 2020-03-01 | 2020-03-01 | | 7(=) | |
| 2020-03-02 | 2020-03-02 | | 8(+14 %) | |
| 2020-03-03 | 2020-03-03 | | 9(+12 %) | |
| 2020-03-04 | 2020-03-04 | | 9(=) | |
| 2020-03-05 | 2020-03-05 | | 10(+11 %) | |
| 2020-03-06 | 2020-03-06 | | 11(+10 %) | |
| 2020-03-07 | 2020-03-07 | | 12(+9,1 %) | |
| 2020-03-08 | 2020-03-08 | | 12(=) | |
| 2020-03-09 | 2020-03-09 | | 13(+8,3 %) | |
| 2020-03-10 | 2020-03-10 | | 15(+15 %) | |
| 2020-03-11 | 2020-03-11 | | 19(+27 %) | |
| 2020-03-12 | 2020-03-12 | | 27(+42 %) | |
| 2020-03-13 | 2020-03-13 | | 32(+19 %) | |
| 2020-03-14 | 2020-03-14 | | 39(+22 %) | |
| 2020-03-15 | 2020-03-15 | | 49(+26 %) | |
| 2020-03-16 | 2020-03-16 | | 56(+14 %) | |
| 2020-03-17 | 2020-03-17 | | 69(+23 %) | |
| 2020-03-18 | 2020-03-18 | | 89(+29 %) | 1(n.a.) |
| 2020-03-19 | 2020-03-19 | | 105(+18 %) | 1(=) |
| 2020-03-20 | 2020-03-20 | | 128(+22 %) | 1(=) |
| 2020-03-21 | 2020-03-21 | | 206(+61 %) | 1(=) |
| 2020-03-22 | 2020-03-22 | | 254(+23 %) | 1(=) |
| 2020-03-23 | 2020-03-23 | | 315(+24 %) | 1(=) |
| 2020-03-24 | 2020-03-24 | | 382(+21 %) | 1(=) |
| 2020-03-25 | 2020-03-25 | | 442(+16 %) | 1(=) |
| 2020-03-26 | 2020-03-26 | | 495(+12 %) | 2(+100 %) |
| 2020-03-27 | 2020-03-27 | | 586(+18 %) | 3(+50 %) |
| 2020-03-28 | 2020-03-28 | | 657(+12 %) | 5(+67 %) |
| 2020-03-29 | 2020-03-29 | | 713(+8,5 %) | 6(+20 %) |
| 2020-03-30 | 2020-03-30 | | 790(+11 %) | 6(=) |
| 2020-03-31 | 2020-03-31 | | 867(+9,7 %) | 6(=) |
| 2020-04-01 | 2020-04-01 | | 963(+11 %) | 6(=) |
| 2020-04-02 | 2020-04-02 | | 1 011(+5 %) | 7(+17 %) |
| 2020-04-03 | 2020-04-03 | | 1 079(+6,7 %) | 8(+14 %) |
| 2020-04-04 | 2020-04-04 | | 1 126(+4,4 %) | 12(+50 %) |
| 2020-04-05 | 2020-04-05 | | 1 182(+5 %) | 15(+25 %) |
| 2020-04-06 | 2020-04-06 | | 1 222(+3,4 %) | 16(+6,7 %) |
| 2020-04-07 | 2020-04-07 | | 1 282(+4,9 %) | 18(+12 %) |
| 2020-04-08 | 2020-04-08 | | 1 343(+4,8 %) | 19(+5,6 %) |
| 2020-04-09 | 2020-04-09 | | 1 407(+4,8 %) | 20(+5,3 %) |
| 2020-04-10 | 2020-04-10 | | 1 495(+6,3 %) | 21(+5 %) |
| 2020-04-11 | 2020-04-11 | | 1 534(+2,6 %) | 21(=) |
| 2020-04-12 | 2020-04-12 | | 1 600(+4,3 %) | 23(+9,5 %) |
| 2020-04-13 | 2020-04-13 | | 1 650(+3,1 %) | 25(+8,7 %) |
| 2020-04-14 | 2020-04-14 | | 1 704(+3,3 %) | 31(+24 %) |
| 2020-04-15 | 2020-04-15 | | 1 741(+2,2 %) | 33(+6,5 %) |
| 2020-04-16 | 2020-04-16 | | 1 791(+2,9 %) | 35(+6,1 %) |
| 2020-04-17 | 2020-04-17 | | 1 814(+1,3 %) | 36(+2,9 %) |
| 2020-04-18 | 2020-04-18 | | 1 832(+0,99 %) | 39(+8,3 %) |
| 2020-04-19 | 2020-04-19 | | 1 871(+2,1 %) | 47(+21 %) |
| 2020-04-20 | 2020-04-20 | | 1 881(+0,53 %) | 47(=) |
| 2020-04-21 | 2020-04-21 | | 1 908(+1,4 %) | 48(+2,1 %) |
| 2020-04-22 | 2020-04-22 | | 1 950(+2,2 %) | 48(=) |
| 2020-04-23 | 2020-04-23 | | 1 981(+1,6 %) | 50(+4,2 %) |
| 2020-04-24 | 2020-04-24 | | 2 009(+1,4 %) | 51(+2 %) |
| 2020-04-25 | 2020-04-25 | | 2 016(+0,35 %) | 54(+5,9 %) |
| 2020-04-26 | 2020-04-26 | | 2 030(+0,69 %) | 55(+1,9 %) |
| 2020-04-27 | 2020-04-27 | | 2 039(+0,44 %) | 59(+7,3 %) |
| 2020-04-28 | 2020-04-28 | | 2 047(+0,39 %) | 63(+6,8 %) |
| 2020-04-29 | 2020-04-29 | | 2 062(+0,73 %) | 67(+6,3 %) |
| 2020-04-30 | 2020-04-30 | | 2 076(+0,68 %) | 69(+3 %) |
| 2020-05-01 | 2020-05-01 | | 2 085(+0,43 %) | 75(+8,7 %) |
| 2020-05-02 | 2020-05-02 | | 2 088(+0,14 %) | 77(+2,7 %) |
| 2020-05-03 | 2020-05-03 | | 2 096(+0,38 %) | 79(+2,6 %) |
| 2020-05-04 | 2020-05-04 | | 2 101(+0,24 %) | 80(+1,3 %) |
| 2020-05-05 | 2020-05-05 | | 2 112(+0,52 %) | 83(+3,8 %) |
| 2020-05-06 | 2020-05-06 | | 2 119(+0,33 %) | 85(+2,4 %) |
| 2020-05-07 | 2020-05-07 | | 2 125(+0,28 %) | 86(+1,2 %) |
| 2020-05-08 | 2020-05-08 | | 2 161(+1,7 %) | 86(=) |
| 2020-05-09 | 2020-05-09 | | 2 176(+0,69 %) | 87(+1,2 %) |
| 2020-05-10 | 2020-05-10 | | 2 187(+0,51 %) | 90(+3,4 %) |
| 2020-05-11 | 2020-05-11 | | 2 196(+0,41 %) | 91(+1,1 %) |
| 2020-05-12 | 2020-05-12 | | 2 207(+0,5 %) | 91(=) |
| 2020-05-13 | 2020-05-13 | | 2 213(+0,27 %) | 94(+3,3 %) |
| 2020-05-14 | 2020-05-14 | | 2 221(+0,36 %) | 94(=) |
| 2020-05-15 | 2020-05-15 | | 2 222(+0,05 %) | 95(+1,1 %) |
| 2020-05-16 | 2020-05-16 | | 2 224(+0,09 %) | 95(=) |
| 2020-05-17 | 2020-05-17 | | 2 226(+0,09 %) | 95(=) |
| 2020-05-18 | 2020-05-18 | | 2 228(+0,09 %) | 95(=) |
| 2020-05-19 | 2020-05-19 | | 2 232(+0,18 %) | 96(+1,1 %) |
| 2020-05-20 | 2020-05-20 | | 2 234(+0,09 %) | 96(=) |
| 2020-05-21 | 2020-05-21 | | 2 237(+0,13 %) | 97(+1 %) |
| 2020-05-22 | 2020-05-22 | | 2 243(+0,27 %) | 99(+2,1 %) |
| 2020-05-23 | 2020-05-23 | | 2 243(=) | 99(=) |
| 2020-05-24 | 2020-05-24 | | 2 244(+0,04 %) | 99(=) |
| 2020-05-25 | 2020-05-25 | | 2 244(=) | 100(+1 %) |
| 2020-05-26 | 2020-05-26 | | 2 244(=) | 101(+1 %) |
| 2020-05-27 | 2020-05-27 | | 2 244(=) | 101(=) |
| 2020-05-28 | 2020-05-28 | | 2 245(+0,04 %) | 102(+0,99 %) |
| 2020-05-29 | 2020-05-29 | | 2 245(=) | 103(+0,98 %) |
| 2020-05-30 | 2020-05-30 | | 2 246(+0,04 %) | 103(=) |
| 2020-05-31 | 2020-05-31 | | 2 246(=) | 103(=) |
| 2020-06-01 | 2020-06-01 | | 2 246(=) | 103(=) |
| 2020-06-02 | 2020-06-02 | | 2 246(=) | 103(=) |
| 2020-06-03 | 2020-06-03 | | 2 246(=) | 103(=) |
| 2020-06-04 | 2020-06-04 | | 2 247(+0,04 %) | 103(=) |
| 2020-06-05 | 2020-06-05 | | 2 247(=) | 103(=) |
| 2020-06-06 | 2020-06-06 | | 2 247(=) | 104(+0,97 %) |
| 2020-06-07 | 2020-06-07 | | 2 247(=) | 104(=) |
| 2020-06-08 | 2020-06-08 | | 2 247(=) | 104(=) |
| 2020-06-09 | 2020-06-09 | | 2 247(=) | 106(+1,9 %) |
| 2020-06-10 | 2020-06-10 | | 2 249(+0,09 %) | 106(=) |
| 2020-06-11 | 2020-06-11 | | 2 249(=) | 106(=) |
| 2020-06-12 | 2020-06-12 | | 2 249(=) | 107(+0,94 %) |
| 2020-06-13 | 2020-06-13 | | 2 251(+0,09 %) | 107(=) |
| 2020-06-14 | 2020-06-14 | | 2 252(+0,04 %) | 107(=) |
| 2020-06-15 | 2020-06-15 | | 2 254(+0,09 %) | 107(=) |
| 2020-06-16 | 2020-06-16 | | 2 255(+0,04 %) | 107(=) |
| 2020-06-17 | 2020-06-17 | | 2 258(+0,13 %) | 107(=) |
| 2020-06-18 | 2020-06-18 | | 2 269(+0,49 %) | 107(=) |
| 2020-06-19 | 2020-06-19 | | 2 280(+0,48 %) | 107(=) |
| 2020-06-20 | 2020-06-20 | | 2 299(+0,83 %) | 107(=) |
| 2020-06-21 | 2020-06-21 | | 2 317(+0,78 %) | 107(=) |
| 2020-06-22 | 2020-06-22 | | 2 336(+0,82 %) | 107(=) |
| 2020-06-23 | 2020-06-23 | | 2 366(+1,3 %) | 107(=) |
| 2020-06-24 | 2020-06-24 | | 2 388(+0,93 %) | 107(=) |
| 2020-06-25 | 2020-06-25 | | 2 483(+4 %) | 107(=) |
| 2020-06-26 | 2020-06-26 | | 2 539(+2,3 %) | 107(=) |
| 2020-06-27 | 2020-06-27 | | 2 624(+3,3 %) | 107(=) |
| 2020-06-28 | 2020-06-28 | | 2 691(+2,6 %) | 107(=) |
| 2020-06-29 | 2020-06-29 | | 2 725(+1,3 %) | 107(=) |
| 2020-06-30 | 2020-06-30 | | 2 777(+1,9 %) | 107(=) |
| 2020-07-01 | 2020-07-01 | | 2 831(+1,9 %) | 108(+0,93 %) |
| 2020-07-02 | 2020-07-02 | | 2 912(+2,9 %) | 110(+1,9 %) |
| 2020-07-03 | 2020-07-03 | | 3 008(+3,3 %) | 112(+1,8 %) |
| 2020-07-04 | 2020-07-04 | | 3 094(+2,9 %) | 113(+0,89 %) |
| 2020-07-05 | 2020-07-05 | | 3 151(+1,8 %) | 113(=) |
| 2020-07-06 | 2020-07-06 | | 3 220(+2,2 %) | 113(=) |
| 2020-07-07 | 2020-07-07 | | 3 272(+1,6 %) | 113(=) |
| 2020-07-08 | 2020-07-08 | | 3 325(+1,6 %) | 114(+0,88 %) |
| 2020-07-09 | 2020-07-09 | | 3 416(+2,7 %) | 115(+0,88 %) |
| 2020-07-10 | 2020-07-10 | | 3 532(+3,4 %) | 117(+1,7 %) |
| 2020-07-11 | 2020-07-11 | | 3 672(+4 %) | 118(+0,85 %) |
| 2020-07-12 | 2020-07-12 | | 3 722(+1,4 %) | 119(+0,85 %) |
| 2020-07-13 | 2020-07-13 | | 3 775(+1,4 %) | 119(=) |
| 2020-07-14 | 2020-07-14 | | 3 827(+1,4 %) | 120(+0,84 %) |
| 2020-07-15 | 2020-07-15 | | 3 953(+3,3 %) | 120(=) |
| 2020-07-16 | 2020-07-16 | | 4 039(+2,2 %) | 120(=) |
| 2020-07-17 | 2020-07-17 | | 4 137(+2,4 %) | 120(=) |
| 2020-07-18 | 2020-07-18 | | 4 253(+2,8 %) | 120(=) |
| 2020-07-19 | 2020-07-19 | | 4 345(+2,2 %) | 120(=) |
| 2020-07-20 | 2020-07-20 | | 4 370(+0,58 %) | 122(+1,7 %) |
| 2020-07-21 | 2020-07-21 | | 4 422(+1,2 %) | 123(+0,82 %) |
| 2020-07-22 | 2020-07-22 | | 4 530(+2,4 %) | 125(+1,6 %) |
| 2020-07-23 | 2020-07-23 | | 4 634(+2,3 %) | 128(+2,4 %) |
| 2020-07-24 | 2020-07-24 | | 4 715(+1,7 %) | 128(=) |
| 2020-07-25 | 2020-07-25 | | 4 792(+1,6 %) | 133(+3,9 %) |
| 2020-07-26 | 2020-07-26 | | 4 857(+1,4 %) | 136(+2,3 %) |
| 2020-07-27 | 2020-07-27 | | 4 881(+0,49 %) | 139(+2,2 %) |
| 2020-07-28 | 2020-07-28 | | 4 922(+0,84 %) | 140(+0,72 %) |
| 2020-07-29 | 2020-07-29 | | 4 993(+1,4 %) | 141(+0,71 %) |
| 2020-07-30 | 2020-07-30 | | 5 071(+1,6 %) | 144(+2,1 %) |
| 2020-07-31 | 2020-07-31 | | 5 138(+1,3 %) | 145(+0,69 %) |
| 2020-08-01 | 2020-08-01 | | 5 224(+1,7 %) | 145(=) |
| 2020-08-02 | 2020-08-02 | | 5 260(+0,69 %) | 149(+2,8 %) |
| 2020-08-03 | 2020-08-03 | | 5 294(+0,65 %) | 153(+2,7 %) |
| 2020-08-04 | 2020-08-04 | | 5 318(+0,45 %) | 154(+0,65 %) |
| 2020-08-05 | 2020-08-05 | | 5 376(+1,1 %) | 154(=) |
| 2020-08-06 | 2020-08-06 | | 5 404(+0,52 %) | 155(+0,65 %) |
| 2020-08-07 | 2020-08-07 | | 5 466(+1,1 %) | 155(=) |
| 2020-08-08 | 2020-08-08 | | 5 543(+1,4 %) | 157(+1,3 %) |
| 2020-08-09 | 2020-08-09 | | 5 604(+1,1 %) | 157(=) |
| 2020-08-10 | 2020-08-10 | | 5 649(+0,8 %) | 158(+0,64 %) |
| 2020-08-11 | 2020-08-11 | | 5 740(+1,6 %) | 160(+1,3 %) |
| 2020-08-12 | 2020-08-12 | | 5 870(+2,3 %) | 160(=) |
| 2020-08-13 | 2020-08-13 | | 6 050(+3,1 %) | 161(+0,62 %) |
| 2020-08-14 | 2020-08-14 | | 6 258(+3,4 %) | 163(+1,2 %) |
| 2020-08-15 | 2020-08-15 | | 6 420(+2,6 %) | 165(+1,2 %) |
| 2020-08-16 | 2020-08-16 | | 6 571(+2,4 %) | 166(+0,61 %) |
| 2020-08-17 | 2020-08-17 | | 6 656(+1,3 %) | 166(=) |
| 2020-08-18 | 2020-08-18 | | 6 855(+3 %) | 166(=) |
| 2020-08-19 | 2020-08-19 | | 7 074(+3,2 %) | 168(+1,2 %) |
| 2020-08-20 | 2020-08-20 | | 7 329(+3,6 %) | 168(=) |
| 2020-08-21 | 2020-08-21 | | 7 594(+3,6 %) | 169(+0,6 %) |
| 2020-08-22 | 2020-08-22 | | 7 900(+4 %) | 170(+0,59 %) |
| 2020-08-23 | 2020-08-23 | | 8 175(+3,5 %) | 171(+0,59 %) |
| 2020-08-24 | 2020-08-24 | | 8 311(+1,7 %) | 173(+1,2 %) |
| 2020-08-25 | 2020-08-25 | | 8 530(+2,6 %) | 175(+1,2 %) |
| 2020-08-26 | 2020-08-26 | | 8 888(+4,2 %) | 175(=) |
| 2020-08-27 | 2020-08-27 | | 9 192(+3,4 %) | 177(+1,1 %) |
| 2020-08-28 | 2020-08-28 | | 9 549(+3,9 %) | 180(+1,7 %) |
| 2020-08-29 | 2020-08-29 | | 9 861(+3,3 %) | 183(+1,7 %) |
| 2020-08-30 | 2020-08-30 | | 10 123(+2,7 %) | 184(+0,55 %) |
| 2020-08-31 | 2020-08-31 | | 10 269(+1,4 %) | 186(+1,1 %) |
| 2020-09-01 | 2020-09-01 | | 10 414(+1,4 %) | 187(+0,54 %) |
| 2020-09-02 | 2020-09-02 | | 10 725(+3 %) | 191(+2,1 %) |
| 2020-09-03 | 2020-09-03 | | 11 094(+3,4 %) | 194(+1,6 %) |
| 2020-09-04 | 2020-09-04 | | 11 428(+3 %) | 195(+0,52 %) |
| 2020-09-05 | 2020-09-05 | | 11 739(+2,7 %) | 197(+1 %) |
| 2020-09-06 | 2020-09-06 | | 11 964(+1,9 %) | 198(+0,51 %) |
| 2020-09-07 | 2020-09-07 | | 12 081(+0,98 %) | 201(+1,5 %) |
| 2020-09-08 | 2020-09-08 | | 12 285(+1,7 %) | 203(+1 %) |
| 2020-09-09 | 2020-09-09 | | 12 626(+2,8 %) | 206(+1,5 %) |
| 2020-09-10 | 2020-09-10 | | 12 917(+2,3 %) | 208(+0,97 %) |
| 2020-09-11 | 2020-09-11 | | 13 107(+1,5 %) | 211(+1,4 %) |
| 2020-09-12 | 2020-09-12 | | 13 368(+2 %) | 218(+3,3 %) |
| 2020-09-13 | 2020-09-13 | | 13 533(+1,2 %) | 224(+2,8 %) |
| 2020-09-14 | 2020-09-14 | | 13 598(+0,48 %) | 227(+1,3 %) |
| 2020-09-15 | 2020-09-15 | | 13 749(+1,1 %) | 230(+1,3 %) |
| 2020-09-16 | 2020-09-16 | | 14 029(+2 %) | 236(+2,6 %) |
| 2020-09-17 | 2020-09-17 | | 14 279(+1,8 %) | 238(+0,85 %) |
| 2020-09-18 | 2020-09-18 | | 14 513(+1,6 %) | 244(+2,5 %) |
| 2020-09-19 | 2020-09-19 | | 14 725(+1,5 %) | 244(=) |
| 2020-09-20 | 2020-09-20 | | 14 922(+1,3 %) | 248(+1,6 %) |
| 2020-09-21 | 2020-09-21 | | 14 992(+0,47 %) | 253(+2 %) |
| 2020-09-22 | 2020-09-22 | | 15 136(+0,96 %) | 255(+0,79 %) |
| 2020-09-23 | 2020-09-23 | | 15 340(+1,3 %) | 257(+0,78 %) |
| 2020-09-24 | 2020-09-24 | | 15 572(+1,5 %) | 261(+1,6 %) |
| 2020-09-25 | 2020-09-25 | | 15 795(+1,4 %) | 266(+1,9 %) |
| 2020-09-26 | 2020-09-26 | | 16 007(+1,3 %) | 269(+1,1 %) |
| 2020-09-27 | 2020-09-27 | | 16 197(+1,2 %) | 272(+1,1 %) |
| 2020-09-28 | 2020-09-28 | | 16 245(+0,3 %) | 272(=) |
| 2020-09-29 | 2020-09-29 | | 16 380(+0,83 %) | 275(+1,1 %) |
| 2020-09-30 | 2020-09-30 | | 16 593(+1,3 %) | 280(+1,8 %) |
| 2020-10-01 | 2020-10-01 | | 16 827(+1,4 %) | 284(+1,4 %) |
| 2020-10-02 | 2020-10-02 | | 17 160(+2 %) | 291(+2,5 %) |
| 2020-10-03 | 2020-10-03 | | 17 401(+1,4 %) | 293(+0,69 %) |
| 2020-10-04 | 2020-10-04 | | 17 659(+1,5 %) | 298(+1,7 %) |
| 2020-10-05 | 2020-10-05 | | 17 797(+0,78 %) | 300(+0,67 %) |
| 2020-10-06 | 2020-10-06 | | 18 084(+1,6 %) | 304(+1,3 %) |
| 2020-10-07 | 2020-10-07 | | 18 447(+2 %) | 309(+1,6 %) |
| 2020-10-08 | 2020-10-08 | | 18 989(+2,9 %) | 310(+0,32 %) |
| 2020-10-09 | 2020-10-09 | | 19 446(+2,4 %) | 313(+0,97 %) |
| 2020-10-10 | 2020-10-10 | | 19 932(+2,5 %) | 317(+1,3 %) |
| 2020-10-11 | 2020-10-11 | | 20 440(+2,5 %) | 324(+2,2 %) |
| 2020-10-12 | 2020-10-12 | | 20 621(+0,89 %) | 327(+0,93 %) |
| 2020-10-13 | 2020-10-13 | | 20 993(+1,8 %) | 330(+0,92 %) |
| 2020-10-14 | 2020-10-14 | | 21 741(+3,6 %) | 334(+1,2 %) |
| 2020-10-15 | 2020-10-15 | | 22 534(+3,6 %) | 344(+3 %) |
| 2020-10-16 | 2020-10-16 | | 23 665(+5 %) | 345(+0,29 %) |
| 2020-10-17 | 2020-10-17 | | 24 761(+4,6 %) | 355(+2,9 %) |
| 2020-10-18 | 2020-10-18 | | 25 580(+3,3 %) | 363(+2,3 %) |
| 2020-10-19 | 2020-10-19 | | 25 973(+1,5 %) | 374(+3 %) |
| 2020-10-20 | 2020-10-20 | | 26 863(+3,4 %) | 382(+2,1 %) |
| 2020-10-21 | 2020-10-21 | | 28 287(+5,3 %) | 393(+2,9 %) |
| 2020-10-22 | 2020-10-22 | | 29 850(+5,5 %) | 406(+3,3 %) |
| 2020-10-23 | 2020-10-23 | | 31 717(+6,3 %) | 413(+1,7 %) |
| 2020-10-24 | 2020-10-24 | | 33 959(+7,1 %) | 429(+3,9 %) |
| 2020-10-25 | 2020-10-25 | | 36 380(+7,1 %) | 437(+1,9 %) |
| 2020-10-26 | 2020-10-26 | | 37 208(+2,3 %) | 452(+3,4 %) |
| 2020-10-27 | 2020-10-27 | | 38 621(+3,8 %) | 470(+4 %) |
| 2020-10-28 | 2020-10-28 | | 40 999(+6,2 %) | 493(+4,9 %) |
| 2020-10-29 | 2020-10-29 | | 43 775(+6,8 %) | 511(+3,7 %) |
| 2020-10-30 | 2020-10-30 | | 46 547(+6,3 %) | 531(+3,9 %) |
| 2020-10-31 | 2020-10-31 | | 49 316(+5,9 %) | 546(+2,8 %) |
| 2020-11-01 | 2020-11-01 | | 51 495(+4,4 %) | 562(+2,9 %) |
| 2020-11-02 | 2020-11-02 | | 52 660(+2,3 %) | 594(+5,7 %) |
| 2020-11-03 | 2020-11-03 | | 54 087(+2,7 %) | 628(+5,7 %) |
| 2020-11-04 | 2020-11-04 | | 56 567(+4,6 %) | 654(+4,1 %) |
| 2020-11-05 | 2020-11-05 | | 59 415(+5 %) | 683(+4,4 %) |
| 2020-11-06 | 2020-11-06 | | 62 305(+4,9 %) | 717(+5 %) |
| 2020-11-07 | 2020-11-07 | | 64 704(+3,9 %) | 752(+4,9 %) |
| 2020-11-08 | 2020-11-08 | | 67 247(+3,9 %) | 794(+5,6 %) |
| 2020-11-09 | 2020-11-09 | | 68 776(+2,3 %) | 832(+4,8 %) |
| 2020-11-10 | 2020-11-10 | | 70 243(+2,1 %) | 865(+4 %) |
| 2020-11-11 | 2020-11-11 | | 72 840(+3,7 %) | 893(+3,2 %) |
| 2020-11-12 | 2020-11-12 | | 75 922(+4,2 %) | 925(+3,6 %) |
| 2020-11-13 | 2020-11-13 | | 78 978(+4 %) | 968(+4,6 %) |
| 2020-11-14 | 2020-11-14 | | 81 844(+3,6 %) | 1 006(+3,9 %) |
| 2020-11-15 | 2020-11-15 | | 84 206(+2,9 %) | 1 049(+4,3 %) |
| 2020-11-16 | 2020-11-16 | | 85 519(+1,6 %) | 1 082(+3,1 %) |
| 2020-11-17 | 2020-11-17 | | 87 464(+2,3 %) | 1 113(+2,9 %) |
| 2020-11-18 | 2020-11-18 | | 90 715(+3,7 %) | 1 151(+3,4 %) |
| 2020-11-19 | 2020-11-19 | | 93 879(+3,5 %) | 1 200(+4,3 %) |
| 2020-11-20 | 2020-11-20 | | 96 837(+3,2 %) | 1 257(+4,8 %) |
| 2020-11-21 | 2020-11-21 | | 100 410(+3,7 %) | 1 304(+3,7 %) |
| 2020-11-22 | 2020-11-22 | | 103 718(+3,3 %) | 1 353(+3,8 %) |
| 2020-11-23 | 2020-11-23 | | 105 691(+1,9 %) | 1 398(+3,3 %) |
| 2020-11-24 | 2020-11-24 | | 108 014(+2,2 %) | 1 445(+3,4 %) |
| 2020-11-25 | 2020-11-25 | | 111 617(+3,3 %) | 1 501(+3,9 %) |
| 2020-11-26 | 2020-11-26 | | 115 626(+3,6 %) | 1 552(+3,4 %) |
| 2020-11-27 | 2020-11-27 | | 119 706(+3,5 %) | 1 600(+3,1 %) |
| 2020-11-28 | 2020-11-28 | | 123 693(+3,3 %) | 1 655(+3,4 %) |
| 2020-11-29 | 2020-11-29 | | 126 612(+2,4 %) | 1 712(+3,4 %) |
| 2020-11-30 | 2020-11-30 | | 128 442(+1,4 %) | 1 786(+4,3 %) |
| 2020-12-01 | 2020-12-01 | | 131 342(+2,3 %) | 1 861(+4,2 %) |
| 2020-12-02 | 2020-12-02 | | 134 881(+2,7 %) | 1 916(+3 %) |
| 2020-12-03 | 2020-12-03 | | 139 415(+3,4 %) | 1 964(+2,5 %) |
| 2020-12-04 | 2020-12-04 | | 143 370(+2,8 %) | 2 032(+3,5 %) |
| 2020-12-05 | 2020-12-05 | | 147 454(+2,8 %) | 2 102(+3,4 %) |
| 2020-12-06 | 2020-12-06 | | 150 353(+2 %) | 2 174(+3,4 %) |
| 2020-12-07 | 2020-12-07 | | 152 239(+1,3 %) | 2 233(+2,7 %) |
| 2020-12-08 | 2020-12-08 | | 154 852(+1,7 %) | 2 298(+2,9 %) |
| 2020-12-09 | 2020-12-09 | | 159 372(+2,9 %) | 2 367(+3 %) |
| 2020-12-10 | 2020-12-10 | | 163 992(+2,9 %) | 2 420(+2,2 %) |
| 2020-12-11 | 2020-12-11 | | 168 388(+2,7 %) | 2 484(+2,6 %) |
| 2020-12-12 | 2020-12-12 | | 172 523(+2,5 %) | 2 562(+3,1 %) |
| 2020-12-13 | 2020-12-13 | | 175 886(+1,9 %) | 2 640(+3 %) |
| 2020-12-14 | 2020-12-14 | | 177 358(+0,84 %) | 2 705(+2,5 %) |
| 2020-12-15 | 2020-12-15 | | 179 718(+1,3 %) | 2 778(+2,7 %) |
| 2020-12-16 | 2020-12-16 | | 183 045(+1,9 %) | 2 870(+3,3 %) |
| 2020-12-17 | 2020-12-17 | | 186 963(+2,1 %) | 2 955(+3 %) |
| 2020-12-18 | 2020-12-18 | | 190 235(+1,8 %) | 3 023(+2,3 %) |
| 2020-12-19 | 2020-12-19 | | 192 987(+1,4 %) | 3 101(+2,6 %) |
| 2020-12-20 | 2020-12-20 | | 194 962(+1 %) | 3 177(+2,5 %) |
| 2020-12-21 | 2020-12-21 | | 195 728(+0,39 %) | 3 257(+2,5 %) |
| 2020-12-22 | 2020-12-22 | | 197 323(+0,81 %) | 3 328(+2,2 %) |
| 2020-12-23 | 2020-12-23 | | 200 086(+1,4 %) | 3 394(+2 %) |
| 2020-12-24 | 2020-12-24 | | 202 319(+1,1 %) | 3 464(+2,1 %) |
| 2020-12-25 | 2020-12-25 | | 203 962(+0,81 %) | 3 548(+2,4 %) |
| 2020-12-26 | 2020-12-26 | | 204 312(+0,17 %) | 3 613(+1,8 %) |
| 2020-12-27 | 2020-12-27 | | 204 930(+0,3 %) | 3 671(+1,6 %) |
| 2020-12-28 | 2020-12-28 | | 205 246(+0,15 %) | 3 739(+1,9 %) |
| 2020-12-29 | 2020-12-29 | | 206 596(+0,66 %) | 3 795(+1,5 %) |
| 2020-12-30 | 2020-12-30 | | 208 446(+0,9 %) | 3 860(+1,7 %) |
| 2020-12-31 | 2020-12-31 | | 210 837(+1,1 %) | 3 920(+1,6 %) |
| 2021-01-01 | 2021-01-01 | | 212 007(+0,55 %) | 3 961(+1 %) |
| 2021-01-02 | 2021-01-02 | | 212 262(+0,12 %) | 4 016(+1,4 %) |
| 2021-01-03 | 2021-01-03 | | 212 958(+0,33 %) | 4 072(+1,4 %) |
| 2021-01-04 | 2021-01-04 | | 213 319(+0,17 %) | 4 126(+1,3 %) |
| 2021-01-05 | 2021-01-05 | | 214 390(+0,5 %) | 4 179(+1,3 %) |
| 2021-01-06 | 2021-01-06 | | 216 386(+0,93 %) | 4 223(+1,1 %) |
| 2021-01-07 | 2021-01-07 | | 216 848(+0,21 %) | 4 266(+1 %) |
| 2021-01-08 | 2021-01-08 | | 217 946(+0,51 %) | 4 304(+0,89 %) |
| 2021-01-09 | 2021-01-09 | | 219 347(+0,64 %) | 4 342(+0,88 %) |
| 2021-01-10 | 2021-01-10 | | 219 993(+0,29 %) | 4 368(+0,6 %) |
| 2021-01-11 | 2021-01-11 | | 220 223(+0,1 %) | 4 403(+0,8 %) |
| 2021-01-12 | 2021-01-12 | | 220 982(+0,34 %) | 4 446(+0,98 %) |
| 2021-01-13 | 2021-01-13 | | 222 117(+0,51 %) | 4 472(+0,58 %) |
| 2021-01-14 | 2021-01-14 | | 223 097(+0,44 %) | 4 517(+1 %) |
| 2021-01-15 | 2021-01-15 | | 223 812(+0,32 %) | 4 550(+0,73 %) |
| 2021-01-16 | 2021-01-16 | | 224 575(+0,34 %) | 4 588(+0,84 %) |
| 2021-01-17 | 2021-01-17 | | 224 954(+0,17 %) | 4 616(+0,61 %) |
| 2021-01-18 | 2021-01-18 | | 225 128(+0,08 %) | 4 655(+0,84 %) |
| 2021-01-19 | 2021-01-19 | | 225 648(+0,23 %) | 4 684(+0,62 %) |
| 2021-01-20 | 2021-01-20 | | 226 550(+0,4 %) | 4 711(+0,58 %) |
| 2021-01-21 | 2021-01-21 | | 227 326(+0,34 %) | 4 738(+0,57 %) |
| 2021-01-22 | 2021-01-22 | | 227 969(+0,28 %) | 4 770(+0,68 %) |
| 2021-01-23 | 2021-01-23 | | 228 568(+0,26 %) | 4 799(+0,61 %) |
| 2021-01-24 | 2021-01-24 | | 228 920(+0,15 %) | 4 827(+0,58 %) |
| 2021-01-25 | 2021-01-25 | | 229 054(+0,06 %) | 4 859(+0,66 %) |
| 2021-01-26 | 2021-01-26 | | 229 502(+0,2 %) | 4 882(+0,47 %) |
| 2021-01-27 | 2021-01-27 | | 230 359(+0,37 %) | 4 913(+0,63 %) |
| 2021-01-28 | 2021-01-28 | | 230 978(+0,27 %) | 4 943(+0,61 %) |
| 2021-01-29 | 2021-01-29 | | 231 539(+0,24 %) | 4 972(+0,59 %) |
| 2021-01-30 | 2021-01-30 | | 232 090(+0,24 %) | 4 998(+0,52 %) |
| 2021-01-31 | 2021-01-31 | | 232 426(+0,14 %) | 5 027(+0,58 %) |
| 2021-02-01 | 2021-02-01 | | 232 520(+0,04 %) | 5 054(+0,54 %) |
| 2021-02-02 | 2021-02-02 | | 232 907(+0,17 %) | 5 071(+0,34 %) |
| 2021-02-03 | 2021-02-03 | | 233 637(+0,31 %) | 5 088(+0,34 %) |
| 2021-02-04 | 2021-02-04 | | 234 153(+0,22 %) | 5 106(+0,35 %) |
| 2021-02-05 | 2021-02-05 | | 234 702(+0,23 %) | 5 122(+0,31 %) |
| 2021-02-06 | 2021-02-06 | | 235 126(+0,18 %) | 5 144(+0,43 %) |
| 2021-02-07 | 2021-02-07 | | 235 402(+0,12 %) | 5 169(+0,49 %) |
| 2021-02-08 | 2021-02-08 | | 235 473(+0,03 %) | 5 198(+0,56 %) |
| 2021-02-09 | 2021-02-09 | | 235 756(+0,12 %) | 5 224(+0,5 %) |
| 2021-02-10 | 2021-02-10 | | 236 333(+0,24 %) | 5 238(+0,27 %) |
| 2021-02-11 | 2021-02-11 | | 236 709(+0,16 %) | 5 263(+0,48 %) |
| 2021-02-12 | 2021-02-12 | | 237 080(+0,16 %) | 5 282(+0,36 %) |
| 2021-02-13 | 2021-02-13 | | 237 459(+0,16 %) | 5 299(+0,32 %) |
| 2021-02-14 | 2021-02-14 | | 237 657(+0,08 %) | 5 318(+0,36 %) |
| 2021-02-15 | 2021-02-15 | | 237 725(+0,03 %) | 5 339(+0,39 %) |
| 2021-02-16 | 2021-02-16 | | 237 999(+0,12 %) | 5 357(+0,34 %) |
| 2021-02-17 | 2021-02-17 | | 238 501(+0,21 %) | 5 375(+0,34 %) |
| 2021-02-18 | 2021-02-18 | | 238 866(+0,15 %) | 5 399(+0,45 %) |
| 2021-02-19 | 2021-02-19 | | 239 254(+0,16 %) | 5 407(+0,15 %) |
| 2021-02-20 | 2021-02-20 | | 239 685(+0,18 %) | 5 420(+0,24 %) |
| 2021-02-21 | 2021-02-21 | | 239 945(+0,11 %) | 5 429(+0,17 %) |
| 2021-02-22 | 2021-02-22 | | 240 017(+0,03 %) | 5 449(+0,37 %) |
| 2021-02-23 | 2021-02-23 | | 240 360(+0,14 %) | 5 462(+0,24 %) |
| 2021-02-24 | 2021-02-24 | | 241 048(+0,29 %) | 5 477(+0,27 %) |
| 2021-02-25 | 2021-02-25 | | 241 592(+0,23 %) | 5 489(+0,22 %) |
| 2021-02-26 | 2021-02-26 | | 242 097(+0,21 %) | 5 503(+0,26 %) |
| 2021-02-27 | 2021-02-27 | | 242 617(+0,21 %) | 5 511(+0,15 %) |
| 2021-02-28 | 2021-02-28 | | 242 973(+0,15 %) | 5 526(+0,27 %) |
| 2021-03-01 | 2021-03-01 | | 243 064(+0,04 %) | 5 537(+0,2 %) |
| 2021-03-02 | 2021-03-02 | | 243 458(+0,16 %) | 5 548(+0,2 %) |
| 2021-03-03 | 2021-03-03 | | 244 205(+0,31 %) | 5 555(+0,13 %) |
| 2021-03-04 | 2021-03-04 | | 244 872(+0,27 %) | 5 564(+0,16 %) |
| 2021-03-05 | 2021-03-05 | | 245 462(+0,24 %) | 5 570(+0,11 %) |
| 2021-03-06 | 2021-03-06 | | 246 120(+0,27 %) | 5 585(+0,27 %) |
| 2021-03-07 | 2021-03-07 | | 246 514(+0,16 %) | 5 590(+0,09 %) |
| 2021-03-08 | 2021-03-08 | | 246 608(+0,04 %) | 5 609(+0,34 %) |
| 2021-03-09 | 2021-03-09 | | 247 099(+0,2 %) | 5 621(+0,21 %) |
| 2021-03-10 | 2021-03-10 | | 248 061(+0,39 %) | 5 625(+0,07 %) |
| 2021-03-11 | 2021-03-11 | | 248 838(+0,31 %) | 5 635(+0,18 %) |
| 2021-03-12 | 2021-03-12 | | 249 661(+0,33 %) | 5 647(+0,21 %) |
| 2021-03-13 | 2021-03-13 | | 250 484(+0,33 %) | 5 670(+0,41 %) |
| 2021-03-14 | 2021-03-14 | | 251 045(+0,22 %) | 5 677(+0,12 %) |
| 2021-03-15 | 2021-03-15 | | 251 174(+0,05 %) | 5 685(+0,14 %) |
| 2021-03-16 | 2021-03-16 | | 251 865(+0,28 %) | 5 697(+0,21 %) |
| 2021-03-17 | 2021-03-17 | | 253 310(+0,57 %) | 5 709(+0,21 %) |
| 2021-03-18 | 2021-03-18 | | 254 507(+0,47 %) | 5 726(+0,3 %) |
| 2021-03-19 | 2021-03-19 | | 255 619(+0,44 %) | 5 743(+0,3 %) |
| 2021-03-20 | 2021-03-20 | | 256 805(+0,46 %) | 5 753(+0,17 %) |
| 2021-03-21 | 2021-03-21 | | 257 639(+0,32 %) | 5 773(+0,35 %) |
| 2021-03-22 | 2021-03-22 | | 257 789(+0,06 %) | 5 786(+0,23 %) |
| 2021-03-23 | 2021-03-23 | | 258 745(+0,37 %) | 5 808(+0,38 %) |
| 2021-03-24 | 2021-03-24 | | 260 636(+0,73 %) | 5 828(+0,34 %) |
| 2021-03-25 | 2021-03-25 | | 262 309(+0,64 %) | 5 838(+0,17 %) |
| 2021-03-26 | 2021-03-26 | | 264 111(+0,69 %) | 5 854(+0,27 %) |
| 2021-03-27 | 2021-03-27 | | 265 901(+0,68 %) | 5 872(+0,31 %) |
| 2021-03-28 | 2021-03-28 | | 267 222(+0,5 %) | 5 893(+0,36 %) |
| 2021-03-29 | 2021-03-29 | | 267 522(+0,11 %) | 5 911(+0,31 %) |
| 2021-03-30 | 2021-03-30 | | 269 009(+0,56 %) | 5 928(+0,29 %) |
| 2021-03-31 | 2021-03-31 | | 271 632(+0,98 %) | 5 947(+0,32 %) |
| 2021-04-01 | 2021-04-01 | | 274 054(+0,89 %) | 5 967(+0,34 %) |
| 2021-04-02 | 2021-04-02 | | 276 416(+0,86 %) | 5 996(+0,49 %) |
| 2021-04-03 | 2021-04-03 | | 278 650(+0,81 %) | 6 025(+0,48 %) |
| 2021-04-04 | 2021-04-04 | | 280 026(+0,49 %) | 6 058(+0,55 %) |
| 2021-04-05 | 2021-04-05 | | 280 164(+0,05 %) | 6 083(+0,41 %) |
| 2021-04-06 | 2021-04-06 | | 280 899(+0,26 %) | 6 113(+0,49 %) |
| 2021-04-07 | 2021-04-07 | | 282 548(+0,59 %) | 6 149(+0,59 %) |
| 2021-04-08 | 2021-04-08 | | 285 765(+1,1 %) | 6 185(+0,59 %) |
| 2021-04-09 | 2021-04-09 | | 288 364(+0,91 %) | 6 235(+0,81 %) |
| 2021-04-10 | 2021-04-10 | | 290 899(+0,88 %) | 6 269(+0,55 %) |
| 2021-04-11 | 2021-04-11 | | 292 516(+0,56 %) | 6 308(+0,62 %) |
| 2021-04-12 | 2021-04-12 | | 292 938(+0,14 %) | 6 333(+0,4 %) |
| 2021-04-13 | 2021-04-13 | | 294 874(+0,66 %) | 6 358(+0,39 %) |
| 2021-04-14 | 2021-04-14 | | 297 973(+1,1 %) | 6 399(+0,64 %) |
| 2021-04-15 | 2021-04-15 | | 300 900(+0,98 %) | 6 442(+0,67 %) |
| 2021-04-16 | 2021-04-16 | | 303 598(+0,9 %) | 6 486(+0,68 %) |
| 2021-04-17 | 2021-04-17 | | 306 225(+0,87 %) | 6 523(+0,57 %) |
| 2021-04-18 | 2021-04-18 | | 307 790(+0,51 %) | 6 562(+0,6 %) |
| 2021-04-19 | 2021-04-19 | | 308 200(+0,13 %) | 6 601(+0,59 %) |
| 2021-04-20 | 2021-04-20 | | 310 306(+0,68 %) | 6 643(+0,64 %) |
| 2021-04-21 | 2021-04-21 | | 313 423(+1 %) | 6 692(+0,74 %) |
| 2021-04-22 | 2021-04-22 | | 316 308(+0,92 %) | 6 738(+0,69 %) |
| 2021-04-23 | 2021-04-23 | | 318 837(+0,8 %) | 6 784(+0,68 %) |
| 2021-04-24 | 2021-04-24 | | 321 372(+0,8 %) | 6 815(+0,46 %) |
| 2021-04-25 | 2021-04-25 | | 322 626(+0,39 %) | 6 854(+0,57 %) |
| 2021-04-26 | 2021-04-26 | | 323 036(+0,13 %) | 6 905(+0,74 %) |
| 2021-04-27 | 2021-04-27 | | 324 833(+0,56 %) | 6 957(+0,75 %) |
| 2021-04-28 | 2021-04-28 | | 327 737(+0,89 %) | 7 001(+0,63 %) |
| 2021-04-29 | 2021-04-29 | | 330 176(+0,74 %) | 7 040(+0,56 %) |
| 2021-04-30 | 2021-04-30 | | 332 183(+0,61 %) | 7 081(+0,58 %) |
| 2021-05-01 | 2021-05-01 | | 334 229(+0,62 %) | 7 130(+0,69 %) |
| 2021-05-02 | 2021-05-02 | | 335 173(+0,28 %) | 7 182(+0,73 %) |
| 2021-05-03 | 2021-05-03 | | 335 522(+0,1 %) | 7 218(+0,5 %) |
| 2021-05-04 | 2021-05-04 | | 336 918(+0,42 %) | 7 264(+0,64 %) |
| 2021-05-05 | 2021-05-05 | | 339 412(+0,74 %) | 7 315(+0,7 %) |
| 2021-05-06 | 2021-05-06 | | 341 052(+0,48 %) | 7 355(+0,55 %) |
| 2021-05-07 | 2021-05-07 | | 342 487(+0,42 %) | 7 388(+0,45 %) |
| 2021-05-08 | 2021-05-08 | | 343 829(+0,39 %) | 7 424(+0,49 %) |
| 2021-05-09 | 2021-05-09 | | 344 494(+0,19 %) | 7 469(+0,61 %) |
| 2021-05-10 | 2021-05-10 | | 344 747(+0,07 %) | 7 503(+0,46 %) |
| 2021-05-11 | 2021-05-11 | | 345 623(+0,25 %) | 7 549(+0,61 %) |
| 2021-05-12 | 2021-05-12 | | 347 094(+0,43 %) | 7 589(+0,53 %) |
| 2021-05-13 | 2021-05-13 | | 348 158(+0,31 %) | 7 623(+0,45 %) |
| 2021-05-14 | 2021-05-14 | | 349 084(+0,27 %) | 7 664(+0,54 %) |
| 2021-05-15 | 2021-05-15 | | 349 910(+0,24 %) | 7 687(+0,3 %) |
| 2021-05-16 | 2021-05-16 | | 350 390(+0,14 %) | 7 708(+0,27 %) |
| 2021-05-17 | 2021-05-17 | | 350 506(+0,03 %) | 7 738(+0,39 %) |
| 2021-05-18 | 2021-05-18 | | 350 997(+0,14 %) | 7 765(+0,35 %) |
| 2021-05-19 | 2021-05-19 | | 351 997(+0,28 %) | 7 792(+0,35 %) |
| 2021-05-20 | 2021-05-20 | | 352 692(+0,2 %) | 7 828(+0,46 %) |
| 2021-05-21 | 2021-05-21 | | 353 217(+0,15 %) | 7 856(+0,36 %) |
| 2021-05-22 | 2021-05-22 | | 353 735(+0,15 %) | 7 883(+0,34 %) |
| 2021-05-23 | 2021-05-23 | | 353 986(+0,07 %) | 7 903(+0,25 %) |
| 2021-05-24 | 2021-05-24 | | 354 060(+0,02 %) | 7 929(+0,33 %) |
| 2021-05-25 | 2021-05-25 | | 354 383(+0,09 %) | 7 950(+0,26 %) |
| 2021-05-26 | 2021-05-26 | | 354 921(+0,15 %) | 7 971(+0,26 %) |
| 2021-05-27 | 2021-05-27 | | 355 296(+0,11 %) | 7 981(+0,13 %) |
| 2021-05-28 | 2021-05-28 | | 355 617(+0,09 %) | 7 992(+0,14 %) |
| 2021-05-29 | 2021-05-29 | | 355 955(+0,1 %) | 8 002(+0,13 %) |
| 2021-05-30 | 2021-05-30 | | 356 141(+0,05 %) | 8 014(+0,15 %) |
| 2021-05-31 | 2021-05-31 | | 356 181(+0,01 %) | 8 026(+0,15 %) |
| 2021-06-01 | 2021-06-01 | | 356 397(+0,06 %) | 8 034(+0,1 %) |
| 2021-06-02 | 2021-06-02 | | 356 829(+0,12 %) | 8 042(+0,1 %) |
| 2021-06-03 | 2021-06-03 | | 357 109(+0,08 %) | 8 056(+0,17 %) |
| 2021-06-04 | 2021-06-04 | | 357 197(+0,02 %) | 8 067(+0,14 %) |
| 2021-06-05 | 2021-06-05 | | 357 408(+0,06 %) | 8 080(+0,16 %) |
| 2021-06-06 | 2021-06-06 | | 357 565(+0,04 %) | 8 086(+0,07 %) |
| 2021-06-07 | 2021-06-07 | | 357 608(+0,01 %) | 8 091(+0,06 %) |
| 2021-06-08 | 2021-06-08 | | 357 786(+0,05 %) | 8 096(+0,06 %) |
| 2021-06-09 | 2021-06-09 | | 358 061(+0,08 %) | 8 103(+0,09 %) |
| 2021-06-10 | 2021-06-10 | | 358 245(+0,05 %) | 8 110(+0,09 %) |
| 2021-06-11 | 2021-06-11 | | 358 379(+0,04 %) | 8 123(+0,16 %) |
| 2021-06-12 | 2021-06-12 | | 358 504(+0,03 %) | 8 132(+0,11 %) |
| 2021-06-13 | 2021-06-13 | | 358 563(+0,02 %) | 8 139(+0,09 %) |
| 2021-06-14 | 2021-06-14 | | 358 581(+0,01 %) | 8 152(+0,16 %) |
| 2021-06-15 | 2021-06-15 | | 358 677(+0,03 %) | 8 160(+0,1 %) |
| 2021-06-16 | 2021-06-16 | | 358 823(+0,04 %) | 8 162(+0,02 %) |
| 2021-06-17 | 2021-06-17 | | 358 918(+0,03 %) | 8 165(+0,04 %) |
| 2021-06-18 | 2021-06-18 | | 359 031(+0,03 %) | 8 168(+0,04 %) |
| 2021-06-19 | 2021-06-19 | | 359 115(+0,02 %) | 8 169(+0,01 %) |
| 2021-06-20 | 2021-06-20 | | 359 173(+0,02 %) | 8 174(+0,06 %) |
| 2021-06-21 | 2021-06-21 | | 359 184(=) | 8 182(+0,1 %) |
| 2021-06-22 | 2021-06-22 | | 359 259(+0,02 %) | 8 188(+0,07 %) |
| 2021-06-23 | 2021-06-23 | | 359 302(+0,01 %) | 8 190(+0,02 %) |
| 2021-06-24 | 2021-06-24 | | 359 403(+0,03 %) | 8 192(+0,02 %) |
| 2021-06-25 | 2021-06-25 | | 359 521(+0,03 %) | 8 196(+0,05 %) |
| 2021-06-26 | 2021-06-26 | | 359 607(+0,02 %) | 8 197(+0,01 %) |
| 2021-06-27 | 2021-06-27 | | 359 652(+0,01 %) | 8 200(+0,04 %) |
| 2021-06-28 | 2021-06-28 | | 359 666(=) | 8 202(+0,02 %) |
| 2021-06-29 | 2021-06-29 | | 359 736(+0,02 %) | 8 205(+0,04 %) |
| 2021-06-30 | 2021-06-30 | | 359 872(+0,04 %) | 8 206(+0,01 %) |
| 2021-07-01 | 2021-07-01 | | 359 975(+0,03 %) | 8 209(+0,04 %) |
| 2021-07-02 | 2021-07-02 | | 360 067(+0,03 %) | 8 212(+0,04 %) |
| 2021-07-03 | 2021-07-03 | | 360 181(+0,03 %) | 8 215(+0,04 %) |
| 2021-07-04 | 2021-07-04 | | 360 237(+0,02 %) | 8 218(+0,04 %) |
| 2021-07-05 | 2021-07-05 | | 360 246(=) | 8 219(+0,01 %) |
| 2021-07-06 | 2021-07-06 | | 360 342(+0,03 %) | 8 221(+0,02 %) |
| 2021-07-07 | 2021-07-07 | | 360 483(+0,04 %) | 8 224(+0,04 %) |
| 2021-07-08 | 2021-07-08 | | 360 593(+0,03 %) | 8 226(+0,02 %) |
| 2021-07-09 | 2021-07-09 | | 360 680(+0,02 %) | 8 226(=) |
| 2021-07-10 | 2021-07-10 | | 360 768(+0,02 %) | 8 227(+0,01 %) |
| 2021-07-11 | 2021-07-11 | | 360 826(+0,02 %) | 8 227(=) |
| 2021-07-12 | 2021-07-12 | | 360 841(=) | 8 229(+0,02 %) |
| 2021-07-13 | 2021-07-13 | | 360 924(+0,02 %) | 8 231(+0,02 %) |
| 2021-07-14 | 2021-07-14 | | 361 079(+0,04 %) | 8 233(+0,02 %) |
| 2021-07-15 | 2021-07-15 | | 361 218(+0,04 %) | 8 233(=) |
| 2021-07-16 | 2021-07-16 | | 361 349(+0,04 %) | 8 234(+0,01 %) |
| 2021-07-17 | 2021-07-17 | | 361 488(+0,04 %) | 8 236(+0,02 %) |
| 2021-07-18 | 2021-07-18 | | 361 595(+0,03 %) | 8 238(+0,02 %) |
| 2021-07-19 | 2021-07-19 | | 361 613(=) | 8 240(+0,02 %) |
| 2021-07-20 | 2021-07-20 | | 361 759(+0,04 %) | 8 243(+0,04 %) |
| 2021-07-21 | 2021-07-21 | | 361 950(+0,05 %) | 8 244(+0,01 %) |
| 2021-07-22 | 2021-07-22 | | 362 129(+0,05 %) | 8 245(+0,01 %) |
| 2021-07-23 | 2021-07-23 | | 362 305(+0,05 %) | 8 245(=) |
| 2021-07-24 | 2021-07-24 | | 362 496(+0,05 %) | 8 245(=) |
| 2021-07-25 | 2021-07-25 | | 362 621(+0,03 %) | 8 245(=) |
| 2021-07-26 | 2021-07-26 | | 362 648(+0,01 %) | 8 247(+0,02 %) |
| 2021-07-27 | 2021-07-27 | | 362 841(+0,05 %) | 8 247(=) |
| 2021-07-28 | 2021-07-28 | | 363 039(+0,05 %) | 8 249(+0,02 %) |
| 2021-07-29 | 2021-07-29 | | 363 227(+0,05 %) | 8 250(+0,01 %) |
| 2021-07-30 | 2021-07-30 | | 363 397(+0,05 %) | 8 254(+0,05 %) |
| 2021-07-31 | 2021-07-31 | | 363 615(+0,06 %) | 8 259(+0,06 %) |
| 2021-08-01 | 2021-08-01 | | 363 758(+0,04 %) | 8 263(+0,05 %) |
| 2021-08-02 | 2021-08-02 | | 363 787(+0,01 %) | 8 266(+0,04 %) |
| 2021-08-03 | 2021-08-03 | | 363 973(+0,05 %) | 8 267(+0,01 %) |
| 2021-08-04 | 2021-08-04 | | 364 244(+0,07 %) | 8 267(=) |
| 2021-08-05 | 2021-08-05 | | 364 491(+0,07 %) | 8 270(+0,04 %) |
| 2021-08-06 | 2021-08-06 | | 364 599(+0,03 %) | 8 270(=) |
| 2021-08-07 | 2021-08-07 | | 364 832(+0,06 %) | 8 271(+0,01 %) |
| 2021-08-08 | 2021-08-08 | | 365 045(+0,06 %) | 8 272(+0,01 %) |
| 2021-08-09 | 2021-08-09 | | 365 089(+0,01 %) | 8 273(+0,01 %) |
| 2021-08-10 | 2021-08-10 | | 365 335(+0,07 %) | 8 275(+0,02 %) |
| 2021-08-11 | 2021-08-11 | | 365 716(+0,1 %) | 8 275(=) |
| 2021-08-12 | 2021-08-12 | | 366 049(+0,09 %) | 8 278(+0,04 %) |
| 2021-08-13 | 2021-08-13 | | 366 357(+0,08 %) | 8 280(+0,02 %) |
| 2021-08-14 | 2021-08-14 | | 366 724(+0,1 %) | 8 282(+0,02 %) |
| 2021-08-15 | 2021-08-15 | | 367 022(+0,08 %) | 8 283(+0,01 %) |
| 2021-08-16 | 2021-08-16 | | 367 068(+0,01 %) | 8 285(+0,02 %) |
| 2021-08-17 | 2021-08-17 | | 367 409(+0,09 %) | 8 288(+0,04 %) |
| 2021-08-18 | 2021-08-18 | | 367 933(+0,14 %) | 8 291(+0,04 %) |
| 2021-08-19 | 2021-08-19 | | 368 419(+0,13 %) | 8 294(+0,04 %) |
| 2021-08-20 | 2021-08-20 | | 368 887(+0,13 %) | 8 295(+0,01 %) |
| 2021-08-21 | 2021-08-21 | | 369 392(+0,14 %) | 8 298(+0,04 %) |
| 2021-08-22 | 2021-08-22 | | 369 765(+0,1 %) | 8 301(+0,04 %) |
| 2021-08-23 | 2021-08-23 | | 369 838(+0,02 %) | 8 303(+0,02 %) |
| 2021-08-24 | 2021-08-24 | | 370 308(+0,13 %) | 8 306(+0,04 %) |
| 2021-08-25 | 2021-08-25 | | 370 985(+0,18 %) | 8 310(+0,05 %) |
| 2021-08-26 | 2021-08-26 | | 371 623(+0,17 %) | 8 316(+0,07 %) |
| 2021-08-27 | 2021-08-27 | | 372 219(+0,16 %) | 8 318(+0,02 %) |
| 2021-08-28 | 2021-08-28 | | 372 814(+0,16 %) | 8 324(+0,07 %) |
| 2021-08-29 | 2021-08-29 | | 373 191(+0,1 %) | 8 325(+0,01 %) |
| 2021-08-30 | 2021-08-30 | | 373 330(+0,04 %) | 8 331(+0,07 %) |
| 2021-08-31 | 2021-08-31 | | 373 998(+0,18 %) | 8 334(+0,04 %) |
| 2021-09-01 | 2021-09-01 | | 374 803(+0,22 %) | 8 338(+0,05 %) |
| 2021-09-02 | 2021-09-02 | | 375 601(+0,21 %) | 8 349(+0,13 %) |
| 2021-09-03 | 2021-09-03 | | 376 417(+0,22 %) | 8 355(+0,07 %) |
| 2021-09-04 | 2021-09-04 | | 377 299(+0,23 %) | 8 362(+0,08 %) |
| 2021-09-05 | 2021-09-05 | | 377 838(+0,14 %) | 8 370(+0,1 %) |
| 2021-09-06 | 2021-09-06 | | 378 022(+0,05 %) | 8 375(+0,06 %) |
| 2021-09-07 | 2021-09-07 | | 378 726(+0,19 %) | 8 385(+0,12 %) |
| 2021-09-08 | 2021-09-08 | | 379 963(+0,33 %) | 8 395(+0,12 %) |
| 2021-09-09 | 2021-09-09 | | 380 904(+0,25 %) | 8 405(+0,12 %) |
| 2021-09-10 | 2021-09-10 | | 381 946(+0,27 %) | 8 413(+0,1 %) |
| 2021-09-11 | 2021-09-11 | | 383 108(+0,3 %) | 8 427(+0,17 %) |
| 2021-09-12 | 2021-09-12 | | 383 915(+0,21 %) | 8 440(+0,15 %) |
| 2021-09-13 | 2021-09-13 | | 384 082(+0,04 %) | 8 447(+0,08 %) |
| 2021-09-14 | 2021-09-14 | | 385 056(+0,25 %) | 8 456(+0,11 %) |
| 2021-09-15 | 2021-09-15 | | 386 891(+0,48 %) | 8 463(+0,08 %) |
| 2021-09-16 | 2021-09-16 | | 388 260(+0,35 %) | 8 472(+0,11 %) |
| 2021-09-17 | 2021-09-17 | | 389 654(+0,36 %) | 8 481(+0,11 %) |
| 2021-09-18 | 2021-09-18 | | 391 109(+0,37 %) | 8 493(+0,14 %) |
| 2021-09-19 | 2021-09-19 | | 391 984(+0,22 %) | 8 500(+0,08 %) |
| 2021-09-20 | 2021-09-20 | | 392 248(+0,07 %) | 8 514(+0,16 %) |
| 2021-09-21 | 2021-09-21 | | 393 285(+0,26 %) | 8 526(+0,14 %) |
| 2021-09-22 | 2021-09-22 | | 395 097(+0,46 %) | 8 539(+0,15 %) |
| 2021-09-23 | 2021-09-23 | | 396 470(+0,35 %) | 8 554(+0,18 %) |
| 2021-09-24 | 2021-09-24 | | 397 761(+0,33 %) | 8 566(+0,14 %) |
| 2021-09-25 | 2021-09-25 | | 399 054(+0,33 %) | 8 580(+0,16 %) |
| 2021-09-26 | 2021-09-26 | | 399 891(+0,21 %) | 8 595(+0,17 %) |
| 2021-09-27 | 2021-09-27 | | 400 108(+0,05 %) | 8 606(+0,13 %) |
| 2021-09-28 | 2021-09-28 | | 401 169(+0,27 %) | 8 614(+0,09 %) |
| 2021-09-29 | 2021-09-29 | | 403 080(+0,48 %) | 8 628(+0,16 %) |
| 2021-09-30 | 2021-09-30 | | 404 790(+0,42 %) | 8 640(+0,14 %) |
| 2021-10-01 | 2021-10-01 | | 406 307(+0,37 %) | 8 650(+0,12 %) |
| 2021-10-02 | 2021-10-02 | | 407 755(+0,36 %) | 8 664(+0,16 %) |
| 2021-10-03 | 2021-10-03 | | 408 699(+0,23 %) | 8 678(+0,16 %) |
| 2021-10-04 | 2021-10-04 | | 408 918(+0,05 %) | 8 685(+0,08 %) |
| 2021-10-05 | 2021-10-05 | | 409 992(+0,26 %) | 8 704(+0,22 %) |
| 2021-10-06 | 2021-10-06 | | 411 917(+0,47 %) | 8 722(+0,21 %) |
| 2021-10-07 | 2021-10-07 | | 413 665(+0,42 %) | 8 730(+0,09 %) |
| 2021-10-08 | 2021-10-08 | | 415 356(+0,41 %) | 8 752(+0,25 %) |
| 2021-10-09 | 2021-10-09 | | 416 950(+0,38 %) | 8 763(+0,13 %) |
| 2021-10-10 | 2021-10-10 | | 417 858(+0,22 %) | 8 772(+0,1 %) |
| 2021-10-11 | 2021-10-11 | | 418 028(+0,04 %) | 8 778(+0,07 %) |
| 2021-10-12 | 2021-10-12 | | 419 035(+0,24 %) | 8 802(+0,27 %) |
| 2021-10-13 | 2021-10-13 | | 421 057(+0,48 %) | 8 829(+0,31 %) |
| 2021-10-14 | 2021-10-14 | | 422 908(+0,44 %) | 8 847(+0,2 %) |
| 2021-10-15 | 2021-10-15 | | 424 666(+0,42 %) | 8 862(+0,17 %) |
| 2021-10-16 | 2021-10-16 | | 426 613(+0,46 %) | 8 877(+0,17 %) |
| 2021-10-17 | 2021-10-17 | | 427 914(+0,3 %) | 8 896(+0,21 %) |
| 2021-10-18 | 2021-10-18 | | 428 333(+0,1 %) | 8 907(+0,12 %) |
| 2021-10-19 | 2021-10-19 | | 429 974(+0,38 %) | 8 928(+0,24 %) |
| 2021-10-20 | 2021-10-20 | | 433 136(+0,74 %) | 8 951(+0,26 %) |
| 2021-10-21 | 2021-10-21 | | 436 189(+0,7 %) | 8 968(+0,19 %) |
| 2021-10-22 | 2021-10-22 | | 439 447(+0,75 %) | 8 985(+0,19 %) |
| 2021-10-23 | 2021-10-23 | | 443 032(+0,82 %) | 9 010(+0,28 %) |
| 2021-10-24 | 2021-10-24 | | 445 325(+0,52 %) | 9 038(+0,31 %) |
| 2021-10-25 | 2021-10-25 | | 446 005(+0,15 %) | 9 060(+0,24 %) |
| 2021-10-26 | 2021-10-26 | | 449 365(+0,75 %) | 9 090(+0,33 %) |
| 2021-10-27 | 2021-10-27 | | 453 936(+1 %) | 9 116(+0,29 %) |
| 2021-10-28 | 2021-10-28 | | 458 090(+0,92 %) | 9 142(+0,29 %) |
| 2021-10-29 | 2021-10-29 | | 462 482(+0,96 %) | 9 168(+0,28 %) |
| 2021-10-30 | 2021-10-30 | | 467 029(+0,98 %) | 9 198(+0,33 %) |
| 2021-10-31 | 2021-10-31 | | 470 348(+0,71 %) | 9 220(+0,24 %) |
| 2021-11-01 | 2021-11-01 | | 471 474(+0,24 %) | 9 251(+0,34 %) |
| 2021-11-02 | 2021-11-02 | | 472 259(+0,17 %) | 9 291(+0,43 %) |
| 2021-11-03 | 2021-11-03 | | 476 832(+0,97 %) | 9 332(+0,44 %) |
| 2021-11-04 | 2021-11-04 | | 483 142(+1,3 %) | 9 364(+0,34 %) |
| 2021-11-05 | 2021-11-05 | | 490 074(+1,4 %) | 9 400(+0,38 %) |
| 2021-11-06 | 2021-11-06 | | 497 168(+1,4 %) | 9 450(+0,53 %) |
| 2021-11-07 | 2021-11-07 | | 501 327(+0,84 %) | 9 500(+0,53 %) |
| 2021-11-08 | 2021-11-08 | | 502 569(+0,25 %) | 9 546(+0,48 %) |
| 2021-11-09 | 2021-11-09 | | 507 535(+0,99 %) | 9 605(+0,62 %) |
| 2021-11-10 | 2021-11-10 | | 514 850(+1,4 %) | 9 655(+0,52 %) |
| 2021-11-11 | 2021-11-11 | | 521 837(+1,4 %) | 9 721(+0,68 %) |
| 2021-11-12 | 2021-11-12 | | 528 286(+1,2 %) | 9 774(+0,55 %) |
| 2021-11-13 | 2021-11-13 | | 534 601(+1,2 %) | 9 840(+0,68 %) |
| Údaje pocházejí ze stránek chorvatské vlády | | | | |

| Věk   | Počet  | Procento | Z toho | Z toho |
| Věk   | Počet  | Procento | Ženy   | Muži   |
| ----- | ------ | -------- | ------ | ------ |
| 0-10  | 12 286 | 3,44 %   | 5 784  | 6 502  |
| 11-20 | 29 618 | 8,34 %   | 14 761 | 15 016 |
| 21-30 | 47 836 | 13,40 %  | 25 033 | 22 803 |
| 31-40 | 61 840 | 17,32 %  | 32 925 | 28 915 |
| 41-50 | 65 029 | 18,21 %  | 34 557 | 30 472 |
| 51-60 | 58 990 | 16,52 %  | 31 402 | 27 588 |
| 61-70 | 43 422 | 12,16 %  | 21 434 | 21 988 |
| 71-80 | 22 915 | 6,42 %   | 12 098 | 10 817 |
| 81-90 | 12 739 | 3,57 %   | 8 077  | 4 662  |
| >90   | 2 275  | 0,64 %   | 1 746  | 529    |

### Grafy počtu nakažených
Oranžová křivka ukazuje celkový počet nakažených, modrá počet uzdravených, červená počet aktuálně nakažených a černá počet zemřelých.

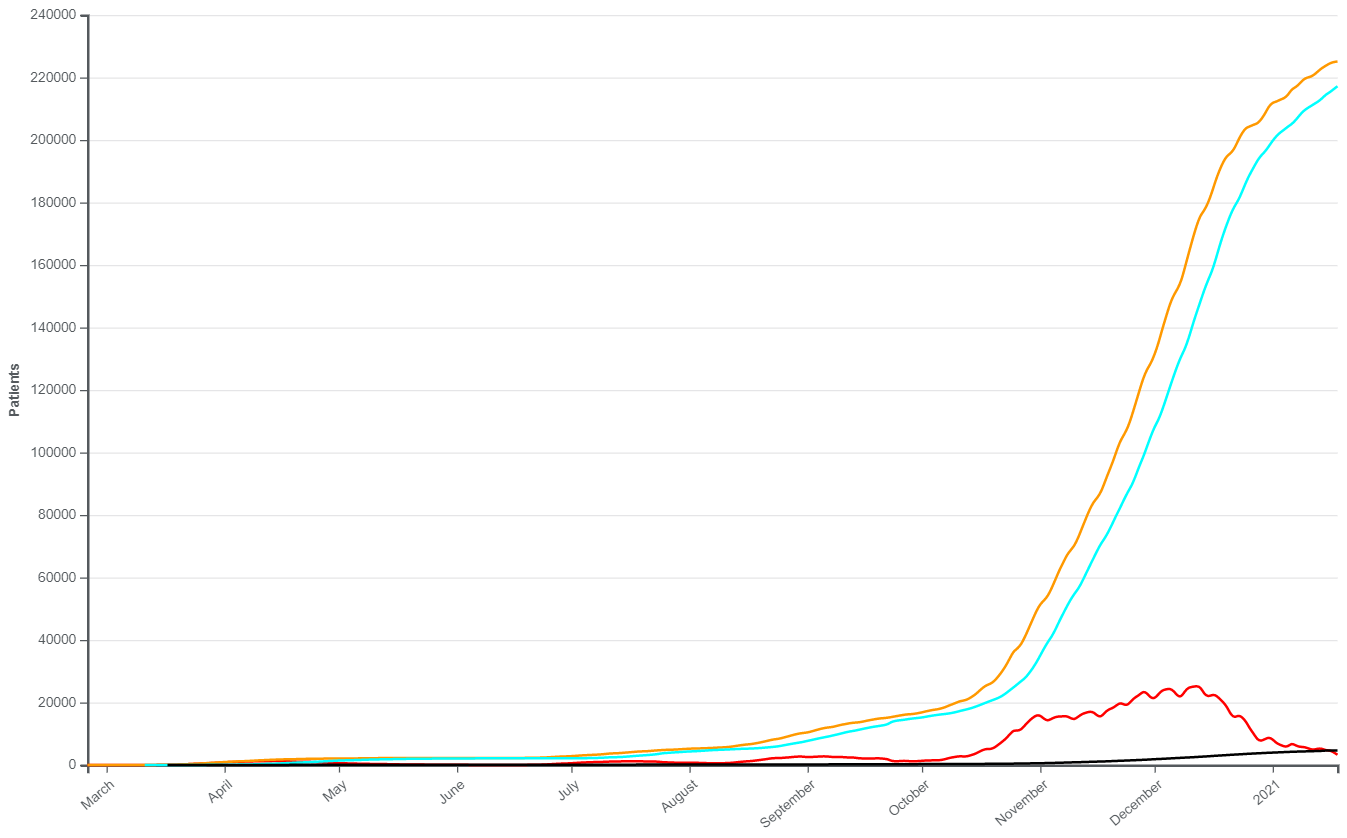
Graf počtu nakažených v Chorvatsku během celého období pandemie

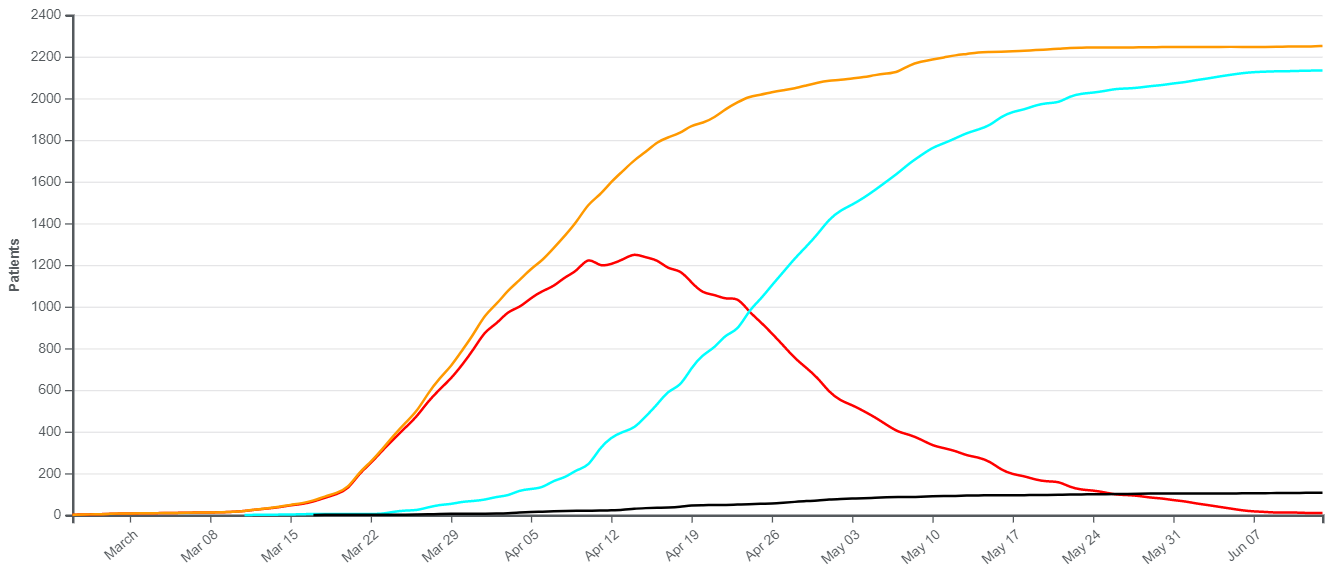
Graf počtu nakažených v Chorvatsku během první vlny (25. únor 2020 – 13. červen 2020)

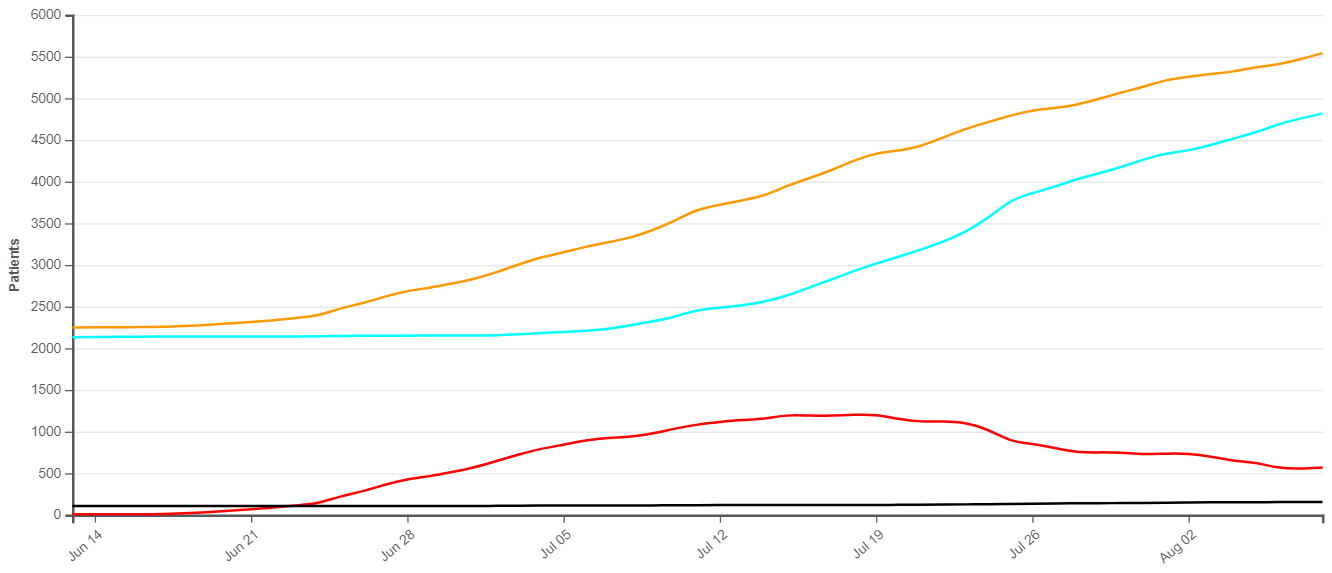
Graf počtu nakažených v Chorvatsku během druhé vlny (13. červen 2020 – 8. srpen 2020)

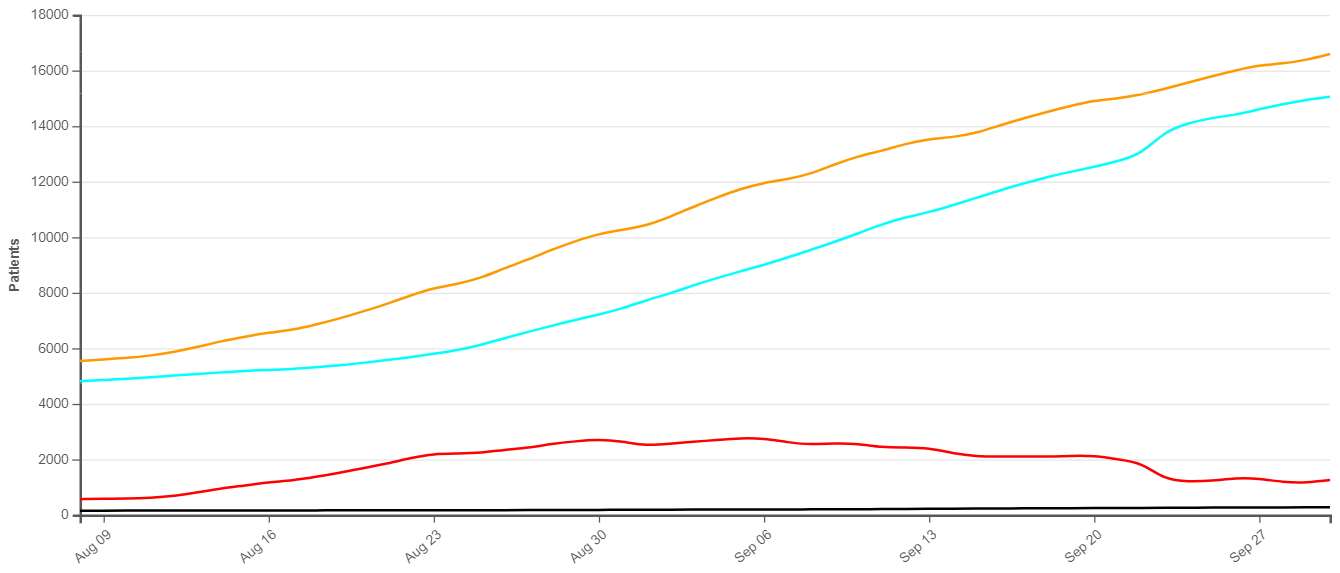
Graf počtu nakažených v Chorvatsku během třetí vlny (8. srpen 2020 – 30. září 2020)

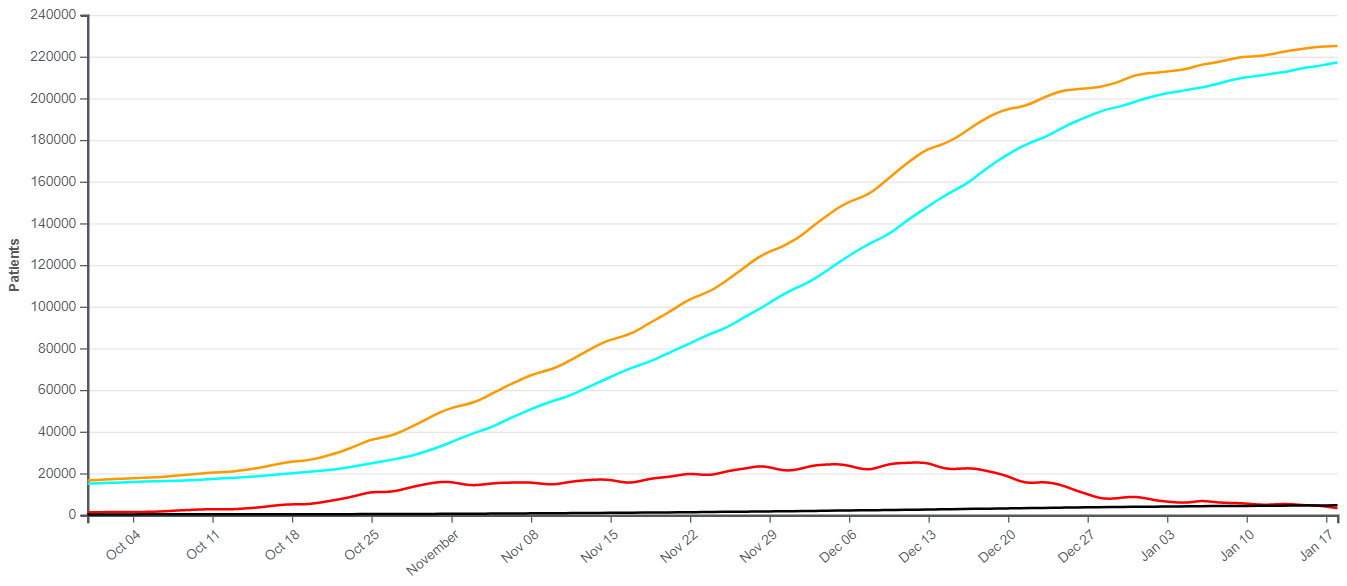
Graf počtu nakažených v Chorvatsku během čtvrté vlny (30. září 2020 – 22. února 2021)